# 西武101系電車

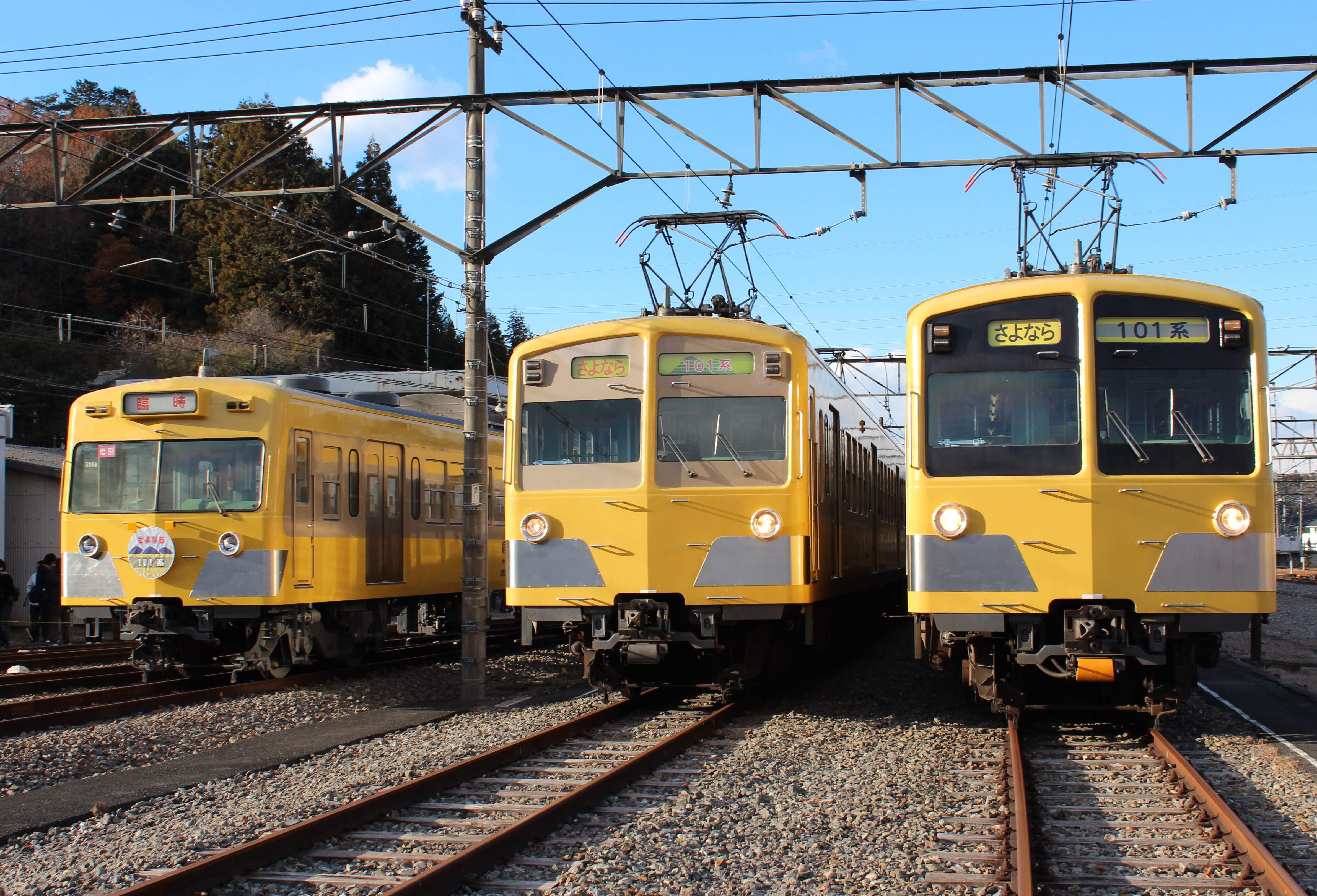
左端が旧101系、中央と右が新101系。
（2012年12月9日 横瀬車両基地）

西武101系電車（せいぶ101けいでんしゃ）は、1969年（昭和44年）に登場した西武鉄道の通勤形車両。本項では101系のほか、派生形式である西武301系電車についても記述する。以下、両形式をあわせて「本系列」と総称する。これらは1984年（昭和59年）まで製造された。
なお101系は1976年（昭和51年）までに製造された低運転台車のグループと、1979年（昭和54年）から製造された高運転台車のグループに分けられる。本項では前者を「旧101系」、後者を「新101系」として別個に記述する。
また本項では個別の編成について、「N編成（N=編成中の最若番車両の番号）」の表記とする。車両番号の付与の規則性上、編成番号は必ず奇数となる。また編成内各車の組成順序、および複数編成を併結した組成については原則として奇数方（飯能・西武新宿方）から記載する。

## 旧101系

### 概要
1969年（昭和44年）、西武秩父線開業に備えて山岳路線を走行するための高出力・高ブレーキ性能の車両として登場した。10月の開業に先立って3月5日に最初の2編成が竣工し、同日より営業運転を開始している。山岳地帯に強く、平地での通勤用にも使用できる車両として、新101系も含め「ASカー(All round Service Car)」と称された。
701系・801系に続く形式で、順当にいけば900番台の付番となるところ、今後の主力形式として多数の増備が見込まれることから、旧型車各形式の淘汰によって空いていた100・200番台が活用された。各車の付番方式は当時の西武標準のもので、電動車の番号を基準として付随車はこれに1000を足した形である。
1976年（昭和51年）9月までに63編成278両（101編成 - 225編成）が新製され、4両編成50本と6両編成13本の布陣となった。この6両編成のうち電動車1ユニットには当時の大手民鉄では珍しいハイフン付ナンバーが登場しており、以降も701系6連や301系で同様の方式が採用されている。
当初は非冷房であったが増備途中の1972年（昭和47年）より冷房化が進められ、1987年（昭和62年）までに全車完了した。なお新造車に機器を供出するため短命だった車両も多く、冷房化完了の翌年である1988年（昭和63年）から廃車が始まっている。

### 車両概説
ここでは主に登場時（非冷房車）の仕様を示す。

#### 編成構成
クハ奇数車（Tc1） - モハ奇数車（M1） - モハ偶数車（M2） - クハ偶数車（Tc2）の構成を基本とし、前述の付番方式に沿って編成内各車で百位以下の番号を揃えている（偶数車は奇数車+1）。これ自体は従来と変わらないが、役割としてはモハ奇数車とモハ偶数車が逆になり、本系列以降ではモハ奇数車に制御装置や集電装置、モハ偶数車に補助電源等の機器を搭載するようになった。中間車の車端部に記される順位表記もこれまでと逆になり、飯能方が①となっている。
旧101系においては後の6両編成も含め、車両形式は制御車のクハ1101形と中間電動車のモハ101形のみである。

#### 車体
車体そのものは先に登場した801系を踏襲したもので大きな変化はないが、細部で僅かに寸法の変更があり、車体裾や前面などを見比べるとそれを伺うことができる。また床下端部の綱掛がU字状のものから逆T字状のものへ変更された。125編成以降は乗務員室が前方に50 mm拡大されて車体長が伸びており、これは以降の形式にも引き継がれた。
前面は非貫通・2枚窓で、上部中央には手動巻き取り式の方向幕（行先表示器）が、その左右には2種の標識灯がそれぞれ横並び（内側が通過標識灯、外側が後部標識灯）で、いずれも車体から盛り上がるように配置されている。腰部の左右にはステンレス製の飾り帯を配し、その上に前照灯を同じく左右1灯ずつ装備している。乗務員室の通風口はこれまで腰部にあったところ、101系では窓上（右側の通過標識灯下）となって形状も立体的なものへ変更されている。加えて前面窓のワイパーは並行リンク機構を用いた2本アームのものへ変更され、ブレードが常に直立するようになった。さらに登場後まもなく床下左右に保護板が設けられている。側面の乗務員室扉においては下部の踏段が変更されているほか、129編成からは扉脇の手すりが鏡面仕上げとなった（それまでは塗装仕上げ）。
種別・行先の表示は前面のみで、種別については優等列車のみ窓内（外から見て左上）に種別板を吊り下げて表示していた。この種別板は車両側に常備されている。
側面は片側3扉、側引戸は高さ1,800 mm×幅1,300 mmの両開きで今回よりステンレス製無塗装（窓ガラスはHゴム支持に回帰）に改められた。扉の間隔は5,150 mmで、扉の左右にはHゴム支持の戸袋窓を備える。側窓は高さ870 mm×幅800 mmの二段上昇式で床面から800 mmの位置に扉間で4つ、車端部は2つ（先頭部は500 mm幅1つ）が150 mm間隔で配されている。側引戸下の沓摺は従来黄銅製であったが、129編成からステンレス製へ変更された。
車両間の貫通路は1,200 mm幅で渡り板は3枚構成、風の吹き通しを防ぐため貫通扉が4両編成のちょうど中央、モハ偶数車の飯能方に設けられた。両開きの妻引戸は取手の形状を除いて側引戸とほぼ同じで、ステンレス製無塗装の扉がST式戸閉機構を用いて左右連動で動くようになっている。戸袋部にはHゴム支持の窓と点検蓋が、扉のない妻面では左右に500 mm幅の二段窓が設けられている。129編成からは両先頭車にも設置され、全ての貫通路に扉が備えられることとなった。
妻面では801系同様に一部箇所を除いて床下から屋根にかけてのステップを設けており、妻面自体のものは向かって左が6段、右が5段と左右で互い違いに配置されている。また各車後位側の妻面裾部には左右に車両一斉のドアコックを、飯能に向かって右側に製造銘板を配置している。
屋根上にはグローブ形ベンチレーター（通風器）を搭載、非冷房車では等間隔での8個をベースに先頭車は7個、パンタグラフを有するモハ奇数車は5個が直線に並ぶ。

#### 塗装
車体の塗装は、従来車との連結ができない新系列であることを明らかにするため新しいものとした。奥武蔵の緑の中で判別しやすいようレモンイエロー（西武エロー）をベースとし、側面の窓回りには在来車に合わせたウォームグレー（西武ライトベージュ）を入れている。本系列以降、黄色の車体にステンレスのドアという組み合わせは（ベージュの有無を無視すると）西武通勤車の標準的なものとして1994年（平成6年）登場の9000系まで採用されることとなった。
後に（黄色一色に対し）「ツートンカラー」と呼ばれたこの塗装は、本系列登場前の1968年（昭和43年）9月から翌年2月にかけて池袋線の701系747編成で試験を行っていた。これも当初はドア付近が銀色に塗装されていたが途中で車体色に塗り直されている。
側面の裾部には中央左に社紋と記号番号の切り抜き文字、左端に定員、右端に形式・自重と直近の検査年月（重検・全検・施工所）および所属（1文字略称）の表記がいずれも黒色で入る。この形式・自重の表記と定員の表記は旧101系と旧2000系のみ当初はアクリルプレートであった。加えてドアコック設置個所にはその表記（赤地に黒縁）と、中間車には前述した順位を示す①②の文字（黒）がそれぞれ車端部に入れてある。なお、換算の表記（自重の下）は本系列からなくなった。
側面腰部の塗り分け位置について、101編成の新製当初は赤電のそれと比較して若干低い位置であったが、以降は赤電よりも若干高い位置となっている。あわせて車両番号周りや形式等の表記も変更されており、101編成では赤電と同じ割付であるが、103編成以降は上方へ移動し、特に社紋は塗り分け線ギリギリの位置まで高くなった。
屋根・床下はマンセル値N5相当の明るい灰色で、従来と変わらない。

#### 車内

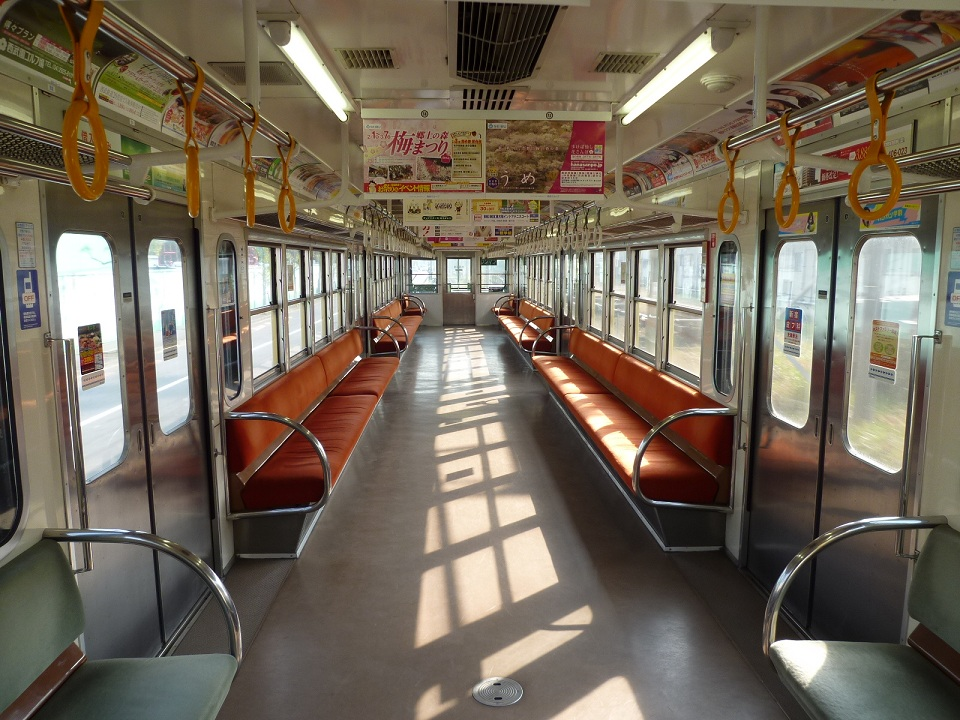
新製冷房車・特修後の車内
座席端や荷棚周り、背面仕切りの形態は登場時の特徴を残す。
（クハ1223 2010年2月）

車内はオールロングシートで、内装の化粧板は暖色系として茶色系統が採用された（天井付近は白色系）。天井部には扇風機を備え、中間車は6台、先頭車は5台が通風器と同じ位置に吊り下げられている。室内灯は40 Wの蛍光灯が中間車で16灯、先頭車は14灯が配置されている。座席は扉間が12人掛け（中央で二分割）、車端部が6人掛け、先頭部が3人掛けでいずれも1人あたり400 mm幅である。座面高さは430 mmで奥行きは約500 mm、モケットはこげ茶色、本系列では座席下のヒーターが強化された。
座席上の荷棚はステンレスの金網へ変更された。つり革は1列あたり扉間に15本、車端部に7本、先頭部に4本を備え、国鉄車に倣ってつり手棒の位置を従来より低く（その分つり革を短く）しているが、これは旧101系のほかは701系列の冷改初期に採用された程度で、2000系以降には引き継がれなかった。
扉の鴨居部は側面・妻面ともアルミ地で、扉の車内側もステンレス無塗装である。
乗務員室は新系列であることから色彩を淡緑色（天井部は引き続き白）へ変更、また運転台も大きく変更されている。これまで窪んでいたメーターパネルが大きく張り出した形になり、外からも目立つようになった。このメーターは架線電圧計の右に電流計が増え、中央の速度計を挟んで右側の双針圧力計も2つに増加して5連となっている。直下には各機器や主回路の状態を示す10点表示灯、また引きスイッチが並ぶスイッチ箱が新設され、その分右袖のスイッチ箱は小さくなった。さらに運転台天面およびマスコンとブレーキ弁を手前側に傾けている。マスコンは日立製のMA-BDF-223Aで、逆転ハンドルを独立させて主ハンドルは時計回りで力行・反時計回りで抑速となり、加えてリセットスイッチが設けられている。ブレーキ弁はHSCに対応した箱形のME37系で、マスコンと共に旧型国電での標準品から脱却した。背面の仕切りは中央に800 mm幅の仕切り扉を有し、側窓と同程度の高さを持つ大型窓が扉部を含めて3枚並び、窓の客室側には2段で手摺を設けている（扉部は下段のみ）。基本的には従来とほぼ変わらないが、仕切扉はステンレス無塗装となった。

#### 主要機器
車体とは対照的に全面的な変更がなされた。特に急勾配が続く西武秩父線の走行に備えて出力の増強やブレーキ方式の変更、電気制動の装備など、性能面の強化が図られている。結果として自動空気ブレーキを備える在来車との通常の併結運転は不可能となっており、またHSC化後の在来車についても電気回路に相違があって併結運転は原則不可能であった。
制御装置は従来通り日立製作所製で抵抗制御方式であるが、前述の通り出力の増強が図られるとともにモハ奇数車への搭載へ変更されている。主制御器は電動カム軸式のMMC-HTB20Eで、弱め界磁起動1段・直列12段・並列13段・弱め界磁5段・発電制動25段となっている。一般的な抵抗制御としては進段数を多めに取っており、これによって高加速性能を得ている。また、最弱め界磁率が40 %から35 %に拡大され、高速域の性能も向上した。結果、主抵抗器は従来よりサイズが拡大するとともに数はちょうど倍増して16個となり、うち4個は逆サイド（主制御器側）に並ぶ形となった。
主電動機は日立製作所製HS-836-Nrb/Prbまたは東洋電機製造製TDK-8010-A/A1で、出力を150 kWとしており、これは当時の狭軌用としては相当に大出力なものであった。定格回転数も1,850 rpm（80 %界磁）と高くなっている。歯車比も86:15 (5.73) と従来よりやや高めに設定された。新101系登場後は同車の日立製作所製HS-22436-03RBも併用される。
台車は住友金属工業製で今回から全て空気ばね台車としており、形式は付随台車がFS072、電動台車がFS372である。これらは801系のクハで採用されたFS067の発展型で、車体支持方式をインダイレクトマウント方式からダイレクトマウント方式へ変更、軸箱支持は共通のペデスタル（+軸ばね）式である。ペデスタル式は基本構造がシンプルで初期コストが低く、通常のメンテナンスも容易という長所があるものの、他の高度な軸ばね方式に比べて摩耗部への頻度の高い適切なメンテナンス（隙間調整）を要する。しかし元々在来旧型車の多数がペデスタル式で占められていた西武では、保守上の問題はなかった。
ブレーキ装置には西武鉄道では初めて電磁直通ブレーキ（HSC-D）を採用、応荷重装置と電気制動（発電ブレーキおよび抑速ブレーキ）も初めて設けられた。
補機類は制御装置と逆にモハ偶数車への搭載へ変わり、補助電源装置として日立製12 kVAの電動発電機（MG）HG-534-Mrbを1台、電動空気圧縮機（CP）としてMH16-AK3をモハ偶数車に2台搭載する。
集電装置は従来通り工進精工所製の菱形パンタグラフKP-62A（KP62A）であるが、容量増強のため電車として初めての2台搭載となり、制御装置と同じく従来のモハ偶数車ではなくモハ奇数車へ搭載される。付帯機器としては主ヒューズ（MF、幅広）と母線ヒューズ（BF、狭幅）が屋根上に移動して飯能方端部に設けられ、ここからパンタグラフと通風器を1つ挟んだ位置にパンタ断路器（PSw：パンタスイッチ箱、銀色の大きな箱）を新設、避雷器（灰色の小さな箱）もその脇に移動した。ヒューズ箱は日立製で銀色、当初は長方形の角を面取りしたような断面形状（かまぼこ型とも呼ばれる）であったが、MFの方は後に台形のものへ変更されている（BFも冷改時に台形へ）。
連結器は先頭部が電気連結器（電連）付きの密着連結器、中間部は701系より採用した半永久連結器で、先頭部の電連は他社で見ることの少ない幅が狭いタイプである。電磁直通ブレーキの採用によって編成内引き通しの配管は従来の元空気溜管・ブレーキ管に加えて新たに直通管が増えて計3本となり、床下ブレーキ制御装置側の両車端部にある肘コックも3つに増えた。一方で先頭部は3本を一括で開閉できるレバーを運転台右脇に設置し、床下の肘コックを廃している。
戸閉装置はST式戸閉機構を使用したもので、戸閉機械は加圧で閉扉となるTK-4Dである。また戸閉回路には閉扉時に（物挟みなどで）閉まりきらない扉のみを再度開く事ができる再開閉機能、車内保温を目的に一部を除いて扉を締切る機能が初めて備えられた。

### 冷房車の登場と冷房化改造

#### 試作冷房車の登場
1972年（昭和47年）の増備車のうち、171 - 181編成の4両編成6本（24両）は試作冷房車として登場した。これらは西武鉄道初の通勤冷房車であり、また本グループで多数を占める分散式は2020年代にサステナ車両を導入するまで歴代唯一の存在であった。従来車と比較して仕様の変更は以下の通り。
- 各車に三菱電機製の冷房装置を搭載、通風器は省略。
  - モハ奇数車は集中式とし、42,000 kcal/hのCU72を屋根上に1台搭載した上で[2]、この両脇に歩み板（ランボード）を設置した。冷房装置は国鉄103系電車などのAU75系（のうち三菱製・鋼板キセのもの）と外観含めほぼ同等、ランボードも屋根一体の鋼板組立品で同車のものとほぼ同じである。
  - その他の車両は集約分散式とし、8,500 kcal/hのCU16を屋根上に5台搭載した（1両あたり42,500 kcal/h）[2]。
  - 車内は平天井とせず、車体中心付近（つり革より内側の範囲）にダクトを設ける形とした。集中式の方は国鉄103系と似た形状で張り出しが目立っていたが、分散式ではダクト部分が薄く、左右も斜めに切り上げられたスマートなものであった。
  - 補助送風機は従来通り扇風機を使用、集中式の車両は従来通り8台、分散式の車両は中間車で6台（先頭車5台）とした[2]。
- MGは電源容量・電圧の確保のため、三菱製150 kVAのMG-117系に変更[注 18]。出力は三相交流440 Vとなる。これに伴いモハ偶数車の床下機器配置を変更している[注 19]。あわせてBFも三菱製（台形、灰色）に変更。
- 貫通扉の配置を変更し、各車飯能方への設置とした。クハ奇数車のものがモハ奇数車の飯能方に移る形となっている。

これはあくまでも実用試験であり、以降も183 - 189編成は非冷房で新製された。ただし貫通扉の配置はこれらの車両にも冷房化を考慮して引き継がれている。
試作冷房車の各編成についてはその後、175・177編成は冷改完了直後に量産化改造が行われたものの、残る4編成は新造車への機器供出のため141 - 147編成とともに1988年（昭和63年）に廃車となった（詳細はそれぞれ後述）。

#### 集中式の採用と6両編成の登場
比較試験の結果として、量産車では経済性に優れ改造も容易な集中式冷房装置を採用することとなり、1973年（昭和48年）より既存車の冷房化改造（冷改）と量産冷房車の新製が並行して進められた。改造については途中で一時中断したものの、1987年（昭和62年）までに全編成へ実施されている。試作冷房車から変更された仕様は以下の通り。
- 冷房装置は各車とも集中式（CU72B[注 20]）1台搭載とし、グローブ形通風器を非冷房車と同じ位置に設置した（ただし車体中央の2つ分が欠ける[注 21]）[2]。
- モハ奇数車の屋根上配管の取り回しを変更。これは冷房化改造車と新製冷房車とでそれぞれ形態が異なる。
- 天井をダクト埋め込みの平天井とした[2]。補助送風機はラインデリアとし、通風器と車体中央を避ける形で各車6台を配置している[2]。
- 室内灯を増強、中間車は18灯、先頭車は17灯（先頭部の1灯を横配置）とした[4]。
- 機器スペース確保のため、一部の妻窓は上段を固定化した[3]。
- 既存編成の改造においては、貫通扉の移設・増設を行って配置を統一した（127編成まではM1とTc2に新設、129編成からは169編成まではTc1からM1へ移設）。
- 一部編成を6両編成とした。既存の121 - 129編成と新製の201 - 215編成がこれに該当する。
  - 編成構成としては、M1・M2のユニットに続けてM3・M4のユニット（ほぼ同一仕様）が入る。この2両の編成内の既存車と番号を揃えるためハイフン付きの車両番号とした[3]。ハイフン以下には基本的に十位以下の番号を付しているが、200番台の編成では百位も含めている[注 22][2]。
  - 6両編成ではMGが120 kVAのMG-114系[注 23]となる（1台で3両への供給となるため。外観は本体の長さが短い点を除いてMG-117系と同一）。

最初の量産冷房車は101系初となる6両編成で登場した。これは既存車を冷房化するとともに新製した冷房車を中間に組み込んだもので、1973年7月から10月にかけて121 - 129の5編成が竣工している。なお既存編成の6両化はこれっきりであった。翌1974年（昭和49年）6月には163編成の冷房化と191編成の新製により4両編成の量産冷房車が登場し、以降本格的に増えていった。1975年1月には全車新製の6両編成も登場、201 - 215の8編成がこれにあたる。
改造は順次行われていたところであったが、池袋線運用を主眼とする本系列のみ進めるわけにはいかず、1975年7月をもって一時中断された。この時点で冷房化改造車は17編成（121 - 129・141 - 147・163 - 169・183 - 189編成）となっている。直後より主に新宿線で運用される701系列（701系・801系・401系・501系）の冷房化が開始され、これは1983年（昭和58年）3月まで続いた。なお旧101系の新製も1976年（昭和51年）9月竣工の225編成で終了し、以後は旧2000系の製造へ移行している。

#### 後期の冷房化改造
701系列の改造終了後、1984年（昭和59年）1月より本系列の冷房化が再開された。このとき以下の通り仕様が変更されている。
- 冷房装置をステンレスキセのCU72Cとした[9][10]。
- 天井部のラインデリア等のカバーを変更、車両全長に渡って平面で配置される新101系以降の形態とした。
- 車内の座席端および荷棚受・つり手棒回りのパイプ形状を変更、旧2000系同等の形状とした[10]。
  - 座席端のものが上方に伸びてこれらが一体になるとともに、つり手棒の位置とつり革の長さが標準的なものとなった。
- 新設する貫通扉は窓ガラスを金具押えに変更した[9]。119編成までのM1とTc2が該当する。
- MGをブラシレスタイプ（BLMG）に変更。日立製140 kVAのHG77445-01R/01RBまたは東洋電機製140 kVAのTDK3350-Aを搭載する[9][注 26]。あわせてBFを日立製（台形、銀色）に変更した。
- CPをCM2015T-HB2000CB（HB2000）の1台搭載へ変更[9][10]。
- 戸閉車側灯を縦長の小判型（電球2灯式）へ変更。
- Tc1-M1間の妻部のステップを増設、左右両側への配置とした。
- 屋根上空調脇のランボードをFRP製のもの（脚により浮かせたもの）とした[9]。
  - ランボードについては試作冷房車の175 - 181編成（モハ奇数車のみ）や121 - 129・183・191 - 225編成も特修時などにこのタイプへ改造された[注 27]。
- 避雷器を大型の六角柱状のものへ変更。
- 1986年頃以降に施工した編成は避雷器を円柱状のものとし、また化粧板の新品交換を実施した。

以降1987年（昭和62年）6月までに残る22編成（101 - 119・131 - 139・149 - 161編成）に実施され、101系非冷房車全39編成の冷房化が完了した。
続いて試作冷房車2編成に量産化改造が行われ、同1987年9月に175編成、1988年4月に177編成が竣工しており、当時は「冷房車を冷房改造した」と話題になった。これらは以下の点を除いて後期の冷房化改造車に仕様が揃えられている。
- 通風器は新設となるため、当時の標準品である角形とした。旧101系で角形の通風器を備えるのはこの2編成のみである[9]。
- 戸閉車側灯をLEDへ変更。レンズ形状が僅かに異なる。
- CPはAK3のままとした[9]。

### 冷房化以外の改造など

#### 701系列との連結対応改造
（#運用の変遷も参照）
前述の通り本系列は秩父線向けの性能であったり既存系列との併結運転が不可能であるという特性から、1980年（昭和55年）には一時全車が池袋線系に集約された。
しかしそれ以降にも101系が新宿線系に配置されることがあり、この際には一部を除き701系列冷改車（701・801系・401系・501系）との併結運転に対応するため一部の回路を変更して使用していた。これらの車両は逆にオリジナルの101系との併結ができなくなることから電気連結器のカバーを701系列同様に黄色く塗装して識別していた（いわゆる「黄電連」）。
後述の新101系と異なり旧101系においては開始時期が遅く、新宿線への転属と本改造が行われたのは1990年（平成2年）11月以降であった。このため同年1月に消滅した501系との組み合わせは実現していない。4両・6両とも複数本に行われ、701系列の引退から約1年後に全車が元の仕様に復元された。

#### 特別修繕工事
1988年頃より順次、車内外の特別修繕工事（特修）が行われた。
- 121 - 127編成は雨樋の取替えや床の補修などで外観上の変化はない[4]。
- 183編成では加えて屋根上の配管も引き直され[11]、化粧板の新品交換が行われている[11]。
- 129編成ではさらに前面の通風口を撤去、避雷器の大型化（円筒形）が行われた。新製冷房車においては引き直された配管が冷房化改造車の形に統一されている。
- 191 - 201・209 - 225編成では上記の内容に加えて車内の化粧板と床敷物、座席モケットが新2000系相当のものに取り替えられ、目立つ変化が生じた[11]。
  - 193編成以降は下記側引戸の変更を行っており[4]、座席も後述の新形状に揃えられている。
  - 195編成以降はCPのHB2000への交換が行われた[4]。

側引戸の交換・改修は本工事以外でも行われており、123・129・183・191・205・207・211 - 225編成は窓ガラスが金属押えの扉（701系列の廃車発生品）へ交換、193 - 203・209編成は窓ガラスをアルミ枠支持とする改修を行っている。
また座席モケットの交換についてはこのほかに157編成も1995年（平成7年）に行われている。

#### VVVFインバータ制御試験車
1988年（昭和63年）9月に引退した145編成のうち中間車モハの145・146は廃車とならず、VVVFインバータ制御の試験に活用された。301系307編成にサハ2両と入れ替える形で組み入れ、MT比を維持するためモハ301-7・8の主回路をカットして編成が組まれた。試験車2両には以下の通り改造が行われ、この時外された機器類は廃車車両と同じく4000系へ流用されている。
- 2両それぞれにVVVFインバータによる制御装置を搭載、元の制御装置や補助機器を撤去。
  - モハ145は日立製GTO-VVVF、モハ146は三菱製GTO-VVVFとした。
- 台車はFS372Aへ変更、主電動機は170kWの三相かご形誘導電動機とした[12]。
  - この台車は3000系3005編成のクハに当初装着されていたもので、交換により余剰となったものである。
- 301系と連結するユニット両端の妻面貫通路を狭幅化。なお貫通扉は省略した[13]。

1989年（平成元年）3月から走行試験を開始、夏頃にかけてほぼ全線で試運転を行った後、池袋線系を中心に営業運転にも供された。この編成は1年ほどで終了し、モハ145・146は1990年4月に廃車となっている。なおFS372A台車は新2000系の新造に際して流用された。

#### ワンマン対応改造

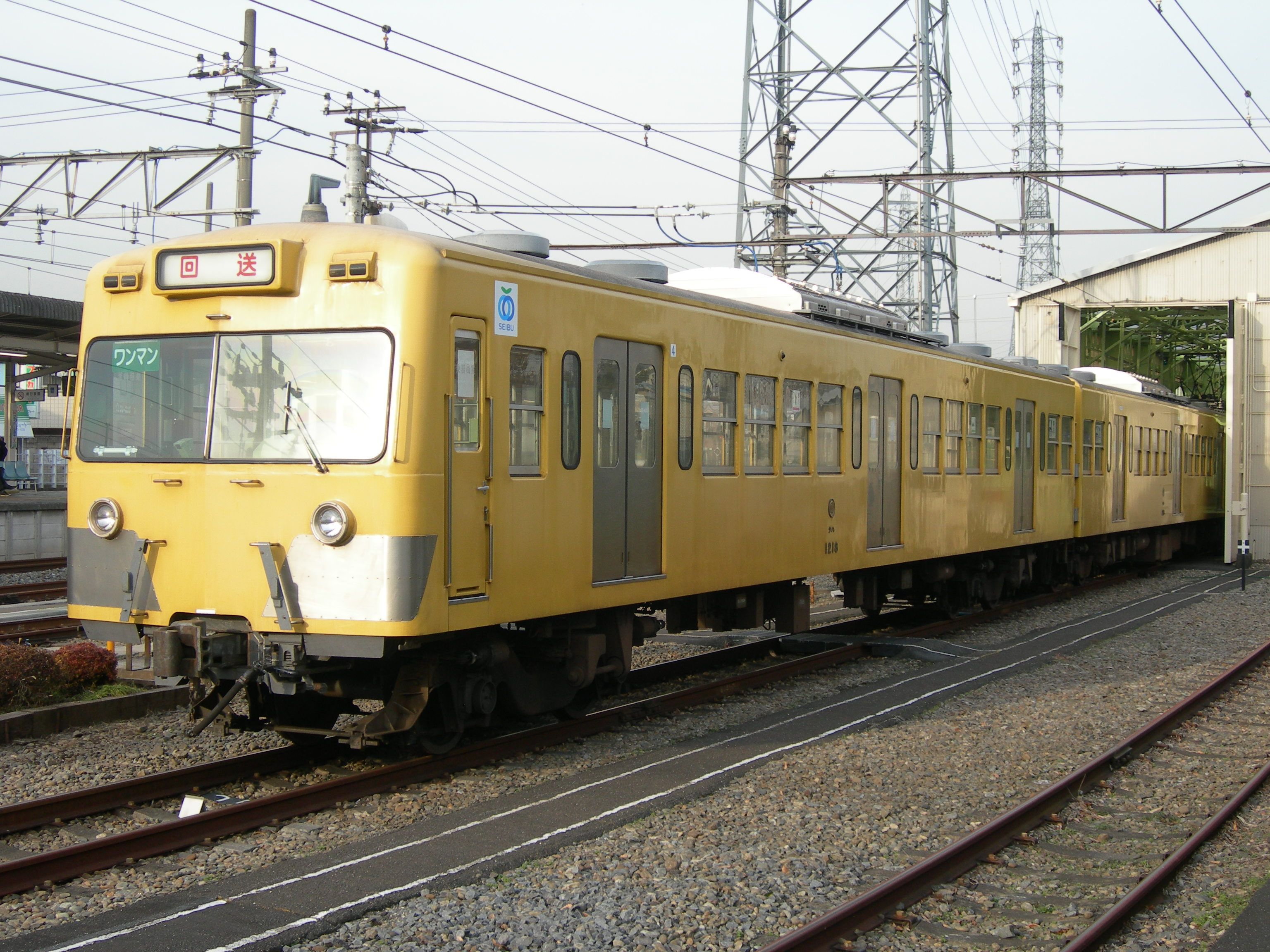
甲種輸送の準備を整えた217編成
（2010年3月5日 白糸台車両基地）

多摩川線でのワンマン運転のため、1995年に4両編成5本に対してワンマン運転並びに甲種輸送への対応改造が実施された。当時池袋線所属で特修施工済の217 - 225編成が順に8月から11月にかけて竣工、多摩川線の701系を置き換えている。改造内容は以下の通り。
- 車内設備として非常通報装置（対話式・各車2箇所）[11][17]・自動放送装置[11][17]・乗降促進放送を整備。
- 飯能方から3両目を弱冷房車に設定。
- デッドマン装置の設置、抑速機能の停止、戸閉回路の変更[17]。
- 運転台のマスコンをデッドマン対応対応品（MA-BDF22C[9]）に交換[11][17]、これに伴ってワイパー調整弁はマスコンの左脇からブレーキ弁の右脇へ移動した。また運転台スイッチ箱も交換（点数増加とタンブラスイッチ化）。
- 運転台回りの放送・連絡系の機器として、運転士マイクは壁埋め込みのもの（高声電話：乗務員間連絡通話用）から放送を考慮したフレキシブルタイプへ変更、これにより仕業表サシは手前に移動した。さらに右袖に非常通報受報器を設置している（スイッチ箱は撤去）。受報器はメーターパネルのように立てて設置され、外からも目立っていた。
- 乗務員室内の車掌スイッチを交換（リレー式化・乗降促進対応）、また自動放送操作器を車掌側の窓上部に設置。
- 前面の電気連結器を撤去、行先表示幕を取替（内容は多摩川線と新宿線系の支線関係のみ[注 31]）。
- 甲種輸送への対応（貨物列車として走行するため自動空気ブレーキの仮設に対応）。
  - 甲種輸送の際には両先頭部の連結器を自動連結器へ交換し、前面にステーを介して反射板を取り付けるほか、ブレーキ用に甲種回送ユニットの積み込みと前面への空気ホースの取付などを行う。

多摩川線では11月よりワンマン運転を試行、翌1996年（平成8年）4月から完全にワンマンとなった。運用としては多摩川線（白糸台）には5編成中4編成を配置、残る1編成は新宿線系（玉川上水）に配置して数か月おきに編成を入れ替えるシステムがとられており、追って開始された多摩湖線のワンマン運転にも使用された。詳細は#ワンマン車の運用を参照。
ワンマン車はその後以下のような改造などが行われている。
- 2000年（平成12年）頃、試験的に転落防止幌が設置された。ステップを兼ねた独特のタイプとなっている。
- 2005年（平成17年）9月より、優先席部のつり革が黄色へ変更された。これは西武鉄道の全車両に行われたが、当時残存する旧101系はワンマン車のみであった。
- 2008年（平成20年）3月より、先頭部の側面（編成4箇所）に「コーポレートシンボル」マークが掲出された[18]。
- 2008年（平成20年）より、車内外に号車表示・ドア番号のステッカーが貼付された。

#### 小規模な変更
座席形状の変更
1982年（昭和57年）より、背ずりと座面の間にFRP成形品を介在させ、さらに背ずりの厚みを増した新形状の座席への交換が進められた。同年度に701系冷改車や後述の12次車で採用されたものと同じである。
補助電源装置のSIV化
1986年（昭和61年）、試作冷房車の171・173編成を含む4両編成4本において、補助電源装置が試験的に電動発電機（MG）から静止形インバータ（SIV）へ取り替えらえた。メーカーと容量は変わらず、三菱製の150 kVA品である。
1988年にはSIV装置が217 - 223の4編成に移され、171・173編成は6月に廃車となっている。
転落防止幌（外ほろ）の取付
前述のワンマン車において実施されたもののほか、2003年度（平成15年度）末までに西武鉄道の全車両へ行われており、旧101系では当時残存していた175・191・193・197の4編成に実施されている。これらはワンマン車と異なり、西武で標準的なタイプが使用された。
その他の改造（順不同）
1970年代頃より保安ブレーキの取付（1973年より）と列車無線装置の設置（1976年全線使用開始）などが、また概ね1980年代前後にブレーキ制御装置の変更（カバー付き）、圧着ブレーキの設置（1986年以降）、乗務員室扉の交換、連結器胴受の変更（湾曲タイプへ、後に中間部はアングル材へ）、パンタグラフの改修（枠組みをアルミ鋳物からステンレスパイプに変更、舟体を取替）、戸閉装置の変更（減圧で閉扉となるSTK-4Dへ）、空気圧縮機への除湿装置取付、蓄電池箱の取替（小型2箱→大型1箱）、側引戸の振れ止め金具取付などが行われた。このほか乗務員室では1980年代中頃より仕切扉を客室側からも施錠できるよう改造、同時期に車掌スイッチをキースイッチ付きのものへ交換している。
実施状況は編成により異なり、その他の改造と併施している場合も多い。
その他、新101系の節で述べるような信号保安設備の更新も行われている（ただし列車情報装置の取付は行われなかった）。
種別板・行先表示幕の変更
- 1970年代初頭頃に表示幕の書体が大きく変更されている（「西」などが顕著）。内容と並び順も見直された。
- 1970年代末頃に表示幕の素材が布からフィルムに変更され、書体も若干変化した。内容と並び順も僅かに変更され、区間内の往復を示すいわゆる矢印幕も設定された。
- その他行先関係としては1970年（昭和45年）11月に小手指が開業（信号場から昇格）、また1979年（昭和54年）3月に狭山湖が西武球場前へ、多摩湖が西武遊園地（現：多摩湖）へそれぞれ改称されている。またワンマン車が入る多摩川線では2001年（平成13年）3月に多磨墓地前が多磨へ、北多摩が白糸台へそれぞれ改称された。
- 1980年（昭和55年）3月に種別が増加すると同時に種別板のデザインも改められた。それまでは小型で準急と急行のみ、どちらも赤色だったものが、大型化されるとともに緑・水色・赤の3色を使い分けたデザインになり、通勤準急・通勤急行・快速・快速急行が加わった。
- 種別はその後も1988年（昭和63年）12月に通勤快速、1998年（平成10年）3月に区間準急（「区間」部分は黄色）が増えた。なお前者は2001年（平成13年）12月、後者は2003年3月に廃止となっている。

（西武池袋線#列車種別・西武新宿線#列車種別・西武鉄道のダイヤ改正なども参照）
車内設備の設定と案内表示関係
いずれも詳細は新101系の節で述べる。
- 1970年代前半頃から側引戸の窓にドア注意ステッカーが貼付されている。
- 1975年（昭和50年）2月20日よりシルバーシートが設定された。これは2000年4月より「優先席」の名称に改められている。
- 1980年頃から側窓（各車数箇所）にマナー関係の案内ステッカーが貼付された。
- 1988年（昭和63年）6月1日より6両以上の固定編成に弱冷房車が設定されている。

### 塗装変更・特別塗装
塗装の変更
ツートンカラーであった本系列および3000系においては検査時における塗装作業の簡略化を目的として、車体色のレモンイエロー単色化が行われている。
1996年（平成8年）9月の183編成を皮切りに開始され、旧101系においては1999年（平成11年）6月入場の201編成を最後に完了した。この201編成は1998年10月4日に横瀬車両基地での「西武トレインフェスティバル'98」で展示され、西武新宿 - 西武秩父間の臨時列車にも充当されている。なお701系列の全廃は1997年2月であり、半年ほど両形式の黄色単色塗装が存在したことになる。
また、屋根・床下の灰色は1989年（平成元年）4月より色調が明るめのN5から暗めのN4へ変更されている。上記の塗装変更と同様に、検査時の再塗装に際して適用される。なお当初は全般検査時に床下の再塗装を行っていたが、この少し後から一部を除いて省略されるようになった。
車体表記の変遷は新101系の節で述べる。
赤電
2001年（平成13年）、「西武トレインフェスティバル・赤電スペシャルウィーク」にあわせて159編成が赤電色に変更された。9月29日・30日に西武新宿 - 西武園間、10月7日・8日に池袋 - 横瀬間でそれぞれ臨時列車として運転されている。同編成は定期列車への充当はなく、すぐ後の重要部検査で黄色に戻された。なお本系列は前述の通り本来の赤電よりも社紋の位置が高いため、この赤電塗装ではベージュと赤の塗り分け線が社紋にかかっていた。
ツートンカラーの復刻
2004年（平成16年）、池袋線所属の旧101系ラスト2本となった193編成と197編成は西武秩父線開通35周年記念も兼ねて約5年ぶりに登場時のツートンカラーに復元された。ただし妻面は黄色のままとされている。10月3日に「西武トレインフェスティバル2004 in 横瀬」の臨時列車でデビューし、以降は一般運用にも充当。基本的に197編成+193編成の組成であったが、2両編成を連結することもあった。12月にさよなら運転を迎え、そのまま廃車となっている（詳細は後述）。

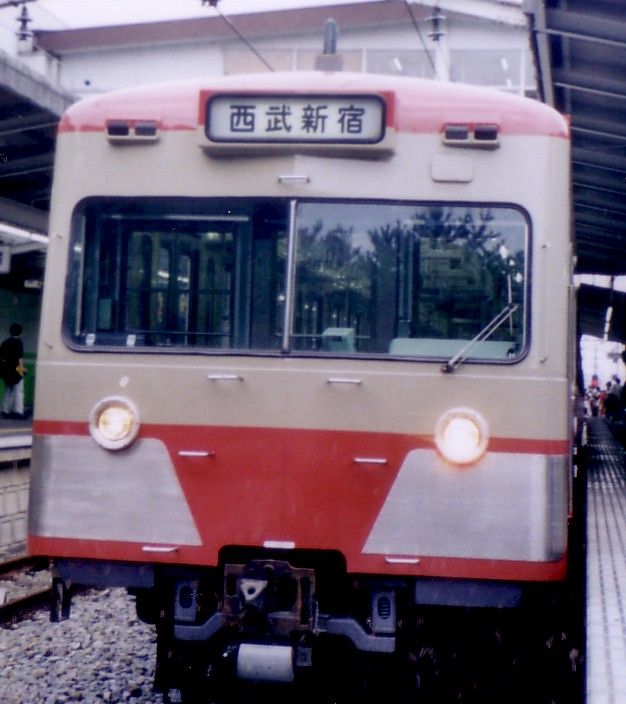
赤電塗装の159編成 （2001年9月 西武園）
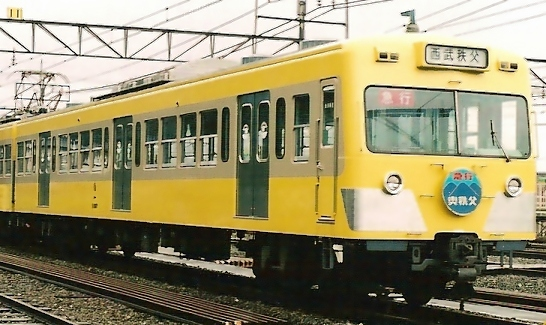
ツートンカラーに戻った197編成 193編成にも同じ塗装を実施 （2004年10月 横瀬）

### 配置と運用
西武鉄道のほぼ全線において種別を問わず使用された。複数編成を連結して運転することが可能であり、旧101系の4・6両編成に加えて新101系の2・4両編成を組み合わせて最大10両で運行されていた。また1990年代の新宿線系においては701系列との連結に対応させ、701系列各車および新旧101系の対応編成と連結するなど様々な編成がみられた。

#### 運用の変遷
1969年（昭和44年）に登場した旧101系は、西武秩父線対応であったことから当初は主に池袋線系統に配置され、4両あるいはこれを2本連結した4+4の8両で運行されていた（新宿線系にも少数が配置されていた）。
1972年（昭和47年）には試作冷房車が登場し、池袋線・新宿線の両路線で実用試験が行われた。
1973年（昭和48年）には6両編成の冷房車が登場して10両編成の組成が行われるようになった。同時に冷房化が本格的に進められると新宿線にも冷房化率を高めるため多数配置されるようになり、逆に701系列の冷改後は同車を池袋線に配置するケースも見られた。そして1979年（昭和54年）には新101系（2両・4両）が登場、池袋線はもちろん新宿線にも2両編成の一部が配置され、既存の旧101系と組み合わせて使用されるようになった。
直後の1980年（昭和55年）3月17日のダイヤ改正に際して101系は池袋線に、701系列の冷改車は新宿線にそれぞれ集約することになり、以降しばらくの間旧101系は全車が池袋線の配置となった。
その後1990年（平成2年）になると池袋線にも新2000系の投入が開始された一方で新宿線の701系列冷改車（701系・801系・401系・501系）は老朽化のため数を減らし、その結果旧101系は同年11月以降、前述した701系列との連結対応改造（オリジナル車との連結は不可に）を行った上で再び新宿線系統に配置された。これらは701系列引退後に元の仕様に戻されている。

#### ワンマン車の運用
多摩川線のワンマン化にあたり、1995年（平成7年）からワンマン化改造車が多摩川線に順次投入され、701系を置き換えた。多摩川線配置は4編成だが、対応改造は701系と同じく5編成（217 - 225編成）に行われている。
多摩川線は他の路線と直接繋がっておらず車両の行き来に不自由があるものの、大規模な検修設備も持たないため定期的に本線側へ車両を戻す必要がある。このため、同一仕様の車両を本線側にも配置しておき、これを定期的に入れ替える（本線側に配置されたタイミングで車輪転削や重要部検査・全般検査を行う）という運用方針が従来よりとられていた。なお多摩川線では白糸台車両基地を拠点に運用されるが、所属は5編成とも本線側の玉川上水とされている。
多摩川線では11月よりワンマン運転を試行、翌1996年（平成8年）4月1日に完全ワンマン化された。後述の多摩湖線も含め、ワンマン運転時には優等列車の種別板と同様に「ワンマン」の板（緑色）を掲出していた。
本線側の編成
新宿線系に配置された編成においては、ワンマン車ゆえに他編成との連結ができず、また当初はワンマン運転を行ってる路線が他になかったため、4両編成として車掌乗務の上で西武園線や多摩湖線などで使用されていた。
その後1998年（平成10年）8月21日に多摩湖線の国分寺 - 萩山間がワンマン化され、以降は新たに投入された新101系3本とともに4本体制で同路線のワンマン運転に使用された。
編成の入れ替えと高架化工事の影響
数か月に一度ある本線側と多摩川線との車両の入れ替えはJR線を介した甲種輸送によって行われており、本線側は新秋津駅で武蔵野線に、多摩川線側は武蔵境駅で中央線にそれぞれ接続している。しかし2000年代にはこの中央線の高架化が進められ（武蔵境駅はJR・西武とも高架化）、工事の過程で連絡線が一時断たれることとなった。
結果2003年（平成15年）3月を最後に甲種輸送（車両の入れ替え）は一時中断された。これ以降の多摩川線の編成は217 - 223編成の4本で固定され、225編成は実質的に多摩湖線固定となった。2002年度における入れ替えの状況を多摩川線視点で下表に示す。
| 入替え時期 | 出た編成 | 運用中の編成  | 来た編成 | 備考                         |
| ---------- | -------- | ------------- | -------- | ---------------------------- |
| 2002年4月  | 217      | 219・221・223 | 225      |                              |
| 2002年7月  | 219      | 221・223・225 | 217      |                              |
| 2002年11月 | 221      | 223・225・217 | 219      |                              |
| 2003年1月  | 223      | 225・217・219 | 221      |                              |
| 2003年3月  | 225      | 217・219・221 | 223      | 以降2010年までこの配置で固定 |

なお、車両の入れ替えを止めると多摩川線車両は従来通りの検査・修繕（検修）が行えなくなる。これについては台車や主要機器をトラックで武蔵丘車両検修場まで陸送し、白糸台では交換などを主に行うことで対処していた。
その後は次第に置き換えの時期が迫り、225編成は多摩湖線、217 - 223編成は多摩川線で営業運転終了を迎えた（詳細は後述）。また通常は重検・全検に際して車体塗装が行われるが、白糸台ではこれを行っておらず、末期は汚れや退色が目立っていた。

#### 晩年の車両の動き
非ワンマン車の消滅（2004年）
旧101系は徐々に数を減らし、6両編成は2003年1月廃車の213編成を最後に池袋線から消滅、2004年3月廃車の215編成をもって新宿線からも消滅した。
2004年（平成16年）4月時点で非ワンマン車は池袋線に4両編成4本（175・191・193・197編成）の16両を残すのみとなった。新宿線においては上記215編成の廃車で旧101系が一時的に姿を消す格好となったが、8月に175・191編成が転属したことで再び見られるようになっている。
池袋線では前述の通り193編成と197編成が10月3日の「西武トレインフェスティバル2004 in 横瀬」に合わせてツートンカラーになった。同日の展示や臨時列車（池袋 - 横瀬駅間往復）に使用され、この臨時列車は飯能方に「急行 奥秩父」、池袋方に「急行 奥武蔵」のヘッドマークを取り付けており、中でも往路では行先表示を「臨時」とした上で特製の「横瀬」表示を種別板風に掲出していた。以降はツートンカラーのまま、後述のさよなら運転直前まで営業運転に供された。土休日は西武秩父線に直通する快速急行の運用に積極的に充当され、このうち特定の3日間は「西武秩父線開通35周年」のヘッドマークを装着していた。12月3日の秩父夜祭の輸送にも使用されている。
他方、新宿線に移動した175編成と191編成は黄色一色のまま12月頭に一足早く運用を終えた。2編成は秩父夜祭に備え12月2日に池袋線へ移動したものの当日は使用されることなく、そのまますぐに廃車となっている。
その後、12月19日には197編成+193編成によってさよなら運転が行われた。西武園→東村山→本川越→西武球場前→所沢→飯能→西武秩父の経路で運転され、途中の西武球場前駅では撮影会が行われている。西武秩父駅到着後は横瀬車両基地に回送、そのまま廃車となった。
- この列車は団体専用であり、参加費用は大人1人1,101円（クハ1101形にあやかって）と設定されたほか、本川越 - 狭山市間では特急列車とほぼ同じダイヤで運転、元加治 - 飯能間では非常ブレーキの実演、また正丸トンネル停車時には室内灯消灯（停電時を想定した予備灯点灯）など、通常の営業列車では体験できない様々なイベントが盛り込まれた。
- 行先表示は「急行 奥秩父（奥武蔵）」のヘッドマークをあしらった「さよなら 101系」の表示を貼付、飯能方に「旅立ち」、池袋方に「さよなら 101系」のヘッドマークがそれぞれ装着された。なお回送時には特製の「回送」表示を種別板風に掲出していた。
- クハ1197には701系列との連結対応を示す黄色の電連カバーが再現された。

多摩湖線ワンマン車の引退（2008年）
前述の通り225編成は2003年（平成15年）以降専ら多摩湖線で新101系とともに使用されていたが、後述の263編成に置き換えられる形で2008年（平成20年）1月31日をもって営業運転を終了した。これを前に1月27日からは、両先頭部に「ありがとう 101系 226号車」のヘッドマークを掲出していた。
その後2月3日にはイベント列車（ミステリートレイン）として運転される予定であったが、降雪のため中止となった。
多摩川線からの引退（2010年・完全引退）
2010年（平成22年）3月より多摩川線車両の入れ替えが再開されると同時に、同線の車両は白色の新101系（後述）へ置き換えられることとなった。入れ替わりで3月7日に217編成、6月6日に219編成、9月5日に221編成、11月14日に223編成がそれぞれ多摩川線から戻っている。
最後まで残った223編成は11月3日から武蔵境方に「ありがとう 黄色い電車 西武多摩川線」、是政方に「さようなら 黄色い電車 西武多摩川線」のヘッドマークを掲出。11月9日をもって営業運転を終了し、これが旧101系最後の営業運転となった。
本線側に戻った編成は営業運転に就くことなく、基本的に南入曽車両基地で甲種用の装備を取り外した上、横瀬車両基地まで回送し廃車・解体となっているが、217編成は甲種用の装備を外さずにE31形の牽引で回送されたほか、223編成はクハ1224が保存となり事前に方向転換が行われた（詳細は後述）。

### 廃車と機器流用・譲渡
前述の通り、新造車への機器供出のため早期に廃車が始まっている。1988年度（昭和63年度）の廃車分は4000系に、1992年度（平成4年度）以降はこれに加えて10000系、9000系にも流用されている。特に9000系については4扉化を進めるために本系列の車体修繕代わりに新造したという側面がある。
流用される機器は主制御器や主電動機をはじめとする制御装置・主回路機器、ブレーキ装置、台車などで、マスコンやブレーキ弁といった細かい部品も含まれる。4000系については補助電源装置（MG）も流用されており、下回りがほぼ完全に本系列からの流用品であった。しかし9000系と10000系ではSIVをはじめ新製した機器が増え、さらに701系などから流用した機器も併用されている。特に10000系では主抵抗器も変更されたほか、同5次車はVVVF制御・電気指令ブレーキとなったことで流用品は台車程度に留まっている。
余談ではあるが、台車について10000系（5次車以外）では軸箱支持方式を緩衝ゴム式へ変更する大規模な改造が行われ、形式もFS042・FS542Bへ変わっている。加えて9000系・10000系（全車）はフラット防止装置を備えるため若干の改造が施された。
また上記のほか、1998年度（平成10年度）廃車分から3両分のFS072台車が新2000系の台車交換に際して流用された。

#### 経過と詳細
1988年度
1988年（平成10年）6月に本系列最初の廃車が発生し、以降11月までに試作冷房車の171・173・179・181編成と冷房化改造車の141 - 147編成（モハ145・146を除く）、計8編成30両が廃車となった。モハ145・146については廃車にこそなっていないものの、前述したVVVF試験のため台車や主要機器が交換されている。結果これらを含めた32両が4000系1次車（8編成32両）の新造にあたり機器を供出し、種車的な存在となっている。
1990年度
モハ145・146のVVVF試験が終了したため、同2両が1990年（平成2年）4月に廃車となった。
1992年度以降
ここから本格的に廃車が始まり、以降2004年（平成16年）に非ワンマン車が消滅するまで概ね年間数本のペースで廃車が進められた。
まず1992年（平成4年）4月から5月にかけて163 - 169編成の4編成16両が廃車となり、これらは4000系2次車（4編成16両）の種車となっている。続いて12月には125編成が廃車となり、6両編成初の廃車となった。それまでの廃車は全て4000系の種車となっていたが、以降は1998年（平成10年）7月廃車の207編成まで全て10000系または9000系の種車となっている。編成別の流用先は下表を参照。
その後も廃車は続き、このうち1998年（平成10年）12月廃車の135編成と翌年3月廃車の131編成はそれぞれ1999年3月・7月に、総武流山電鉄へ同社3001・3002編成として3両編成に改造の上で譲渡された。また2000年（平成12年）2月廃車の149編成はクハ1150の車体が「くめがわ電車図書館」として使用されている。いずれも詳細は後述する。
さらに2003年には10000系5次車が増備されることとなり、2002年（平成14年）11月廃車の199・201編成から台車などが流用された。
旧101系から新造車への機器流用一覧
| 廃車編成 （廃車日順）                            | 廃車時期               | 機器流用先                 | 竣工時期               |
| ------------------------------------------------ | ---------------------- | -------------------------- | ---------------------- |
| 171＆173・147・141 143・145・179・181 （計32両） | 1988年6月 - 11月       | 4000系1次車 （8編成32両）  | 1988年11月 - 1989年3月 |
| 163・165・167・169 （計16両）                    | 1992年4月 - 5月        | 4000系2次車 （4編成16両）  | 1992年10月             |
| 125 （計6両）                                    | 1992年12月             | 10000系1次車 （2編成14両） | 1993年10月 - 11月      |
| 185・123・101 （計14両）                         | 1993年1月 - 11月       | 9000系1次車 （14両）       | 1993年12月 - 1992年5月 |
| 189・161・177・151・187 （計20両）               | 1993年12月 - 1994年3月 | 10000系2次車 （3編成21両） | 1994年8月 - 10月       |
| 121・113・103・105 （計18両）                    | 1994年4月 - 12月       | 9000系2次車 （16両）       | 1994年10月 - 1995年6月 |
| 107・109・111 （計12両）                         | 1995年4月 - 7月        | 9000系3次車 （1編成10両）  | 1995年10月 - 1996年3月 |
| 115・127・129・119 （計20両）                    | 1995年9月 - 1996年11月 | 9000系4次車 （2編成20両）  | 1996年8月 - 1997年8月  |
| 137・133・117・139・207 （計22両）               | 1997年4月 - 1998年7月  | 9000系5次車 （2編成20両）  | 1997年11月 - 1999年3月 |
| （この間に7編成が廃車）                          |                        |                            |                        |
| 199＆201 （計10両）                              | 2002年11月             | 10000系5次車 （1編成14両） | 2003年3月              |
| （以降2010年までに17編成が廃車）                 |                        |                            |                        |

解体場所の変更
当初、廃車後の車両は小手指車両基地で解体されていた。2003年（平成15年）1月廃車の195編成まで順調に行われていたが、続く213編成（同日廃車）の作業は部品の取り外しが進められたところでしばらく中断。その後、以降の廃車解体作業は横瀬車両基地で行われることとなった。
除籍済みかつ機器も抜かれ自走不可となった213編成も横瀬へ運ばざるを得ず、E31形の牽引で同2003年8月下旬と9月上旬に3両ずつ回送された。この時は自動連結器への交換と自動ブレーキの仮設など甲種輸送時相当の装備がなされている。
以降の廃車は（除籍前に）自走で横瀬まで回送されるようになり、同年11月廃車の157編成が第一陣となった。この回送がいわゆる廃車回送となっている。また横瀬車両基地は毎年秋にイベントを行っており、解体前の廃車車両を展示していることがあった。例としてはこの213編成や、後述の221編成がある。
その後2004年（平成16年）3月31日付で215編成が廃車となり、6両編成が消滅するとともに非ワンマン車は4両編成4本を残すのみとなった。これらは175・191編成が同年12月6日付で廃車（前日に廃車回送）、ツートンカラーの193・197編成が12月20日付で廃車（前日にさよなら運転後そのまま西武秩父から回送）となり、姿を消した。
ワンマン車の廃車
2008年（平成20年）に多摩湖線での運用を終了し、225編成は2月3日に玉川上水車両基地から南入曽車両基地へ回送ののち翌2月4日に横瀬へ回送、3月7日付で廃車となった。
2010年（平成22年）には多摩川線での運用も終了、本線側に戻った217 - 223編成がでそれぞれ3月31日・6月30日・10月4日・12月8日付で廃車となり、旧101系は消滅した。
このとき、最初の217編成は3月7日に甲種輸送が行われたのち3月25日に甲種仕様のまま武蔵丘車両基地まで回送、そこから横瀬までは3月28日にE31形のプッシュプル（E34+217編成+E32+E31の組成）によって武蔵丘→飯能→横瀬の経路で回送された。E31形は同日行われたさよならイベントへの送り込みを兼ねており、イベント用に特製のヘッドマークを貼付した状態で最後の仕事を果たす形となった。無論、これ以外の編成は自力で横瀬まで回送されている。
また、最後の223編成はクハ1224を横瀬車両基地で保存することとなり、このため12月6日に小手指→小平→小川→小手指の経路で自走により方向転換を行っている。横瀬までの回送は翌12月7日に行われ、これが旧101系最後の自走となった。

#### 事故廃車
1992年（平成4年）12月に213編成が新宿線の東村山0号踏切で自動車との衝突事故を起こした際、モハ101-214から火災が発生し同車は廃車になった。代替として同月廃車の125編成と車両を入れ替える形でモハ101-26を2代目モハ101-214に改番、213編成は営業運転に復帰している。
この改番にあたっては車外の表記を付け替える際に（桁数が異なるにも関わらず）「101-2」の部分をそのまま再利用したため、2代目モハ101-214は車両番号表記の中心が社紋や「モハ」の表記（本来の位置）と比較して若干ずれる格好となった。

### 編成表
4両編成
|          | ← 飯能・豊島園・西武球場前池袋・西武秩父 → ← 西武新宿・国分寺本川越・拝島・西武遊園地・西武園 → |                  |                   |                    |                      |
| 形式     | クハ1101 (Tc1)                                                                                  | モハ101 (M1)     | モハ101 (M2)      | クハ1101 (Tc2)     | 備考                 |
| 搭載機器 |                                                                                                 | CONT             | MG or SIV, CP, BT |                    | 備考                 |
| 車両番号 | 1101 （奇数） 1199                                                                              | 101 （奇数） 199 | 102 （偶数） 200  | 1102 （偶数） 1200 | 121 - 129編成は6両化 |
| 車両番号 | 1217 （奇数） 1225                                                                              | 217 （奇数） 225 | 218 （偶数） 226  | 1218 （偶数） 1226 |                      |

4両編成ワンマン車
|          | ← 国分寺・小平西武遊園地・西武園 → ← 武蔵境是政 → |                  |                  |                    |
| 号車     | 1                                                 | 2                | 3                | 4                  |
| 形式     | クハ1101 (Tc1)                                    | モハ101 (M1)     | モハ101 (M2)     | クハ1101 (Tc2)     |
| 搭載機器 |                                                   | CONT             | SIV, CP, BT      |                    |
| 車両番号 | 1217 （奇数） 1225                                | 217 （奇数） 225 | 218 （偶数） 226 | 1218 （偶数） 1226 |

6両編成
|          | ← 飯能・豊島園・西武球場前池袋・西武秩父 → ← 西武新宿・国分寺本川越・拝島・西武遊園地・西武園 → |                  |                  |                          |                          |                    |                                               |
| 形式     | クハ1101 (Tc1)                                                                                  | モハ101 (M1)     | モハ101 (M2)     | モハ101 (M3)             | モハ101 (M4)             | クハ1101 (Tc2)     | 備考                                          |
| 搭載機器 |                                                                                                 | CONT             | MG, CP, BT       | CONT                     | MG, CP, BT               |                    | 備考                                          |
| 車両番号 | 1121 （奇数） 1129                                                                              | 121 （奇数） 129 | 122 （偶数） 130 | 101-21 （奇数） 101-29   | 101-22 （偶数） 101-30   | 1122 （偶数） 1130 | 4両編成で落成後、 ハイフン車新製により6両化   |
| 車両番号 | 1201 （奇数） 1215                                                                              | 201 （奇数） 215 | 202 （偶数） 216 | 101-201 （奇数） 101-215 | 101-202 （偶数） 101-216 | 1202 （偶数） 1216 | 213編成のモハ101-214は 事故廃車による代替あり |

凡例
- CONT：主制御器
- MG：電動発電機
- SIV：静止形インバータ
- CP：空気圧縮機
- BT：蓄電池

各編成の分類
| 竣工時期               | 編成 (両数×本数)    | 区分  | 備考                                                      |
| ---------------------- | ------------------- | ----- | --------------------------------------------------------- |
| 1969年3月 - 1970年4月  | 101 - 119 (4×10)    | 1次車 | 新製時非冷房                                              |
| 1969年3月 - 1970年4月  | 121 - 129 (4×5)     | 1次車 | 新製時非冷房・冷改時に6両編成化                           |
| 1970年5月 - 1971年2月  | 131 - 147 (4×9)     | 2次車 | 新製時非冷房                                              |
| 1971年7月 - 10月       | 149 - 163 (4×8)     | 3次車 | 新製時非冷房                                              |
| 1972年1月 - 3月        | 165 - 169 (4×3)     | 4次車 | 新製時非冷房                                              |
| 1972年7月 - 11月       | 171 - 181 (4×6)     | 4次車 | 試作冷房車（分散式）として新製 175・177編成は集中式へ改造 |
| 1972年12月 - 1973年3月 | 183 - 189 (4×4)     | 5次車 | 新製時非冷房                                              |
| 1973年7月 - 10月       | 121 - 129 (中間2×5) | 6次車 |                                                           |
| 1974年6月 - 11月       | 191 - 199 (4×5)     | 7次車 |                                                           |
| 1975年1月 - 9月        | 201 - 209 (6×5)     | 7次車 | 6両編成で新製                                             |
| 1975年11月 - 1976年3月 | 211 - 215 (6×3)     | 8次車 | 6両編成で新製                                             |
| 1976年4月 - 9月        | 217 - 225 (4×5)     | 8次車 | ワンマン化改造実施（多摩川線対応）                        |

## 新101系・301系

### 概要
2000系の増備が一段落するにあたり、池袋線を101系で統一するための車両として1979年（昭和54年）7月に登場した。旧101系から続けて番号が振られ、227以降の編成が新101系となる。新101系では基本設計と一部車両の製造が東急車輛製造へ委託されており、西武所沢車両工場とあわせて1984年（昭和59年）3月までに156両（301系56両を含む）が竣工、このうち比較的初期の56両（全て新101系）が東急車輛での製造となっている。
これまでほぼ全ての車両新造を所沢車両工場で行っていた西武鉄道において、これを外部に発注したのは画期的なことであり、特に通勤型車両としては初の事例であった。これは車両の近代化や冷房化率向上といったサービス向上を所沢車両工場の能力を超えて行うためとされている。そしてこの発注先がかつて箱根山戦争・伊豆戦争で対立関係にあった東急グループの企業であったことも特筆的である。
なお所沢工場では（両数にもよるが）概ね1か月程度のスパンで新編成が竣工しているのに対し、東急車輛ではひと月の間に数本の新編成がまとめて竣工する傾向にあり、並行して製造した時期においては車両番号と製造順序の間で乱れが生じている。これは新2000系も同様であった。

#### 301系
番号としては1980年（昭和55年）12月、形式としては1981年（昭和56年）3月に登場、そして同1981年8月から順次8両編成化された。単なる新101系の8両編成版であり、その他は製造時期に起因するものを除いて特段の違いはない。特に登場時は一時的に4両編成で落成しており、最初の2編成に至っては当初101系（クハ1101形・モハ101形）の300番台であった。
また、当初の計画では701系列と併結して運用できる101系として予定されており、8両編成へと変更された経緯を有する。これと関連し、301系落成後に増備された2両編成は上記の計画変更により余剰となった資材を活用する形で製造されたといわれている。余談だが、701系列との連結対応は既存編成の改造で済まされることとなったものの、1990年代には301系の一部にもこの改造が行われている（詳細は後述）。
なお当時において300番台（1300番台）の車両番号としては351系とこれに組み込んで使用していたサハ1311形が現存しており、特に後者はサハ1313・1314・1336と若い番号であった。結果として1984年3月に313編成が新製された際、本系列のクハ1313・1314と既存のサハ1313・1314で番号の重複が発生している。これは約6年後の1990年（平成2年）6月に351系およびサハ1311形が全て廃車となったことで解消した。

#### 製造と区分
1979年（昭和54年）7月に9次車として東急製の2両編成8本（281 - 295編成）が竣工した。これらは2000系の製造が落ち着く前に登場しており、後半4本は2029編成と同日の竣工である。
その後は4両編成の製造に移行し、これは同1979年12月に登場した。番号の大きい東急製のグループが先に竣工しており、9次車東急製のラスト2本と同日に所沢製1本目の227編成が竣工している。以降は基本的に順番通りとなり、10次車東急製の245 - 253編成が竣工した後、11次車所沢製の255 - 261編成が竣工。ここからは全て所沢製となる。
そして1980年（昭和55年）12月に竣工した編成からは番号が飛んで300番台となった。続けて翌1981年3月に竣工した305編成より301系（クハ1301形、モハ301形）として形式が改められ（既存2編成も変更）、同年7月にかけて309編成までが4両編成で製造されている。続けて8月から翌1982年3月までに中間車20両が新製、301系は順次8両編成となった。
さらに同1982年5月からは12次車として2両編成6本（269 - 279編成）が増備されている。これらは番号が若返り、既存の2両編成の直前の番号が用いられた。本系列と直接の関係はないが、これに続く形で1983年に旧2000系2両編成が製造されている。
その後1983年度末には13次車として8両編成2本（311・313編成）が増備された。両編成は同年度に3000系として製造予定だったものが変更された形となっており、3000系1次車（東急車輛製）より後に竣工している。また所沢工場において8両編成として製造されたのはこれが初で、特に8両同時の竣工は最初で最後となった。
各グループ別の製造時期と分類を下表に示す。
| 竣工時期               | 編成 (両数×本数)    | 製造所 | 区分   |
| ---------------------- | ------------------- | ------ | ------ |
| 1979年7月              | 281 - 295 (2×8)     | 東急   | 9次車  |
| 1979年12月 - 1980年3月 | 227 - 233 (4×4)     | 所沢   | 9次車  |
| 1979年12月             | 235 - 243 (4×5)     | 東急   | 9次車  |
| 1980年4月              | 245 - 253 (4×5)     | 東急   | 10次車 |
| 1980年6月 - 10月       | 255 - 261 (4×4)     | 所沢   | 11次車 |
| 1980年12月 - 1981年7月 | 301 - 309 (4×5)     | 所沢   | 11次車 |
| 1981年8月 - 1982年3月  | 301 - 309 (中間4×5) | 所沢   | 11次車 |
| 1982年5月 - 12月       | 269 - 279 (2×6)     | 所沢   | 12次車 |
| 1983年11月 - 1984年3月 | 311・313 (8×2)      | 所沢   | 13次車 |

### 車両の特徴
基本的には旧101系と変わらないものの、先頭形状や接客設備などを大幅にモデルチェンジしており、仕様は製造時期が重なった旧2000系と共通する点が多い。以下、主に旧101系の初期の冷改車との相違を記述する。
編成構成
新たに2両編成が登場し、引き続き4両編成も製造されている。6両編成はない。2両編成では車両形式としてクモハ101形が設定され、編成はクモハ奇数車（Mc1） - クモハ偶数車（Mc2）の組成となる。
また301系として8両編成も登場している。6両編成の中間にサハ1301形2両を組み込んだ形（Tc1 - M1 - M2 - T1 - T2 - M3 - M4 - Tc2）で、機能面では4両編成を2本繋いだものと同等である。車両形式はクハ1301形・モハ301形・サハ1301形の3種で、車両番号は編成内で揃えつつ重複を避けるためにT1・T2・M3・M4がハイフン付となっている。サハまでもがハイフン付となったのは、単にクハとの番号重複を避けるためとも、あるいは前述のサハ1313・1314との完全な重複を避けるためともとれる。
先頭部
先頭部の形状は全面的に変更している。高運転台構造としたことで窓の位置が上がり上下寸法が縮小、これを補うための視覚的な工夫として窓周囲を45 mm窪ませ、凹部の塗色を変えてガラスが大きく見えるようにした。窪みは上部全体に設けられて額縁スタイルとなっているが、同時に中心のラインは窪ませずに残すことで鼻筋の通ったデザインとしている。窓のワイパーは2連とした。上部の行先表示器は右側に移動し面に沿って設け、左側には新たに種別表示器を設置している。左右の標識灯は旧2000系と同形状の縦配置とした。腰部は前照灯の間隔を広げるとともに若干位置を上げている。ステンレスの飾り板も下辺を上げて細くし、側面側を若干長くした。屋根には2000系同様に雨樋を設けており、この端部にある三角形の雨樋カバーは小ぶりなサイズとしている。これによって黄色と灰色の塗り分け線がかなり直線的になった。
側面関係では、乗務員室の拡大により直近の側窓が350 mm幅に縮小（150 mm減）、また乗務員室扉が運転台側のみ後方に30 mm移動した。扉自体も旧2000系相当のものへ変更されており、窓がバランサー付きとなって若干小型化、裾に手掛の窪みがあり、材質もステンレスで車内側が無塗装になっている。扉脇の握り棒も2000系同様に前後とも上下が1本で繋がった。
車体
扉と窓の配置は妻面と先頭部を除きそのままであるが、構造は旧2000系に揃えられた。側窓は上段下降・下段上昇式とし、サッシが太く、車体側もすっきりした見付となっている。また車側灯を縦並びとしている。屋根上冷房装置脇のランボードは2000系2次車等と同様に脚付きのFRP製である。
妻面の貫通路も狭幅とし、妻引戸は片開きで取手もハンドル状の形となる。ステップも全て左右両側に設置された。
新たな点としては、扉（側引戸・妻引戸）の窓固定方式を金属押えとしているほか、屋根上の通風器（ベンチレーター）を箱形へ変更、また連結部にも雨樋カバーを設置している。通風器は寸法・形状が押込み式のものと同等であるものの内部はいわゆる「半ガラ」構造の吸出し式で、外観でも側面に開口部がある点が異なる。配置としては開口部を外側に向ける形で若干偏心して千鳥状に並んでいるが、これは構造が左右非対称であるためで、車内へ通じる部分は車体中心となっており、このため向きも傾きがなく水平である。線路方向の配置は基本従来と変わらないものの、寸法が変更されて等間隔ではなくなっている。この配置は線路方向の寸法が若干異なる点を除いて国鉄201系等と同様である。その他、連結部の雨樋カバーは本系列では車体色であるが、3000系以降では灰色となっている。
塗装
旧101系と同様にレモンイエロー地に窓回りがウォームグレーの2色塗りで、当初は前面の窓周りもウォームグレーであった。
前面窓周りの塗色は増備過程において以下のように変更されている。
- 1979年（昭和54年）7月に最初に登場した2両編成では側面と同じウォームグレーであった。
- 同1979年12月以降に登場した4両編成からはそれより濃い色（ブラウン、ミルクココアなどと呼ばれる）となり、2両編成においても1981年（昭和56年）4月の281編成を皮切りとして順次検査時の再塗装で揃えられ、年内に完了した。
- 1982年（昭和57年）5月に登場した12次車からはチョコレート色（ほぼ黒）となり、既存車も同年夏頃より257編成を皮切りに順次変更、255編成を最後に1984年（昭和59年）5月までに完了している。

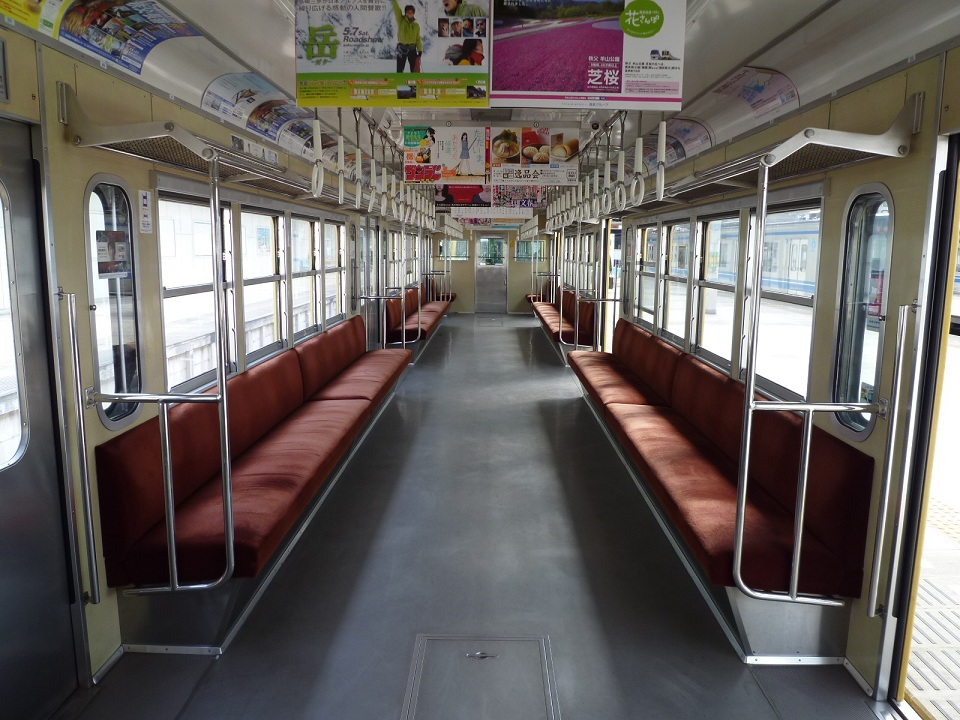
新101系の車内
（クモハ288 2011年4月）

内装
旧2000系の仕様に加えて新たな要素も取り入れ、全面的に変更している。
化粧板は旧2000系と同じ薄茶色のコルク模様へ変更、天井部は室内灯を増強し中間車で蛍光灯24灯、先頭車は22灯とした。妻面上部の化粧板は天井用から壁面用に変更、鴨居部のカバーもアルミ地から化粧板張りいている。新たな点としてラインデリア周りも変更しており、張り出しをなくして平面になった銀色のカバーを車体全長に渡って同一断面で設けている。
座席袖仕切りのパイプ形状は旧2000系相当に変更した。なお座席自体の寸法は旧101系からほぼ変わっていない。
また荷棚とつり手棒の受金は新たにそれぞれ独立したアルミ鋳物へ変更した。つり革の数は扉間で14本、車端部は6本、先頭部が3本で若干減少している。つり革はそのものは2000系と同じもので三角形の手掛と広告スペースのついた鞘が一体となった形である。
先頭部では乗務員室の拡大に伴い客室が150 mm縮小、先頭部の座席が3人掛けから2人掛けとなったが総定員は変わらない。なお2人掛けの座席は995 mm幅で一人当たり497.5 mmと極端に広くなっている（その他は400 mm）。
乗務員室
高運転台構造として足元の床面と腰掛を従来より150 mm高く設けている。前後方向では前面側の壁が25 mm厚くなったものの背面仕切りが後方へ150 mm移動しており、125 mmの拡大となる。
運転台はメーターパネルの盤面部分を黒色の成型品とし、また架線電圧計を窓上の右奥付近に移動してメーターは4連とした。さらに運転台のスイッチ箱をはじめとして各部にタンブラスイッチを使用、701系後期から採用されたNFBと併用し従来の引きスイッチを撤廃している。また運転台の足元奥には壁を設けた。仕業表サシも2000系同様のタイプとし、若干横長になるとともに仕業表灯が上から左へ移動している。
天井は2000系のような平天井とせず、旧101系同様に丸天井のまま客室寄りにダクトを設置している。
背面の仕切り壁は上部と車掌側は機器収納のため厚くしており、窓も2000系ほどではないが縦横ともに小さくなり、扉の窓は高さが不揃いになった。また仕切り扉は客室側より忍び錠にてラッチ施錠を行えるようにしている。
機器類
屋根上や床下で機器の配置を変更したほかは細かな点が多い。
パンタグラフ周りの屋根上機器配置は旧2000系に準じたものとし、機器単位としては避雷器が同じく六角柱タイプへ変わっている。なお同車ではパンタ点検台（ランボード）の長さが両サイドで異なっていたが、長い方に統一した。クモハでは直前の401系以降、モハものを前後反転させた形が基本となるが、新101系のみは母線ヒューズ（BF）を主ヒューズ（MF）と直線に並べた独特な配置として通風器を3個に増やしている（通常は2個）。
床下機器では空気圧縮機（CP）が2000系同様にCM2015T-HB2000CB（HB2000）の1台搭載としたほか、蓄電池箱も小型2台から大型1台とし、またブレーキ制御装置をカバー付きとしている。細かい点では各抵抗器も縦に若干大きくなるとともにカバーの網目も変更、主抵抗器の数は13個に減ってクモハでは片側に収まったが、モハは約半数が幅広になったことで2つが逆側に残っている。
主電動機は新たにHS-22436-03RBとして、従来品と特性を揃え、また互換性を持たせながらも大幅な設計変更を行った。さらに騒音低減のためファンも変更しており、従来の4形式は低音を発するのに対し本形式は高音を発する。なお実際の運用にあたっては従来形式との載せ替えも相互に行われる。
2両編成の電動発電機（MG）は日立製110 kVAのHG-584系（2両編成標準品）とし、BFも同じく日立製である。
また8両編成となった301系においてはM2-T1間の連結器を丸形密着連結器としており（他はボルト締めの半永久連結器）、これは20000系1次車まで引き継がれた。
増備過程での変更など
- 11次車300番台（301系）のグループより戸閉装置が従来と逆に減圧で閉扉となるよう改められた。戸閉機械がSTK-4Dへ変更されている。また座席下蹴込部の板の角度が変更されて垂直に近くなった。
- 12次車では多数の変更がある。
  - 車体外部では妻面の点検蓋が省略された。
  - 車内では座席形状が変更、背ずりと座面の間にFRP成形物を入れたタイプとなり、背ずりの厚みが増した。また妻引戸の取手が元の角形に戻されている。加えて室内灯も変更、独立した予備灯（白熱電球、4箇所）が廃止され、常時使用する蛍光灯のうち3灯が予備灯兼用となった。
  - 機器面では冷房装置がCU72Cへ変更、またCPの付帯機器として除湿装置が備えられた。初採用のCU72Cはキセがステンレスとなっただけでなく、全長が若干長く、また綱掛が片側3つから2つに、スリットが3分割から2分割になるなど外観の変化が目立つ。
  - 2両編成においてはMG・CPも変更されている。MGは日立製70 kVAブラシレスのHG77443-01R/01RBで、CPは除湿装置取付にあたりスペースの都合からAK3（1台）に回帰した。

- 13次車では戸閉車側灯が2灯式（縦長の小判型）に変更、また通風器は側面の開口部にある整風板が1枚から3枚に変更されている。いずれも先に竣工した3000系と同様である。

メーカー間での差異
西武所沢車両工場製の車両と東急車輛製造製の車両とでは車内外とも細部に相違があり、同様の違いは3000系や新2000系にも見られる。
- 車体の外観では前面の補強部の端部処理に違いがあり、東急製のみ側面裾部の段差が平滑に処理されている。3000系も同様であるが、新2000系では全て段差が残された。
- 屋根上ではパンタグラフ周りに多数の違いが見られる。
  - パンタグラフの受台は所沢製は板状だが、東急製はブロック状である。3000系以降は両者を折衷したような仕様となった。
  - パンタ脇ランボードは所沢製だとモハ前位・クモハ後位の長いものが二分割されているが、東急製では一本で通されている。またクモハ前位のものは東急製の方が長い。脚ピッチも東急製の方が広い。
  - 配管は固定方法（間隔や高さ）、また曲げの具合（位置や角度、あるいは曲げそのものの有無）といった形で細かいながらも明確な違いが見られる。

- 妻面のドアコック配管も所沢製は幅が小さいのに対し、東急製は銘板を跨ぐ形で幅広になっている。3000系以降は後者の形になった。
- 妻面の点検蓋は所沢製では幅広なのに対し東急製では幅が狭く縦に長い。3000系以降は廃止された。

### 改造工事など
ここでは非ワンマン車において行われた項目について述べる（ワンマン車に行われたものも含む）。

#### 701系列との連結対応改造 (新101系)
1980年（昭和55年）3月のダイヤ改正で一時池袋線に集約されて以降、新宿線に配置された編成は701系列（701系・801系・401系・501系）との連結に対応させるため戸閉回路や放送回路など電気回路の変更、またマスコンの抑速機能停止といった改造を行っている。701系列同様に、未改造の本系列とは連結できなくなるため電連カバーを黄色として区別していた。
最初の改造は1981年、5月の253編成を皮切りとして261編成までの5本に実施、新宿線系統に転属して551系などを置換えた。
次いで1984年から1987年にかけて3000系製造の玉突きで233 - 251編成にも順次実施、結果233編成以降の15本が新宿線配置となった。
- しかし1988年（昭和63年）には新宿線に新2000系が導入、同年には233 - 253編成の11本が復元改造の上で池袋線に戻った。新宿線に残ったのは255 - 261の4本となる。

その後池袋線への新2000系投入と前後し、1989年（平成元年）に247・249編成、1991年から翌年にかけて301系の309 - 313編成、1993年に245・251・253編成、さらに1994年から1997年（平成9年）にかけて2両編成の291 - 295編成にも順次実施されている。4両の各編成（245 - 253編成）は二度目の改造となった。
- 最終的に4両編成が245 - 261編成の9本、2両編成が291 - 295編成の3本、301系が309 - 313編成の3本という体制になったが、同1997年には701系列が引退、翌1998年（平成10年）3月に全編成とも復元改造が行われている。

#### VVVF試験車組み込み
1989年（平成元年）春から約1年間、307編成においてサハ2両をVVVF試験車（モハ145・モハ146）と差し替え、試験を行った。詳細は#VVVFインバータ制御試験車を参照。

#### 秩父鉄道乗り入れ改造

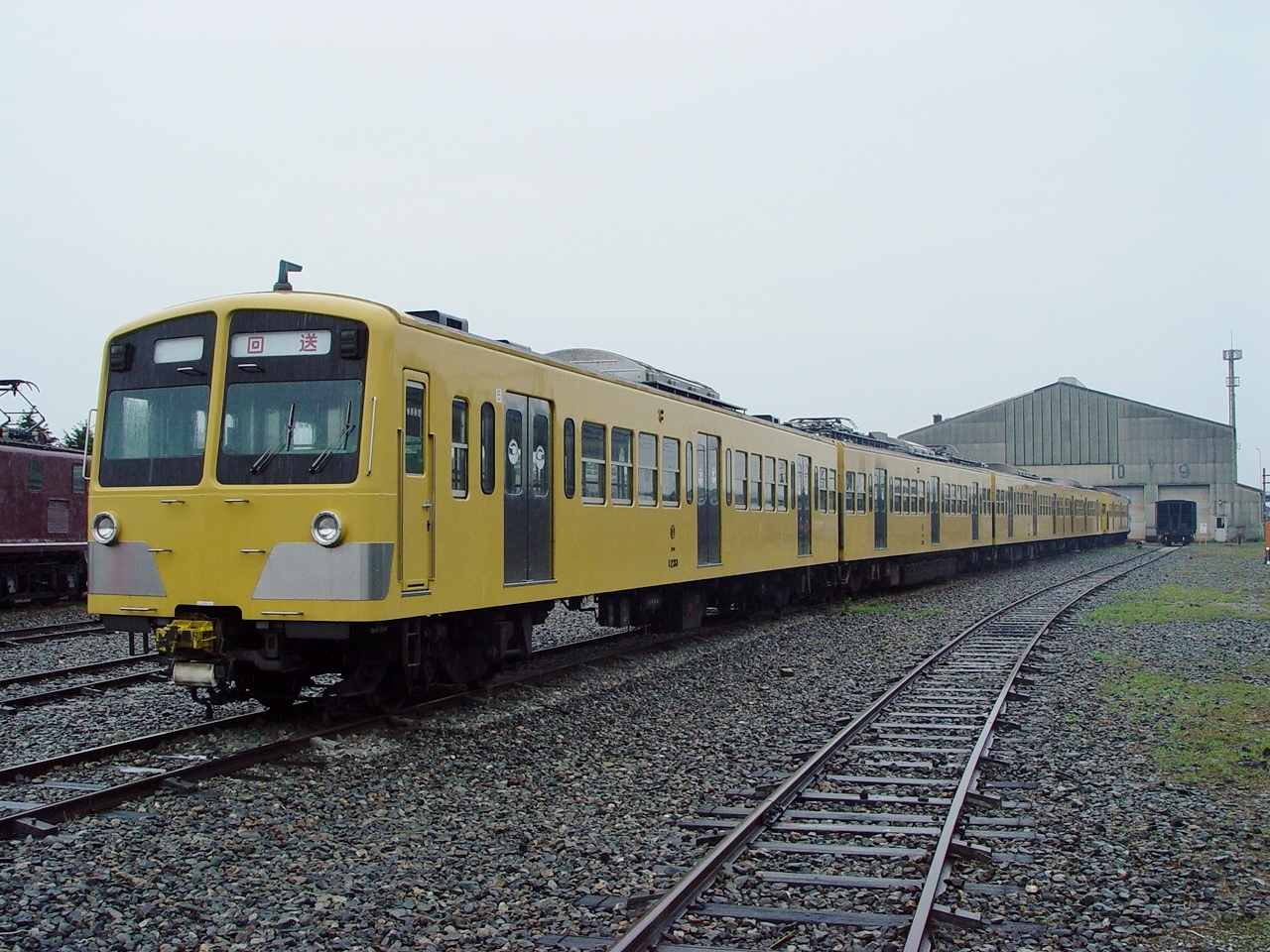
秩父鉄道対応の233編成。自動解放装置付きのクハ1233が先頭。写真は同社への譲渡後。
（2006年5月13日 広瀬川原車両基地）

1989年（平成元年）4月の秩父鉄道乗り入れ開始を前にした3月、227編成+229編成・231編成+233編成・235編成+237編成・239編成+241編成の4両編成8本（2本×4組）に対応改造が行われた。内容は以下の通り。
- パンタグラフを4000系と同一のPT4320S-A-Mに変更。折り畳み高さの低減[59]、および冬季対策[14]を目的に行われ、新2000系2501 - 2507編成との交換で賄われた[13][60]。
- ペアの中間となるクハ8両[注 67]に4000系同様の自動解放装置を取付け、電気連結器を大型化[注 68][13]。その他の車両とは連結不可となることから、識別のため電気連結器のカバーを白塗装とした。これによって切り離し（直通時に横瀬駅で実施）の際に連結器の解錠作業が運転台から行えるようになり、車両係員の立ち合いが不要となった[14]。
  - 細かい点としては錠解放シリンダと復心装置の取付に伴って連結器と胴受を4000系と同じものへ交換している。
- 車内外に号車表示ステッカー（飯能方から1 - 8号車）を貼付[注 69]。
- 5 - 8号車となる編成（229・233・237・241編成）はつり革を茶色へ変更。2000系・4000系に備えられている分割放送機能に代わるものとして行われた[59]。
- 行先表示幕を取り替え、秩父鉄道関係の行先を追加。
- 運転台右袖に秩父鉄道用の列車無線（ハンディ機）をセットする箱を設置。

運用面としてこれらは原則ペアを崩さず、西武線内においては実質的に8両編成として301系同様の扱いで運用されていた。例外としては休日ダイヤの乗り入れ運用には三峰口+西武秩父行きと西武秩父+野上行きがあり、編成の組合わせが入れ替わることがあったほか、ペアの一方が検査などで運用を離れた場合に4両単独、あるいは自動解放装置のない側で他編成と連結しての運用がみられた。直通運用の詳細は後述する。
秩父ATS取付
1992年（平成4年）4月より秩父鉄道でATSが使用開始され、翌年頃から1994年までに本系列にも装備された。外観上は連結器周囲にある車上子取付用のステーが目立つ。乗務員室内では運転台右奥（車体中心付近）にATS・SW箱（ATSスイッチ箱）が、その右脇に「秩父ATS確認」押ボタン（カバー付き）が設置された。
この際に編成数が見直され、239編成+241編成は秩父ATSを取り付けず1994年2月に仕様が解除されている。なお両編成は以降もパンタグラフがしばらくそのままであったほか、241編成の茶色のつり革は後述のワンマン化まで残されていた。その後239編成は2010年（平成22年）に廃車となったが、241編成は廃車を免れ、元秩父鉄道対応車では唯一ワンマン化・リニューアル改造が実施されている（詳細は後述）。
直通運用終了後
2000年代に入ると本系列の秩父鉄道乗り入れは終了し、2003年（平成15年）4月に227 - 233編成、同年8月には残る235・237編成も仕様が解除された。このとき秩父鉄道用のATSは撤去されたが、パンタグラフや自動解放装置、号車表示、茶色のつり革はそのまま残されていた。撤去されたATSについても、連結器胴受の根本に痕跡を確認することができる。
このため、その後の運用においては前述の通り原則ペア同士で連結したまま8両編成として扱われた。基本的には引き続き池袋線での運用であったが、編成によっては新宿線で使用していた時期もあった。
これら6編成は2008年（平成20年）の237編成を最後に全て廃車となったが、227編成以外の5本は秩父鉄道をはじめ他社へ譲渡されている（詳細は後述）。

#### スカート取付

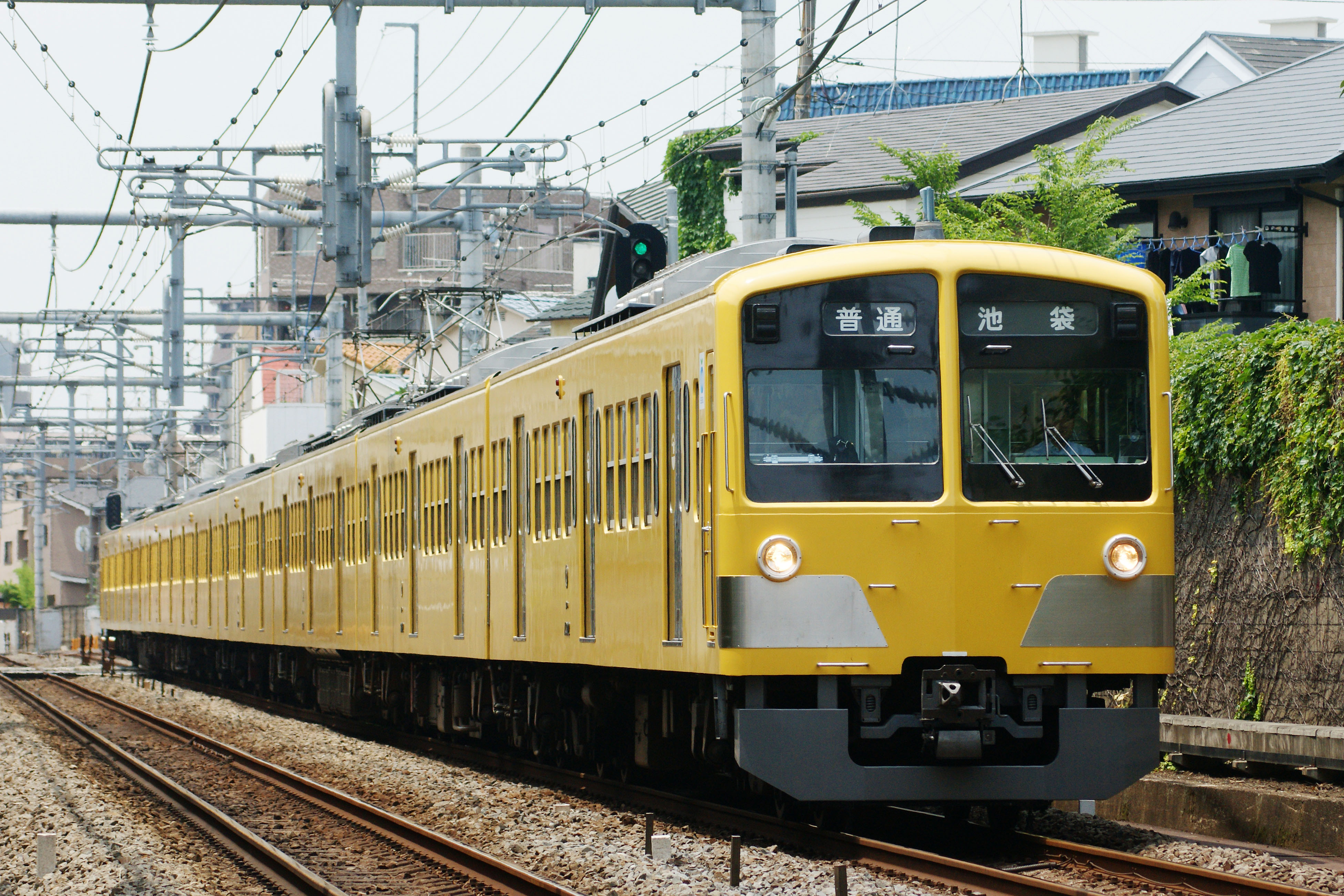
スカート取り付け後の姿
（2008年6月7日 椎名町 - 池袋）

2005年（平成17年）3月の313編成を皮切りに、2008年までにかけて一部編成でスカートの取付が実施された。先に進められた301系は305編成を除く6本に行われたが、続く101系では2両編成2本・4両編成3本とごく一部に留まった。なおこのほかワンマン車ではリニューアル時に取付けを実施している。
各編成のその後として269・295・303・309編成は近江鉄道へ譲渡、245・247編成はワンマン化が行われて引き続きスカートを活用している。また蛇足ではあるが、伊豆箱根鉄道譲渡分（全2編成、後述）は譲渡に際して別途、これと同一のスカートが取り付けられた。
| 形式  | 編成    | 年月    | その後       | 形式  | 編成    | 年月    | その後         |
| ----- | ------- | ------- | ------------ | ----- | ------- | ------- | -------------- |
| 301系 | 313編成 | 2005.03 |              | 101系 | 295編成 | 2007.05 | 近江鉄道譲渡   |
| 301系 | 307編成 | 2005.07 | 269編成      | 101系 | 2007.06 |         | 近江鉄道譲渡   |
| 301系 | 311編成 | 2005.07 | 239編成      | 101系 | 2007.06 |         |                |
| 301系 | 303編成 | 2006.05 | 近江鉄道譲渡 | 101系 | 245編成 | 2008.06 | ワンマン化実施 |
| 301系 | 309編成 | 2006.07 | 近江鉄道譲渡 | 101系 | 247編成 | 2008.08 | ワンマン化実施 |
| 301系 | 301編成 | 2007.03 |              |       |         |         |                |

#### その他の変更
空気圧縮機の変更
- 1984年度（昭和59年度）より、11次車以前にも除湿装置の取付が全般検査とあわせて行われた。
  - 2両編成は12次車同様にCPをAK3へ載せ替えた上で装備され、これは1986年（昭和61年）から1988年にかけて行われている。

- 1998年（平成10年）から2001年にかけ、老朽化したAK3がHS10へ置き換えられた（283編成を除く）。
  - その後、HS10搭載車は2007年頃に除湿装置も新型へ交換されている。

補助電源装置の変更
1996年（平成8年）から2001年（平成13年）にかけ、旧来のMGを搭載する2両編成において12次車と同様のブラシレスMGへ交換する工事が行われた。ただしこれらは140 kVAのHG77445-01R/01RB（701系列・101系の4両編成からの廃車発生品）を使用しており、12次車のものよりMG本体が若干長い。同様のMGを搭載する401系・501系・5000系も同時期に廃車となっているため、予備品の統一も考慮したものとみられる。
転落防止幌（外ほろ）取付
非ワンマン車においては、2003年（平成15年）から翌2004年にかけて実施された。パンタグラフに隣接する箇所とそうでない箇所で仕様が異なり、前者は干渉するステップや配管をずらした上で脱着式のものを設置、後者はステップを全て撤去（屋根のみ存置）した上で固定式のものを設置している。先に準備工事状態として本体（台座含む）のみ後から設置する例も一部に見られた。
コーポレートシンボルマーク掲出
2008年（平成20年）3月中旬に全車の先頭部側面（乗務員室扉の直後）へ「コーポレートシンボル」マークが貼付された。普通鋼製の通勤車ではやや小ぶりな白ベース付きのものが使用されている。
機器の取替
本系列に限った話ではないが、複雑な重要機器の検査・修繕はプール制となっており、検修に回す際は車両から当該機器を取り外した上で検査済みの予備品に取り替える形がとられている。主制御器周りや主電動機、MG・CPなどの補助回転機器、パンタグラフや冷房装置、また輪軸関係や連結器周りなど、細かい部品も含め多数の機器がこれにあたるが、台車そのものは含まれない。中でもCPや冷房装置は車両基地でも頻繁に交換が行われる。
大抵は同一形式のローテーションであったりして目立つ変化はないが、冷房装置や主電動機は互換グループ内で形式を跨いだ載せ替えが行われ、前者は外観、後者は走行音などに変化をもたらす。編成内・車両内での混在も少なくない。また冷房装置は車両寿命より短いスパンで新型への置き換えが行われている。
- 冷房装置（空調装置）については、鋼製車ではCU72Dまでの各枝番（いわゆるCU72D改、CU72D-1・CU72D-2を含む）とCU721・CU721Aで互換性があり、相互に載せ替えられる。当初使用していたCU72Bについては老朽化のため2003年頃に姿を消し、CU72Cも2005年頃より置き換えが進められておよそ2010年頃には消滅している。後述の各譲渡先でも西武に続いて置き換えが進められているが、ペースは遅い。
- 主電動機では旧101系の低音タイプも特段区別なく多数使用されていたが、廃車が進むにつれて高音タイプに揃えられている。

その他（接客・車体設備）
- 1988年度（昭和63年度）より、全般検査とあわせてつり革を三角形のものから新2000系などと同じ丸形のものへ交換された。
- 1989年頃より順次、戸閉車側灯を白熱電球からLEDに交換、あわせてレンズの形状が変更されている。
- 1989年頃から、側引戸のバタつきを防止するため沓摺の中央部に振れ止め金具が取り付けられた。
- 1998年頃から安全性向上のため戸閉装置が順次301系同様のものへ取り替えられた。なお227 - 233・243・281 - 285編成は原型のままである。

その他（運転設備）
- 1980年代中頃、車掌スイッチが悪戯や誤操作防止のためキースイッチ付きのものへ交換された。
- 1985年（昭和60年）5月にATS装置を更新、速度パターンが2つから3つに増えた。
- 1986年（昭和61年）以降、圧着ブレーキの設置が行われた。床下の機器箱は「保安＆圧着ブレーキ装置」として既設の保安ブレーキと一体化されている。
- 1988年（昭和63年）に誤通過防止装置が導入され、運転台左壁のSATS表示器が灰色のものから灰緑色のものへ交換された。従来未使用だった位置に「停車」の表示灯が追加されるとともに、下端の明暗切換スイッチが停車ブザーに置き換わっている。
- 1989年頃に乗務員用（運転士-車掌間）の連絡ブザーが整備され、押ボタンがマスコンと車掌スイッチの近傍に、ブザーが前面窓上部の中心付近に設置された。
- 1990年代頃、301系の補助電源装置に受給電装置が設けられた。MGに故障が生じた際に編成内の別のMGから三相440 V電源を融通する機能で、T2の床下に受給電接触器を設置、また運転台に表示灯を設けるため10点表示灯が12点のLED式（黒地）に交換されている。後年になって運転台右奥に「受給電」押ボタンも追加された。
- 1997年度（平成9年度）から翌年度にかけて列車無線装置の更新が行われた。防護発報機能が付加されている。屋根のアンテナ形状が変更されたほか、目立つ変化としては運転台左壁のハンドセットが黒色のスマートな形状に変更、また運転台右奥（車体中心付近）に灰緑色の列車番号設定器が設置された。
- 2000年代に列車選別装置（列選）が列車情報装置（列情）として更新され、2005年度末までに車上装置が整備された。乗務員室内では列車番号設定器が列車情報設定器（灰色）に置き換えられたほか、列車選別装置のあった位置に列車情報分配器を設置。床下では先頭台車の列選車上子を撤去して台車後方に列車情報車上子を新設、また列車情報送受信器の設置が各先頭車に行われている。
  - なおクモハにおいては列情送受信器が床下に入らず、客室内先頭部向かって左上の荷棚上部に設置された。これに伴って付近の銘板およびつり革が若干内側に移設されたほか、窓の上段が固定化されている。

- 2006年度（平成18年度）よりATS装置を再度更新、急曲線や分岐部の速度制限に対応できるものとなった。SATS表示器の「区外」が「速制」に置き換わっている。
- 2000年代後半より、EB装置の設置が行われた（デッドマン装置を備えるワンマン車は対象外）。運転台ではマスコンの左脇に白色の「EBリセット」ボタンが追加されている。

その他（屋根・床下）
- 1988年頃からパンタグラフの舟体が取り替えられ、ホーンが三角形状のものからパイプによるものへ変更されている。
- 1989年頃からパンタグラフの枠組み（上枠・下枠）を従来のアルミ鋳物（銀塗装）から無塗装のステンレスパイプに変更する改造が行われた。これにより形式がKP62AからKP62ASへ変更されている。
- 1989年（平成元年）から1994年（平成6年）にかけて、連結器胴受が3000系同様のタイプへ変更された。車体側に台座を設けたことで胴受ばね箱の位置が下がり、これを補う形で胴受ハリが湾曲している。
- 1998年度（平成10年度）より、中間部の半永久連結器において連結器胴受がアングル材の枠に再交換された。
- 2000年度（平成12年度）以降、301系において検査入場時にM2-T1間の丸形密着連結器が他と同じ半永久連結器に交換された。
- 2000年頃より、避雷器が六角柱タイプから円柱形のタイプに交換された。このうち239編成のものは20000系同様に穴のないものとなっている。
- 台車について、新101系では基本的に中期形を装備するが、クハ1260のみは遅くとも1990年代前半までに後期形（側面から見て揺れ枕左上の欠けが大きい）の台車へ交換されている。
- 313編成のモハ314において、2005年（平成17年）12月に池袋方から2つ目の通風器が6000系以降と同じステンレス無塗装のものへ交換された。
- 307編成のモハ308とクハ1308には、いつからか通風器の側面に雨水浸入防止用のカバーが取り付けられている。

#### 表示・設備・案内の変遷
種別・行先表示幕
デザインの変更
- 1996年（平成8年）後半頃より、3000系に続いて従来の白基調のデザインから黒基調のデザインへと変更、あわせて種別の色合いも従来のくすんだ色から変更された。各行先と種別の「普通」が黒地白文字となったが、「回送」などの表示は従来通り白地赤文字である。内容は変わっていないため、以降も破損などで一時的に白地に戻された例が存在した。なお旧101系は最後まで白地のままであった。
- 2008年（平成20年）6月のダイヤ改正にあわせ、ローマ字を併記するとともに「普通」を「各停」へ変更、さらに書体や種別の色合いを一新（単色化）した新たなデザインのもの（いわゆる新幕）へ変更された。
  - この新幕は内容に不備があり、「拝島・西武遊園地」の幕が「拝島⇔西武遊園地」になっていた（同運用は2000系が使用されており、修正は見送られた）。

内容の変更（西武鉄道のダイヤ改正・西武池袋線#列車種別・西武新宿線#列車種別なども参照）
- 大きな変化として、1989年（平成元年）より秩父鉄道への直通運転を行うにあたり、直通対応編成と2両編成全てに直通用の行先が用意された。途中駅で2両を切り離す列車も設定されたためである。
- 行先は池袋線では「ひばりヶ丘」、新宿線では「玉川上水」、また「国分寺⇔一橋学園」が後から追加されている。黒地になった際に「武蔵丘」も追加された。
- 種別は1988年（昭和63年）12月に「通勤快速」が、1998年（平成10年）3月には「区間準急」が導入されそれぞれ幕にも追加されている。さらに2008年の新幕では同年導入の「拝島快速」が入り、廃止済の「通勤快速」の表示と入れ替わった（同じく廃止済の「区間準急」は据置）。

シルバーシート（優先席）および携帯電話マナー
当初は各編成の飯能方先頭車の池袋方車端部（左右とも）がシルバーシートとなっており、扉寄りの側窓には車内に向けて透明地のステッカーが貼付されていた。加えて新101系の登場と前後し車外の戸袋窓上部に白地のステッカーが貼付されている。
1988年（昭和63年）より順次、当該箇所のモケットが灰緑色に変更された。
1989年（平成元年）に配置が変更され、各車一方の車端部（飯能方から数えて奇数号車の池袋方と偶数号車の飯能方）向かって左側がシルバーシートとなった。
- 同時に車外のステッカーも小型・青地のものとなった（既存部は入場時に変更）。

2000年（平成12年）4月には名称が「優先席」に改められた。
- ステッカーは車内のものはすぐに貼り替えられたが、車外のものは入場時の撤去となった（2004年までに完了）。

2003年（平成15年）9月より優先席を増やし、既存の優先席の向かい側も優先席とした。
上記と同時に携帯電話のマナー案内が変更、優先席付近では電源OFF、その他ではマナーモードとし通話は遠慮いただく旨の案内がなされ、車内各所にステッカーが貼付された。特に優先席部（電源OFF）は重点的に配置され、側窓・妻窓、また下記オレンジ色つり革の鞘部分にも貼られている。
2005年（平成17年）9月より12月末までに、位置をよりわかりやすくするため付近のつり革がオレンジ色のものへ取り替えられるとともに側窓のステッカーが全面白地の両面印刷のものへ変更された。
2010年頃、優先席ステッカー脇にマタニティマークが追加された。
弱冷房車
1988年（昭和63年）6月1日より、6両以上の固定編成において飯能方から2両目が弱冷房車に設定された。
当初は側窓4箇所に冷房期間のみステッカーを掲出していたが、2002年（平成14年）2月より扉上（車内は脇）に通年で表示されるようになった。
女性専用車
2005年（平成17年）5月9日より朝ラッシュ時の上り優等列車（10両編成）において飯能・西武新宿方の先頭車が女性専用車に設定された。車両側の変化として池袋線では10両組成時における2両編成の連結位置を原則飯能方にするものとされ、Mc1の側窓4箇所（扉間、外から見て左端の窓）およびMc2の妻引戸窓にピンク色のステッカーが貼付されている。当初は路線の図解がない簡素なデザインであった。これは後に小学生以下や身体障碍者も乗れる旨のステッカーが追加されている。新宿線では車両側の変化はない。
ドア注意ステッカー
側引戸の窓にはドアステッカーが貼られている。
- 当初はよくある指さしタイプ、透明ベースの円形で広告と一体になったもので、デザインの小変更はありながらも40年近く用いられた。当初はまばらな配置であったが、概ね1980年代中頃からは基本的に全ての窓に貼られている。
- 2009年（平成21年）9月にデザインが見直され、細長い長方形で三角形が矢印状に並んだ図柄のみのものとなった。広告ステッカーは独立して正方形に近い形になり、注意ステッカーの直上に貼られるようになっている。従来は外側に貼られていたのに対し、これらは車内側に貼られている。旧タイプは10月頃までにほぼ消滅した。
- 2010年（平成22年）5月頃より30000系の前面をあしらった新デザインの注意ステッカーが窓下端近くに追加された。
- 2011年（平成23年）5月頃から順次、30000系デザインのステッカーは両面印刷のものに置き換えられた。外側にはかけこみ禁止のイメージとして同車の側面がデザインされている。これは車外側からの貼付に戻った。
- 2012年（平成24年）7月頃から順次、細長い矢印タイプのステッカーが撤去された。

マナー喚起ステッカー
1980年頃から各車数箇所の側窓に貼られていたが、2015年（平成27年）に廃止された。年代により形状・デザインが異なり、それぞれ複数の種類が存在する。晩年では2000年（平成12年）3月末から三角形の「それが、マナー。」シリーズ、2006年（平成18年）末頃からはオリジナルキャラクターを起用した正方形に近い「グッドマナーを、ありがとう。」シリーズ、2010年（平成22年）9月からは長方形のケロロ軍曹シリーズが使用されていた。

### 塗装変更とラッピング
ここでは主に非ワンマン車において行われたものについて述べる。
車体表記の変遷
- 1980年（昭和55年）4月より検査表記直下の所属表記が廃止され、各車ともすぐに塗り潰された。
- 1980年（昭和55年）9月より形式・自重・定員および検査表記の配置が変更、各車1箇所に集約された。
- 2002年（平成14年）4月をもって形式・自重・定員・検査の表記を全て廃止。以降は検査時に消されていった。

塗装変更
前述のした前面窓周りの変更のほか、旧101系や3000系と同様に車体側面の黄色一色化が行われている。新101系・301系においては1996年（平成8年）11月の259編成を皮切りに開始され、2000年7月入場の279編成をもって完了した。
このほか屋根・床下の灰色は1989年（平成元年）4月より色調が変更され、従来のマンセル値N5相当からこれより暗いN4となっている。上記の塗装変更と同様に、検査時の再塗装に際して適用される。なお当初は全検の際に床下を全て再塗装していたが、この少し後から台車・連結器周り・MG・CPなどを除いて省略されるようになった。
車体装飾
- 2006年（平成18年）9月30日をもって閉園するユネスコ村におけるラストイベントの一環として、247編成に同所の大恐竜探検館にちなみ恐竜のラッピングを施した車体広告電車が9月3日から同9月30日まで狭山線を中心に運行された。10月1日の「西武トレインフェスティバル2006 in 横瀬」で展示されたのを最後にラッピングは剥がされている。
- 2007年（平成19年）には245編成に西武ライオンズ（現: 埼玉西武ライオンズ）の選手・監督の写真とコメントがラッピングされ、3月18日から5月上旬まで狭山線のみで運行された。

ツートンカラーの復刻
| ツートンカラーの261編成（2010年4月7日 萩山）  |  | ツートンカラーの271編成（2011年4月1日 仏子）  |
| ツートンカラーの261編成 （2010年4月7日 萩山） |  | ツートンカラーの271編成 （2011年4月1日 仏子） |

西武秩父線開通40周年記念企画の一環として2009年（平成21年）にツートンカラーの復刻が行われた。3月に多摩湖線用ワンマン車（後述）の261編成が前面ブラウンで、6月には池袋線用の271編成が前面ウォームグレーでそれぞれ運用を開始した。両編成とも塗装変更とあわせて先頭部側面のコーポレートマークが消されている。
271編成については運用前の6月7日に開催された「西武・電車フェスタ2009 in 武蔵丘車両検修場」で展示も行われており、この時は前面ブラウン、コーポレートマークも残された状態であった。
前面窓回りのウォームグレーは登場後2年程で消滅した事から、この塗装は約30年ぶりの復活となった。なお271編成は黒色で登場しており、ウォームグレーに塗装されたのはこれが初めてのことであった。
その後、271編成は2012年（平成11年）12月には後述のさよならイベントで展示されるとともにツアー列車にも使用、そして譲渡のため同月中に入場し流鉄向けに「なの花」塗装となった。261編成は2013年3月にワンマン車標準の白色となっている。

### ワンマン対応改造 (新101系)
1998年（平成10年）、多摩湖線（国分寺 - 萩山間）のワンマン運転開始に先立って4両3編成に対応改造が行われた。257編成が5月、259編成が6月、261編成が7月に竣工、いずれも西武所沢車両工場にて実施している。
内容は主に以下の通りで、新設機器そのものも含めてほぼほぼ旧101系での内容に準拠している。以下、旧101系と異なる点を*印で示す。また多摩湖線向けのため甲種輸送への対応は行われていない。
- 車内設備として非常通報装置（対話式・各車2箇所[注 84]）[77][17]・自動放送装置[77][17]・乗降促進放送を整備。
- 飯能方から3両目を弱冷房車に設定。
- デッドマン装置の設置[77][17]、抑速機能の停止、戸閉回路の変更[17]。
- 運転台のマスコンを交換（デッドマン対応）、運転台スイッチ箱を変更（点数増加）。
- 運転士マイクをフレキシブルタイプに変更、これに伴って仕業表サシを移動・取替*[注 85]。また非常通報受報器を右袖に立てて設置。
- 乗務員室内の車掌スイッチを交換（リレー式化・乗降促進対応）、また自動放送操作器を設置。
- 前面の電気連結器を撤去、種別・行先表示幕を取替*（種別は「ワンマン」と「普通」のみ、行先は旧101系の内容に狭山線・豊島線が加わった[注 86]）。
- ワイパーを電動化*（従来は空気式）、あわせてウォッシャを取り付け*[13]。
  - ワイパーは色が銀から黒になるとともに、取付位置とブレードの長さも僅かに変更された。運転台の操作部も電気的なスイッチとなっている（旧101系と同じくブレーキ弁右脇に設置）。

同路線のワンマン運転は8月に開始され、先に多摩川線向けとして改造された旧101系1編成も活用して4本体制で運用された（運用については#ワンマン車の運用および#ワンマン車の運用 (新101系)を参照）。
その後の改造として、2000年（平成12年）には旧101系ワンマン車とともに、試験的に転落防止幌が設置された。後の車両と異なり、ステップを兼ねて左右各2段が互い違いに設置された形態となっている。西武での採用例は新旧101系のワンマン車計8本のみであるが、他社では南海電鉄などで採用されている。

#### リニューアル工事

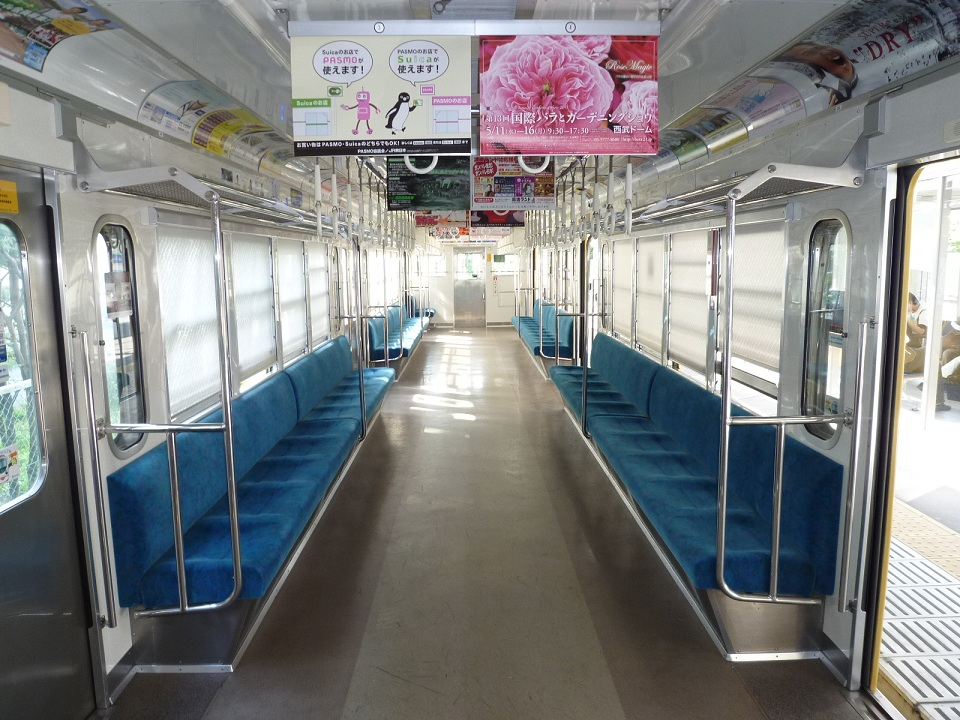
初期グループの車内 （クハ1258 2011年4月）
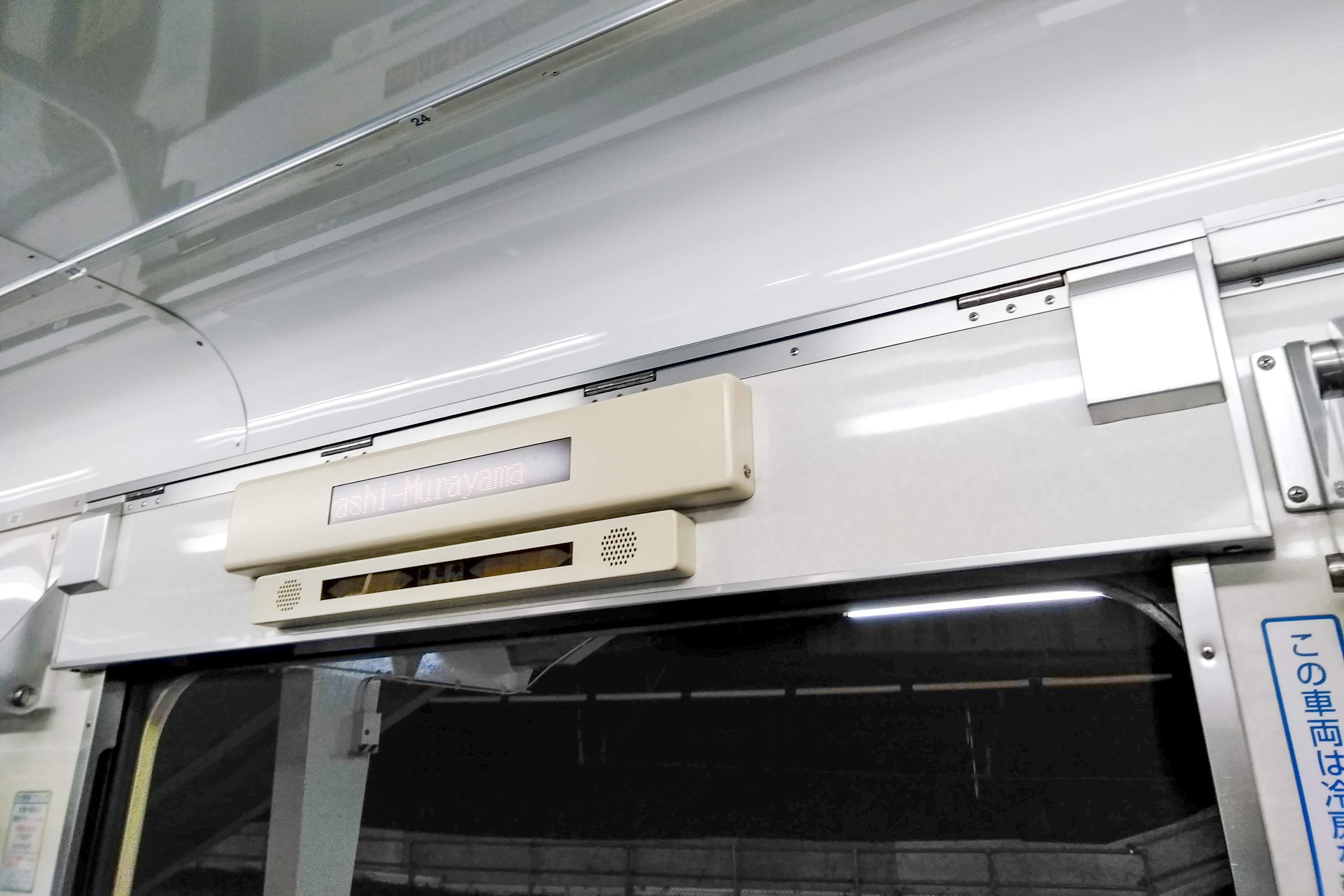
初期グループの鴨居部 上がLED式の車内案内表示器（千鳥配置）、下が扉開閉案内表示器（全扉設置） （モハ257 2019年12月）

多摩湖線向けにワンマン化された3編成は2000年代に入り武蔵丘車両検修場にて西武車両によるリニューアル工事が実施された。2005年（平成17年）3月に261編成、9月に259編成、2006年3月に257編成が竣工している。261編成は竣工後に試運転や乗務員訓練を行い、約1か月後の5月2日に営業運転に復帰した。
さらにこれ以降もワンマン化と併施する形で最終的に合計4両10編成に実施されている。以下、最初に施工された3編成を「初期グループ」、後述する263編成以降の7編成を「後期グループ」と総称する。
なお初期グループについては後期グループ投入後も基本的に本線側（多摩湖線等→狭山線）のみでの運用となっており、多摩川線での運用は259編成で例外的に一度行われたのみである。運用についての詳細は後節参照。
初期グループにおける施工内容は以下の通りで、続けて行われた旧2000系5次車の車体更新もこれに近い。後述の後期グループは30000系や新2000系リニューアルに準じた仕様が取り入れられた。
車体関係
前面にスカートを設置、また種別表示器を完全に撤去した。
側面は車両番号周りの表記を番号のみのエッチングプレートへ変更、また行先表示器を新設し直下の窓（上段）を固定化。
車外の行先表示器は電動とし、前面・側面ともに2000系のLED化による発生品（側面用）を改造の上で流用している。前面は従来より一回り小さくなった。
- 表示幕は旧書体ながらローマ字併記の6000系や10000系に準じたデザインで、内容は多摩川線・多摩湖線・西武園線と、これに関連する小平・玉川上水のみとなった。

また妻面の転落防止幌を通常品に交換している。
このほか屋根から妻面にかけての端部の塗り分けを変更、灰色部分を拡大した（編成毎に差異あり）。
屋根上・床下機器
パンタグラフをシングルアーム式・電磁カギ外しのPT7116-B1へ変更。カギ外し装置の変更によりこれ用の空気配管が電線管に置き換わり、これにあたって屋根上にパンタ用ヒューズ箱（カギ外し線用のヒューズ）を新設している。この配管は2000系と異なり妻面に埋め込まれた。また引棒によるカギ外し用リンクを撤去している。
補助電源装置はSIVとして東芝製150 kVA、待機二重系のINV174系に変更、また空気圧縮機をスクリュー式のRW20に変更。
空調装置は冷媒に代替フロンを使用するCU721に取替・統一した。
内装
各室内の化粧板を天井部含め全面的に交換、白色系に変更し、あわせて窓のロールカーテンと乗務員室仕切窓の遮光板も交換。床敷物は中心部から外側に通路部・座席付近ほか・ドア付近といった形で三段階に濃淡で色分けし、それぞれベージュがかった柄入りのデザインとしている。乗務員室内は新2000系同様のブラウン系である。
さらに天井部では室内灯を変更して4灯を予備灯兼用とし、また冷房吹き出し口をアルミ製に変更している。
両先頭車には車椅子スペースを配置、先頭部向かって右側の座席と荷棚を撤去し、手摺と非常通報器を設置（移設）するとともに窓を固定化、車内外に車椅子マークを掲出している。
座席はバケットシートとし、モケットは乗務員室内を含め柄入りの青色系（優先席は紫系）へ変更、また扉間中央にはスタンションポールを新設。なお後述の消火器設置箇所は座席が50 mm狭くなっている。
つり革は優先席付近のものを低位置化（100 mm低い位置につり手棒を追加）、また枕木方向（ドア付近及びドア間中央）に増設した。
消火器を移設、車内妻面に新設した機器箱（後位側、飯能に向かって左側の座席脇）へ設置。
また車内銘板の配置を一部変更、西武車両による改造銘板を追加している。
接客・運転機器
案内設備として、LED式の車内案内表示器および扉開閉案内装置（ドアチャイム内臓）を設置。交換された鴨居カバーに各表示器を配置、前者は千鳥配置、後者は全ての扉に設置している。また非常通報装置を更新、この通報器は後に2000系や30000系など多数の車両に採用された。
戸閉回路には新たに一部締切機能を設け、各車中央の扉を残して締め切ることのできるものとした。
さらに空調機能を更新、機械式温度調節器による制御からマイコン制御に変更するとともに除湿・温風機能を追加した。これに伴って車内妻面の温度調節器（各車飯能方）が温度センサ（各車池袋方）に置き換わっている。
その他各種改造に伴い、Tc2（263編成はMc4）の妻面左上に機器箱を設置している。
運転台では運転台の10点表示灯を12点のLED式（黒地）に変更、また運転士マイクが再度交換され壁取付になり、仕業表サシも再度交換・移動している（形状はほぼ同じ）。非常通報受報器は従来の立体的な配置ではなくテーブル面へ埋め込む形で設置された。さらに日除けを黒色の大型品に交換している。
このほか乗務員室内では表示・放送の指令器および設定器（タッチパネル式）を両先頭車の車掌台背面に設置、ドア一部締切スイッチ（E231系等の客室用半自動スイッチと同等品）を車掌スイッチ近傍に設置した。
また電子警笛を設置した（空笛の1系統を置き換え、20000系同様の高音タイプ）。ペダルは丸形から三角形に変更している。
- 初期グループの車内
（クハ1258 2011年4月）
- 初期グループの鴨居部
上がLED式の車内案内表示器（千鳥配置）、下が扉開閉案内表示器（全扉設置）
（モハ257 2019年12月）

#### 4M編成化

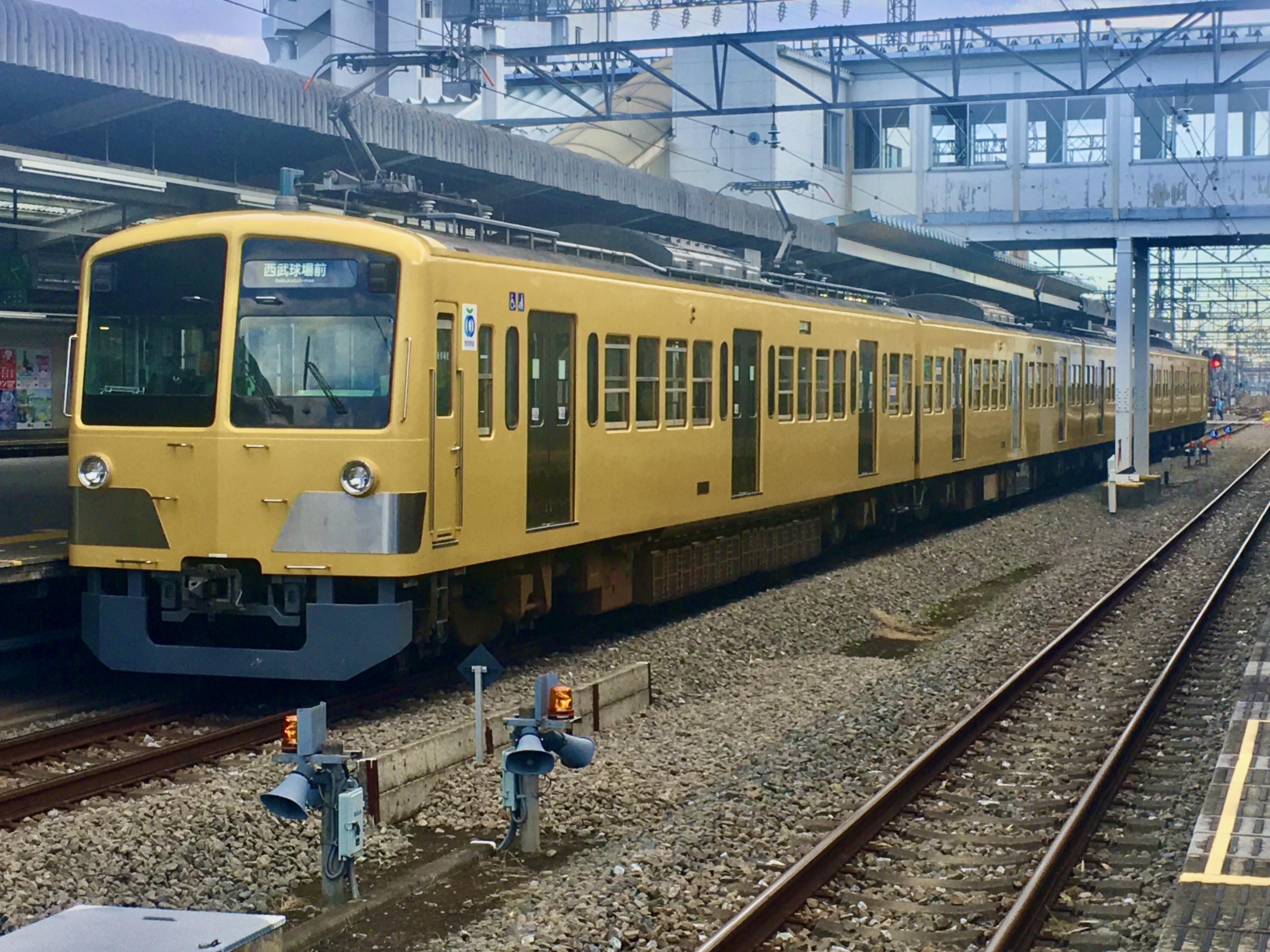
狭山線で営業運転に就く263編成
（2021年2月17日 西所沢）

2008年（平成20年）3月、編成替えにより4両全電動車の編成が誕生した。E31形電気機関車の代替となる牽引車として、また老朽化した旧101系ワンマン車の置換え用として導入されたものである。E31形は事業用に使用していたものであるが搭載機器が更新時期を迎えており、さらに工事用列車をモーターカーに置き換えた結果として用途が甲種輸送車両の牽引に限られ、運用を継続するのは非効率な状況であった。さらに定期貨物列車の廃止（1996年5月）が決まってからは機関士の育成を行っていなかったことも背景にあり、甲種輸送は電車牽引とすることが検討され、結果として101系ワンマン車で兼用する形に落ち着いた。全電動車として150 kWの電動機を16機搭載しているため、編成の出力は2400 kWになり、この数値は引退したE851形電気機関車の2550 kWに匹敵する。
2両編成であった279編成に、255編成中のモハ255・256を逆順で組み込んだもので、263編成（クモハ263：Mc1 - モハ264：M2 - モハ265：M3 - クモハ266：Mc4）となり、牽引車として独自の装備が搭載された。組替え時の動きについては#廃車を参照のこと。
主な改造箇所は以下の通り。なお、編成内の各車については便宜上263編成としての番号で記す。
- クモハ263は電気指令式ブレーキに対応するブレーキ読換装置と、増粘着装置（第1軸）を設置[79]。また空調装置の取付向きを前後反転[注 97][13]、BFを4両編成と同じ三菱製に変更。
- モハ264は後位側の妻面において、ステップを再設置するとともに転落防止幌を脱着式へ変更[注 98][13]。
- モハ265は主抵抗器の抵抗値を変更（モハとクモハの引張特性を揃えるため）[79]。ただし配置やサイズに変化は見られない。
- クモハ266はMG・CP・蓄電池等を撤去し、バランスウェイト（蓄電池箱流用）を2つ設置[82]。なお元空気タンクは牽引時の使用量を考慮し存置した[79]。
- 性能特性の違いによる前後衝動を抑えるため、中間連結部の緩衝装置をダブルアクションタイプに変更[79]。
- 運転台スイッチ箱に「増粘着」ボタンを追加（クモハ263のみ）。

また、ワンマン対応・リニューアル工事を併施している。これらの仕様については本編成以降、初期グループと比較して以下の点が変更されている。
- ワンマン化とリニューアルを同時施工。
- 空気圧縮機をスクロール式のMBU1600Y系に変更[13][59][注 99]。
- 床材の配色を30000系に準じた灰色・黒色・黄色の3色へ変更[注 100][13]。
- 鴨居部のカバー形状を変更。2000系5次車と同形状になった。
- 電子警笛の音色を変更、30000系同様の低音タイプとなった[83]。
- 263編成では甲種輸送に牽引側として対応。車椅子スペース部に機器箱を設置。
  - 被牽引側に合わせ、263編成側も（使用の有無に関わらず）両先頭車の連結器を自動連結器に交換し、空気ホースの取付を行う。
- 甲種輸送時に使用する空気ホースの取付を容易化するため連結器胴受の右上に金具を追加。

その他、クモハの2両はワンマン車で唯一の12次車である。座席形状は他と同じものに統一されているが、クモハ266の妻引戸は他のワンマン車と取手の形状が異なる特徴を持つ。
竣工後は数日で営業運転に入り、旧101系225編成を置き換える形となった。以降は基本的には他のワンマン車（初期グループ）と共通で運用される（詳細は#ワンマン車の運用 (新101系)を参照）。なお性能特性を合わせるため、通常はモハ265-クモハ266のユニットは電気制動を使用していない。
牽引車としての運用（甲種輸送関係）
2009年（平成22年）より牽引試験が始まり、2010年3月の多摩川線向け甲種で初登板。以降全ての甲種輸送で西武線内（新秋津 - 小手指間）の牽引車として使用され、多摩川線車両の交換（運用節参照）や新造車・譲渡車をはじめ、2000系リニューアル時の輸送もE31形から引き継いだ。関連して流鉄5003編成の譲渡の際は飯能→小手指の区間（終電後）でも使用されている。
牽引は終電後の運転が想定されていたが、実際には当初から営業時間中の運転が主となった。
2025年（令和7年）2月の40000系48152編成の搬入からは、使用しない側の連結器が密着連結器のままとなっている。両先頭で異なる連結器を装着して運転するのは下記9108編成の牽引以来2回目であった。
牽引車としての運用（その他）
甲種輸送以外でも2020年（令和2年）前後には9000系の4両化と10000系の譲渡にあたり西武線内完結の回送で密連のまま牽引車として使用されてている（時期などの詳細は各形式の記事を参照）。横瀬→武蔵丘の区間で牽引を行ったほか、10000系では加えて終電後に小手指まで運転、このとき武蔵丘→飯能では推進運転が行われた。また9108編成の牽引は前後の週末を甲種輸送に挟まれたタイミングで行われ、飯能方は自連、秩父方は密連という状態で運転されている。
その他
本編成に関連し、2023年（令和5年）2月には受験生応援企画としてクモハ263の増粘着装置に使用している砂が、受験合格お守り「スベらない砂」として配布された。同時に配布された「負けなイシ」（砕石）とともに、263編成がパッケージにデザインされている。

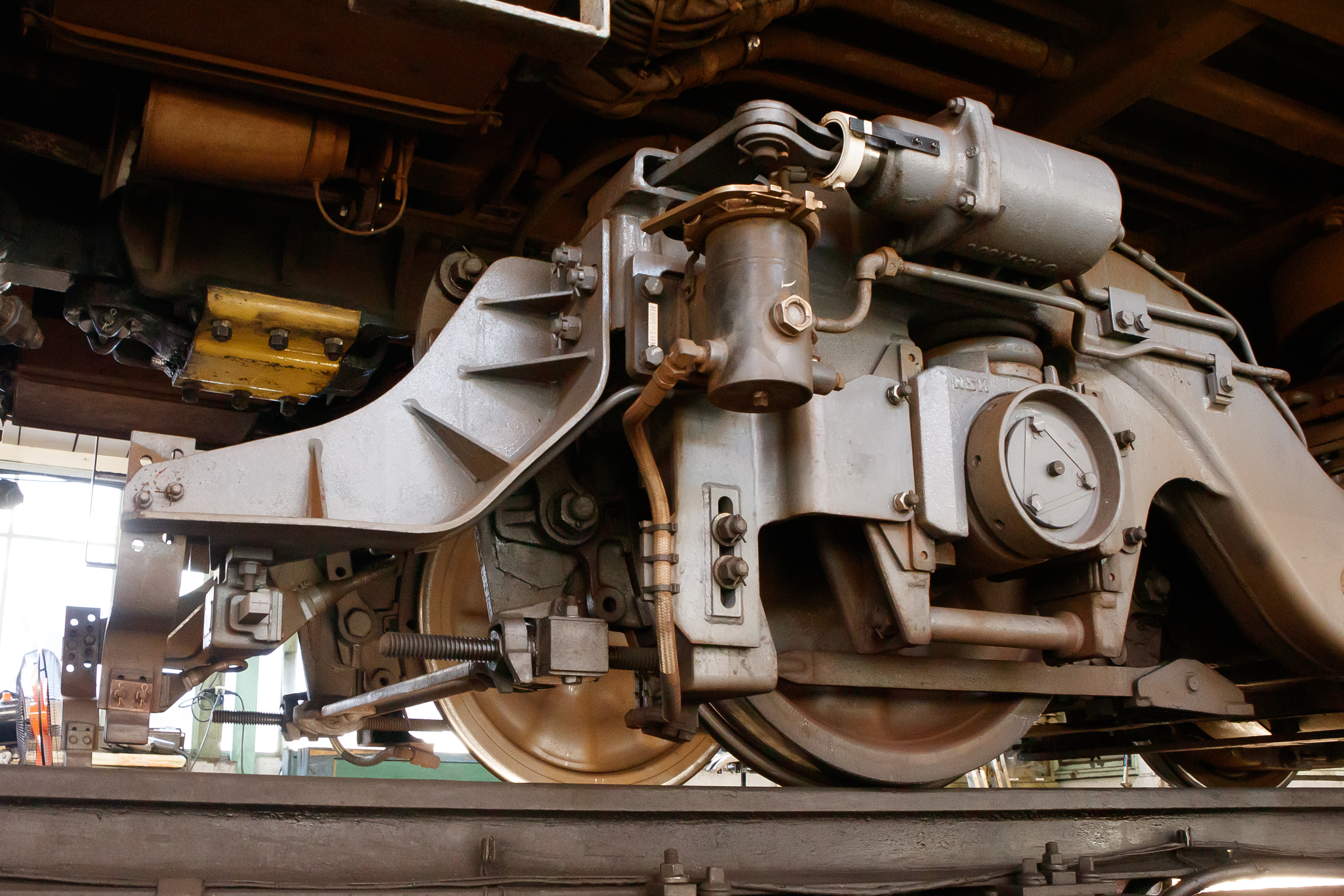
クモハ263の砂撒き装置 （2024年9月 小手指車両基地）
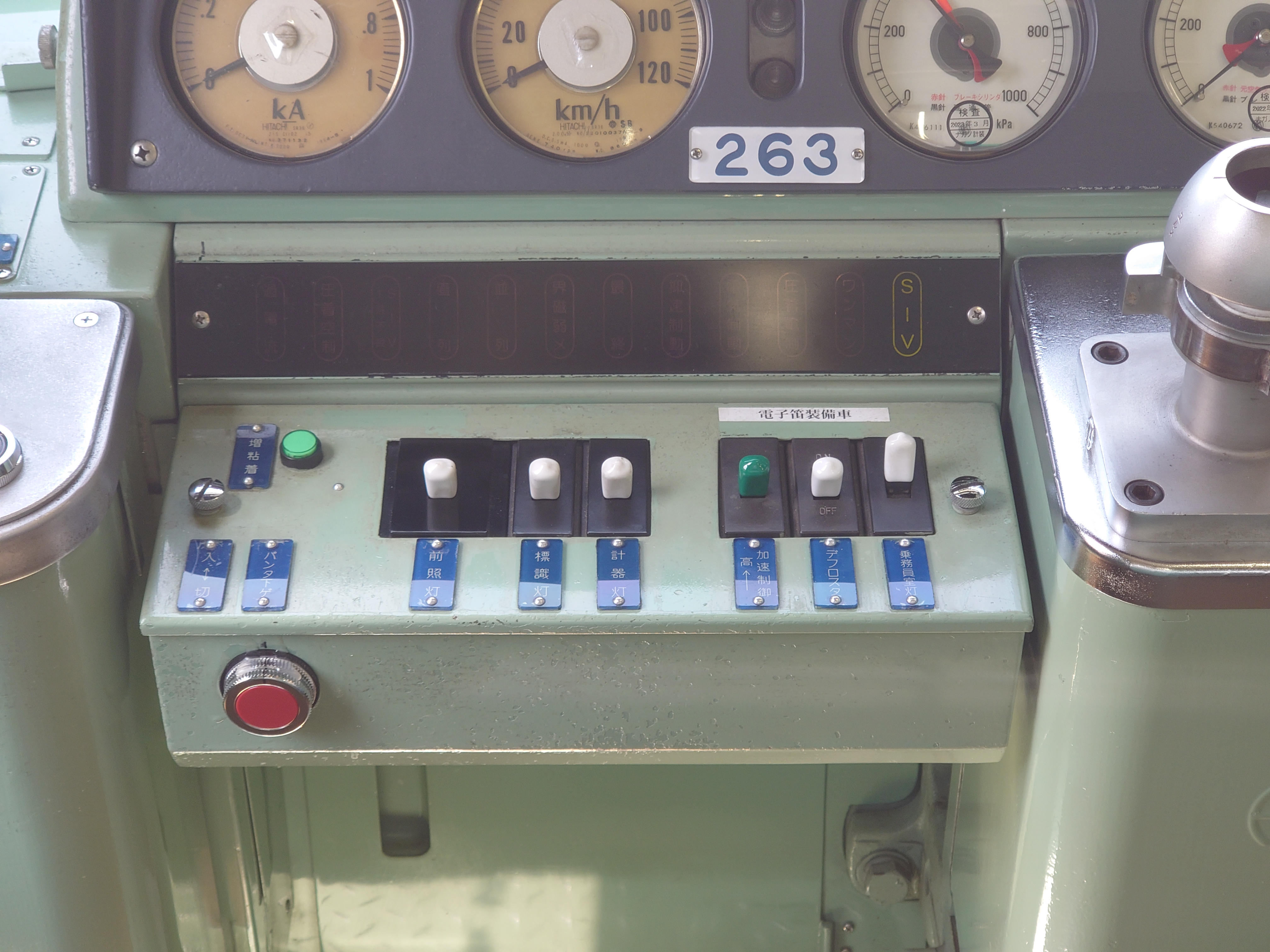
クモハ263の運転台には増粘着ボタンを設置（2024年4月）
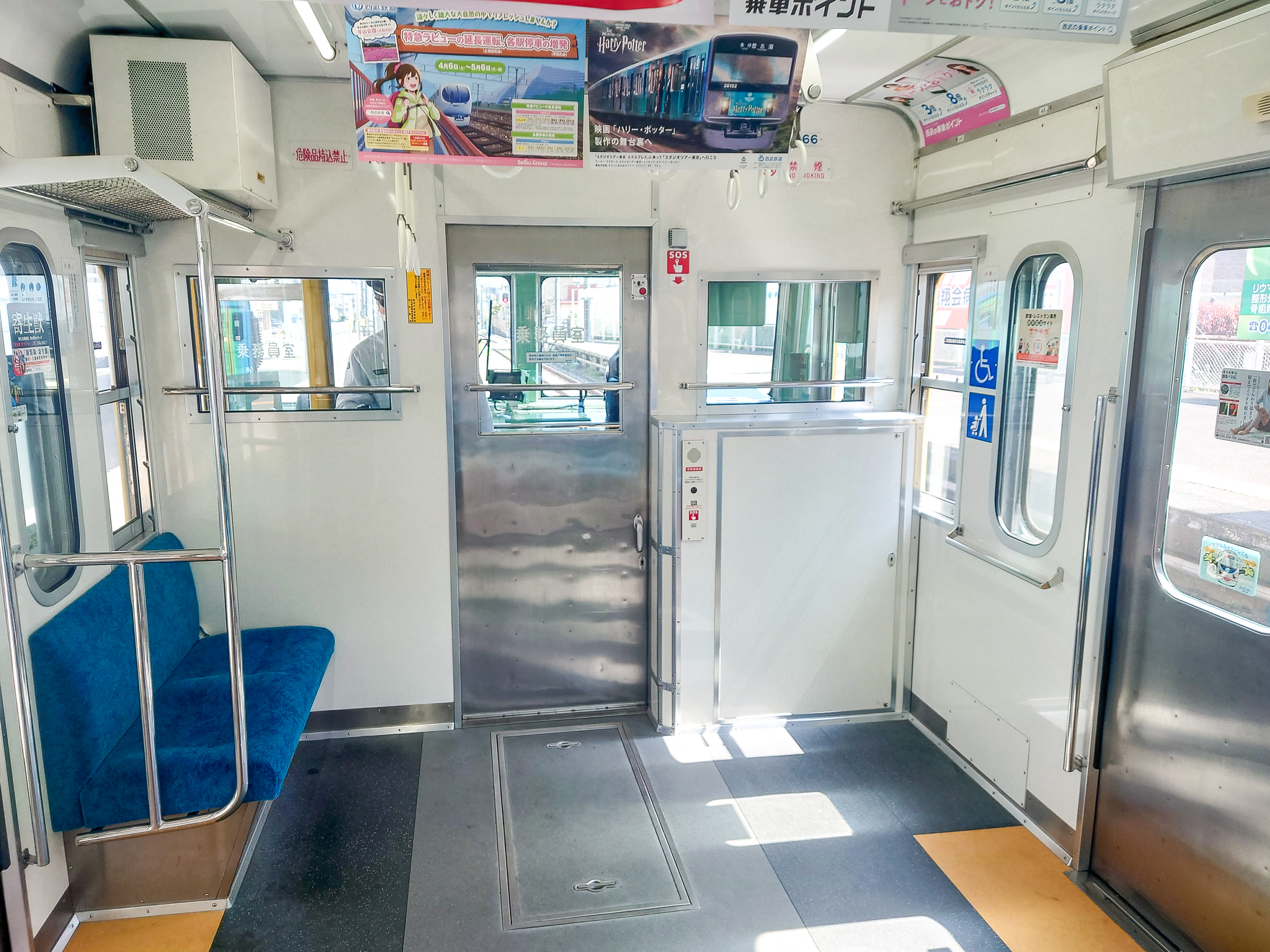
客室内にも機器箱を配置（写真右） 荷棚上の箱は本改造以前にクモハのみ設置されたものである[注 104]。 （クモハ266 2024年4月）
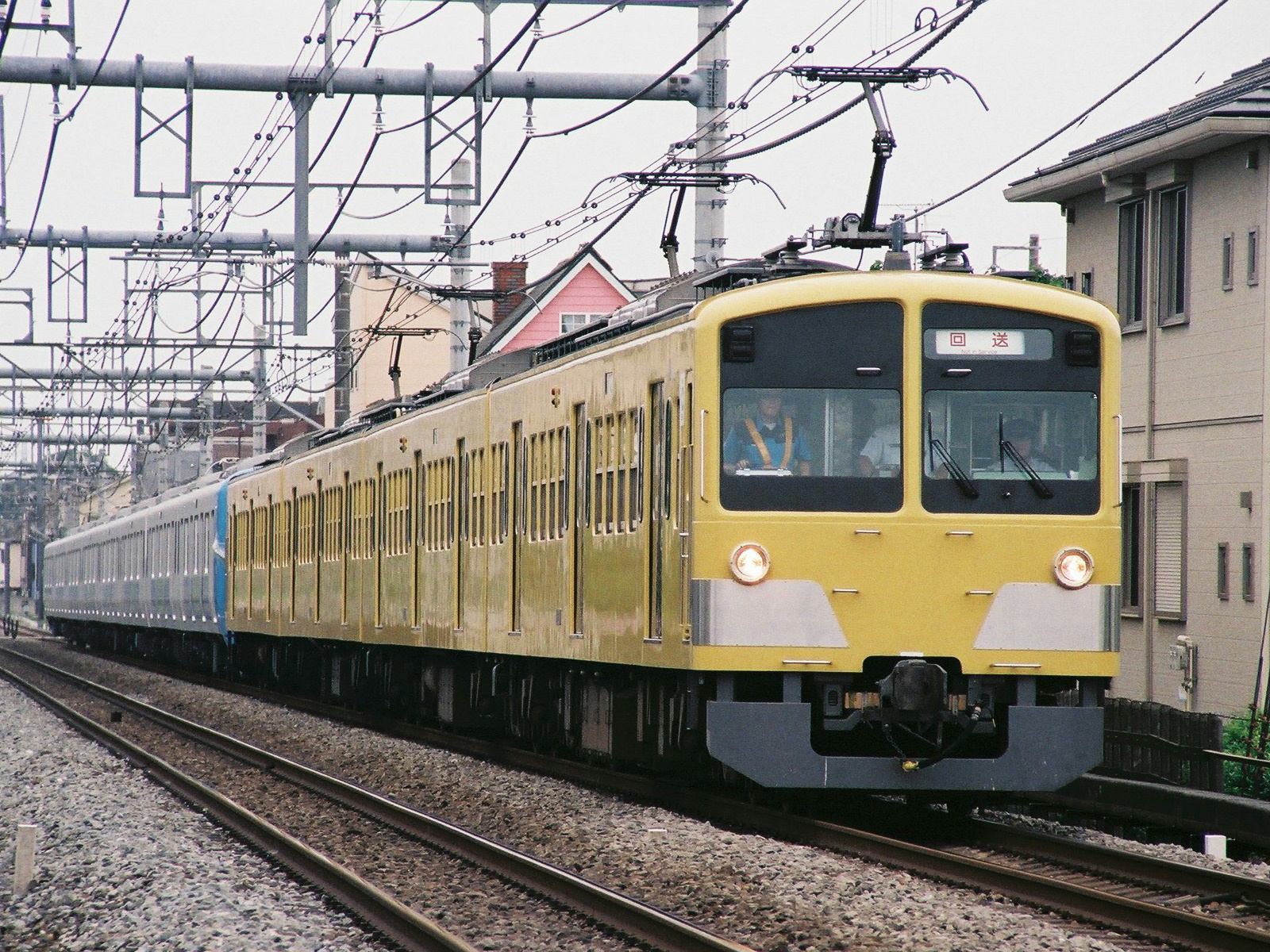
新造した30000系38108編成を牽引する263編成 （2010年6月13日 所沢 - 西所沢）
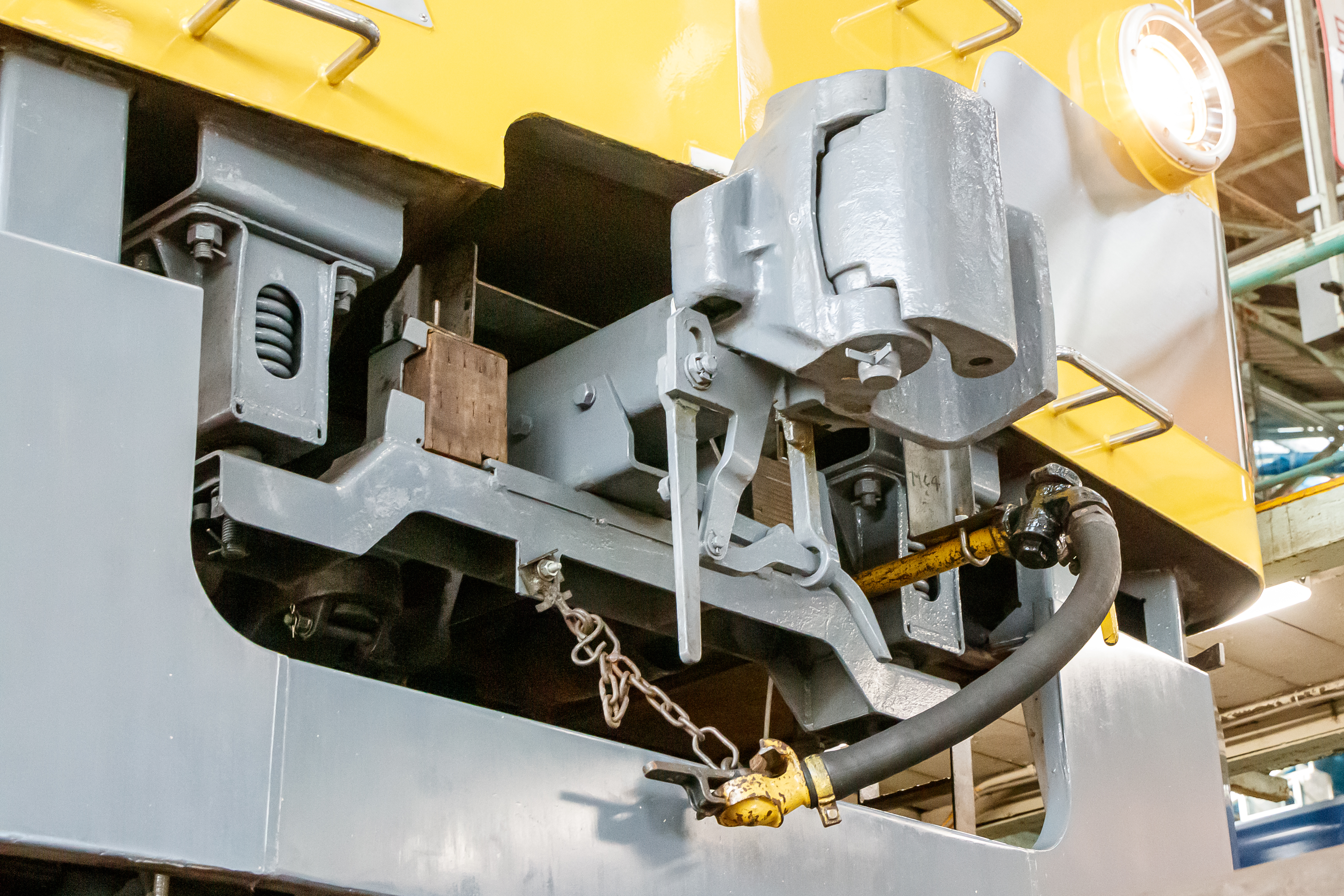
輸送車両に合わせ、牽引用の263編成も自動連結器に交換し振れ止めを行った上で、ブレーキ用の空気ホース並びにそのコックを仮設する。 （2024年9月 小手指車両基地）
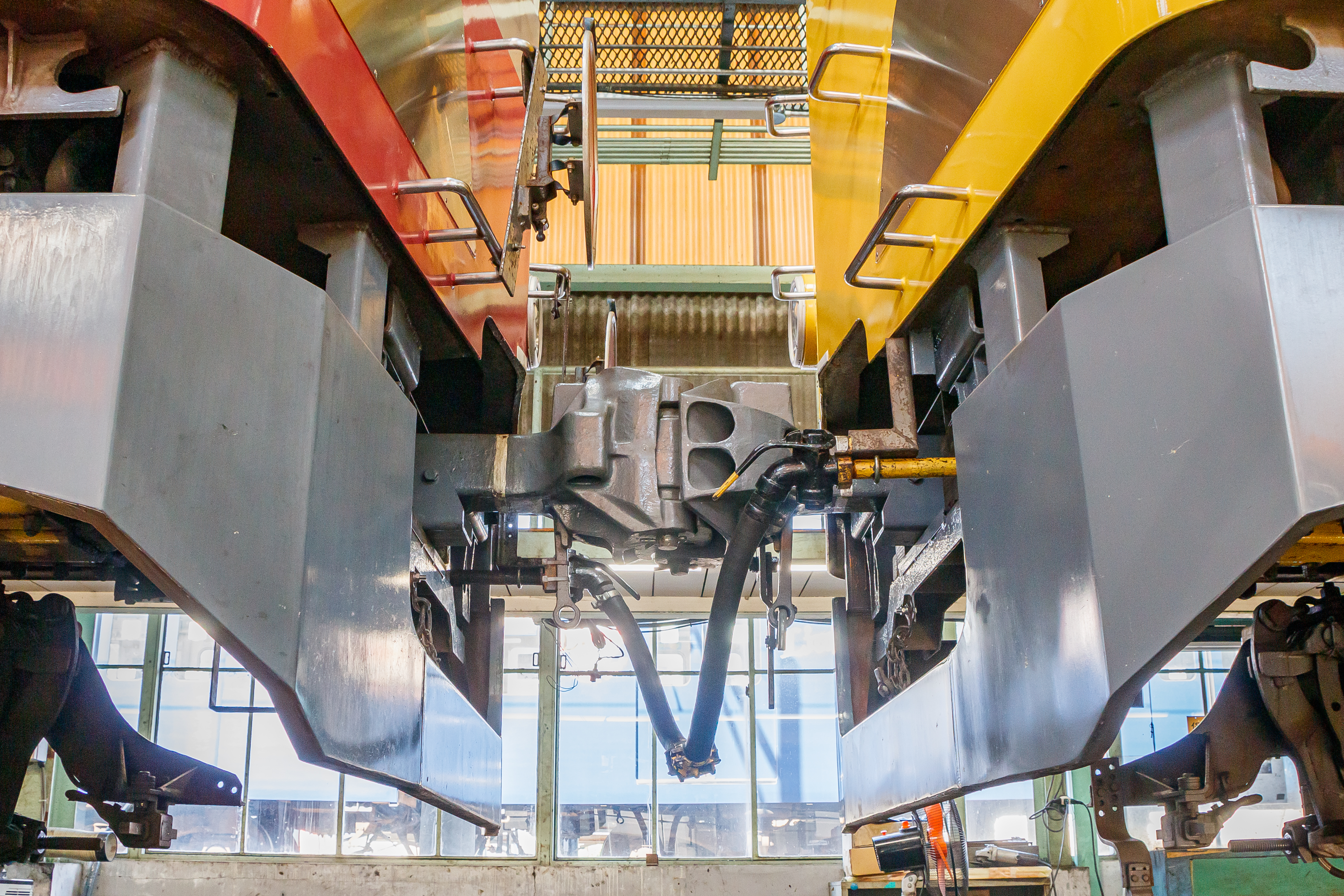
甲種輸送車両との連結部 左の被牽引車両は反射板を設置、また排障器を取り外している。 （クハ1248とクモハ263 2024年9月 小手指車両基地）
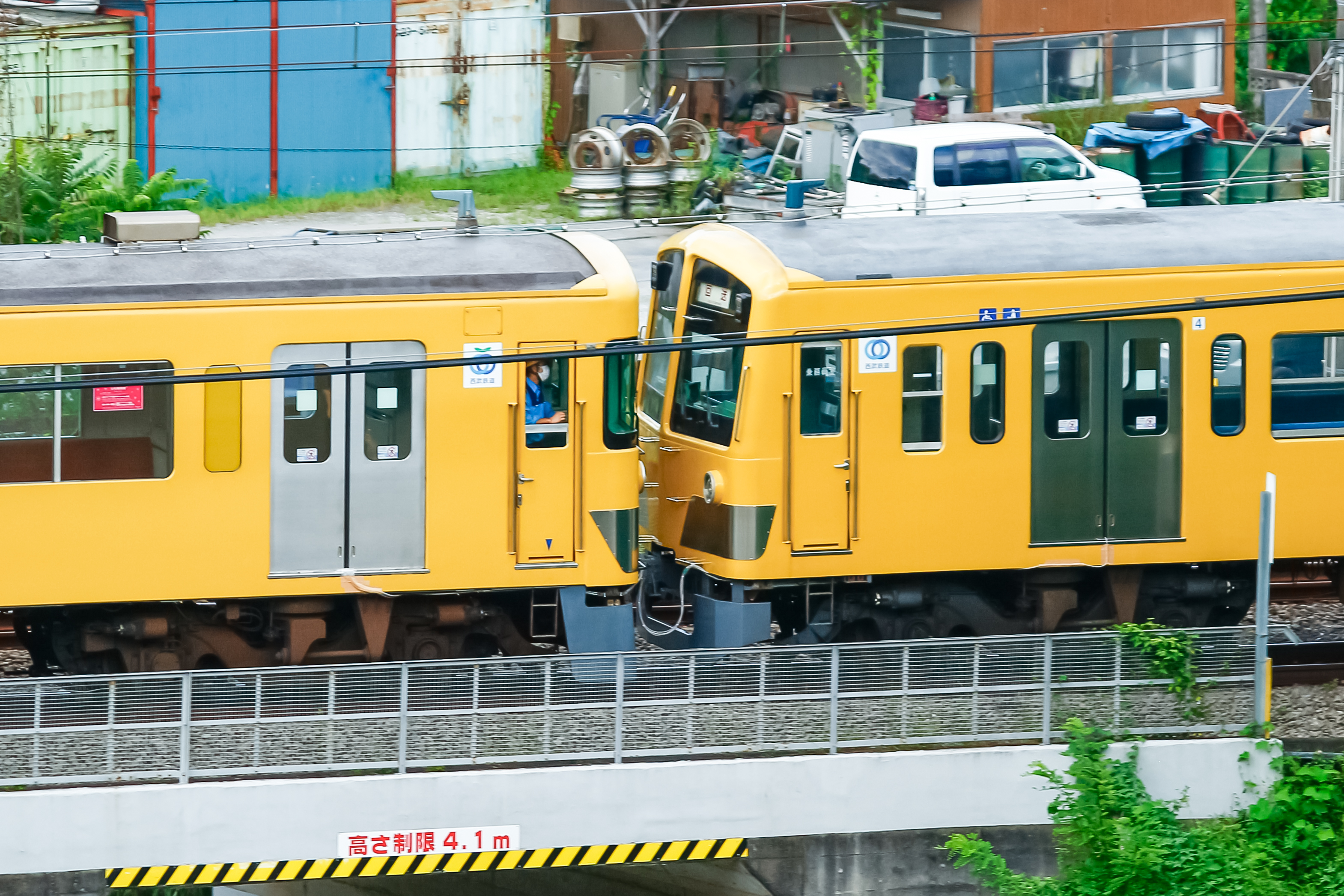
4両化した9000系を牽引する時の様子 密着連結器のまま連結し、ブレーキとブザー用に電線を引き通している。 （クハ9102とクモハ266 2020年8月27日 横瀬）

#### 多摩川線への投入
2010年（平成22年）には多摩川線旧101系の置換用として247 ‐ 253編成の4編成（番号順に2・5・8・11月竣工）に、また2011年7月には245編成、2013年（平成25年）2月には241編成にも同様の改造が行われた。
これによりワンマン車は計10本体制となり、2013年3月には多摩湖線のワンマン運転区間が全線に拡大されている。これまでのワンマン化は全て所沢製の車両だったのに対し、本グループは全て東急製の車両となっているほか、改造メニューにも以下の違いがみられる。
- 車体色を白色へ変更（追って初期グループも実施）。
- 甲種輸送に対応（貨物列車として走行するため自動空気ブレーキの仮設に対応）、関連して連結器胴受周辺を変更（自動連結器取付のため胴受ハリを変更、空気ホース取付のため胴受の右上に金具追加[注 106]）。
  - 甲種輸送の際には両先頭部の連結器を自動連結器へ交換し、前面にステーを介して反射板を取り付けるほか、ブレーキ用に甲種回送ユニットの積み込みと前面への空気ホースの取付などを行う。
- 車内の銘板類をステッカー式へ変更[注 107]。既存車（後述）と同様に号車表示・ドア番号表示も追加されている。
- 屋根の塗り分け変更を省略（ただし241編成は雨樋カバーのみ灰色化[注 108]）。
- 245編成以降、組織改組に伴い更新名義を武蔵丘車両検修場に変更。
- 241編成では、屋根上の通風器を撤去（後に全編成実施）。

なお、2010年にはこれらの車両で使用されている床材が難燃性基準を満たしていないことが発覚した。改造済の263編成・247 - 251編成が交換対象となったほか、253編成では本来黒色の部分にも灰色が使用された状態で出場している。その後2011年に247 - 251編成が臨時入場の上で交換、263編成は2012年の定期検査とあわせて交換を行った。

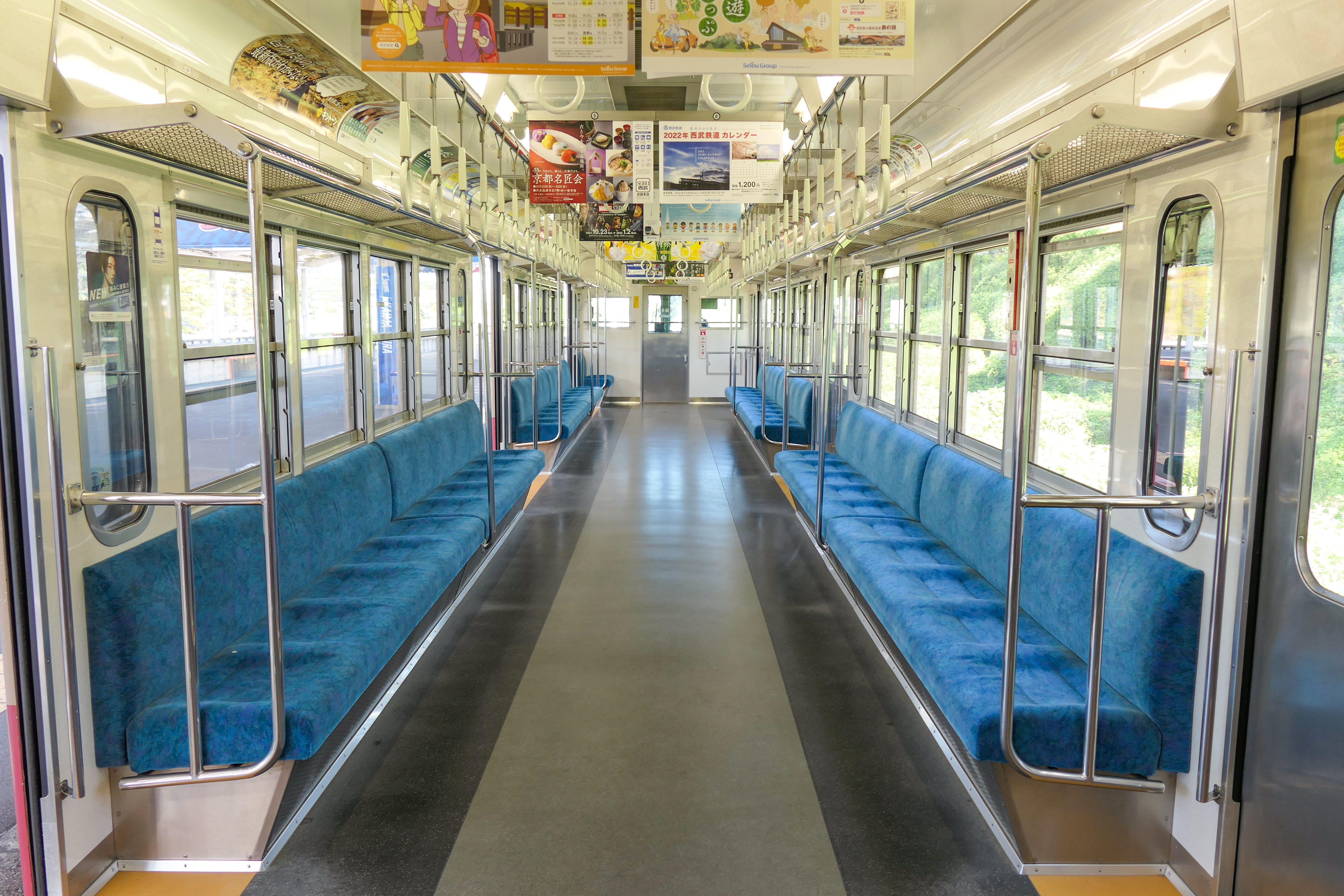
後期グループの車内 （クハ1248 2021年10月）
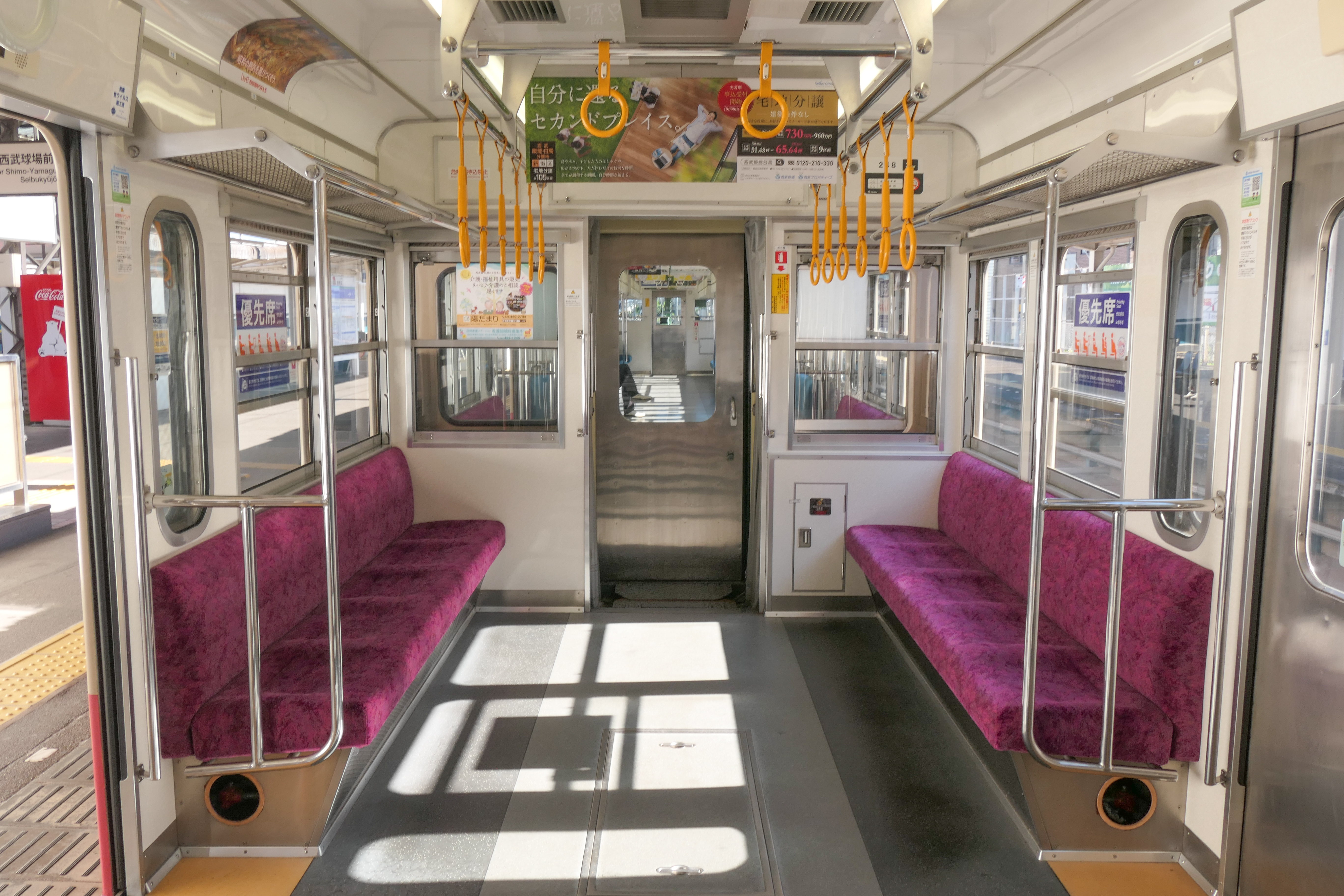
車端部の優先席 （モハ248 2021年10月）
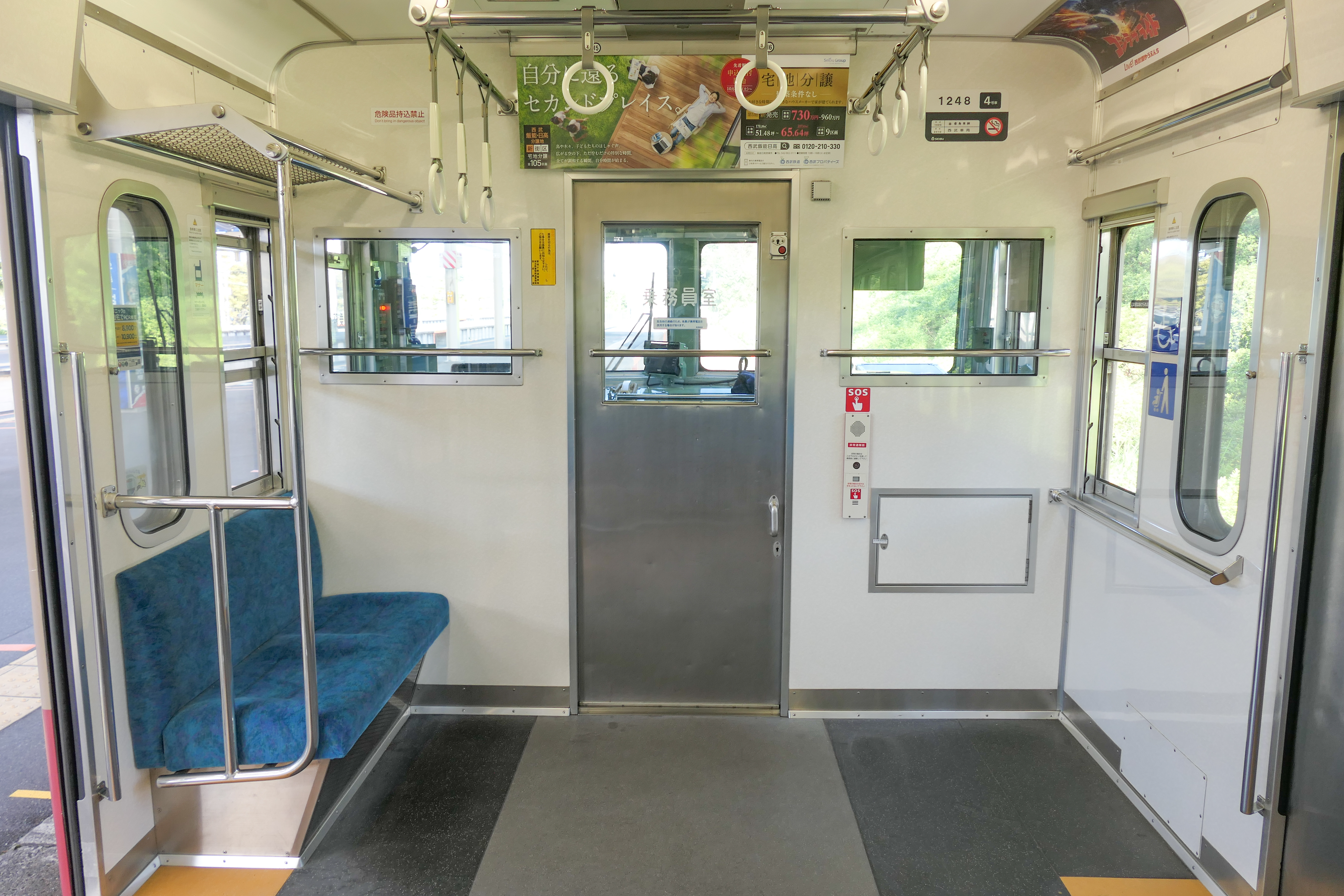
先頭部には車椅子スペースを設置 （クハ1248 2021年10月）
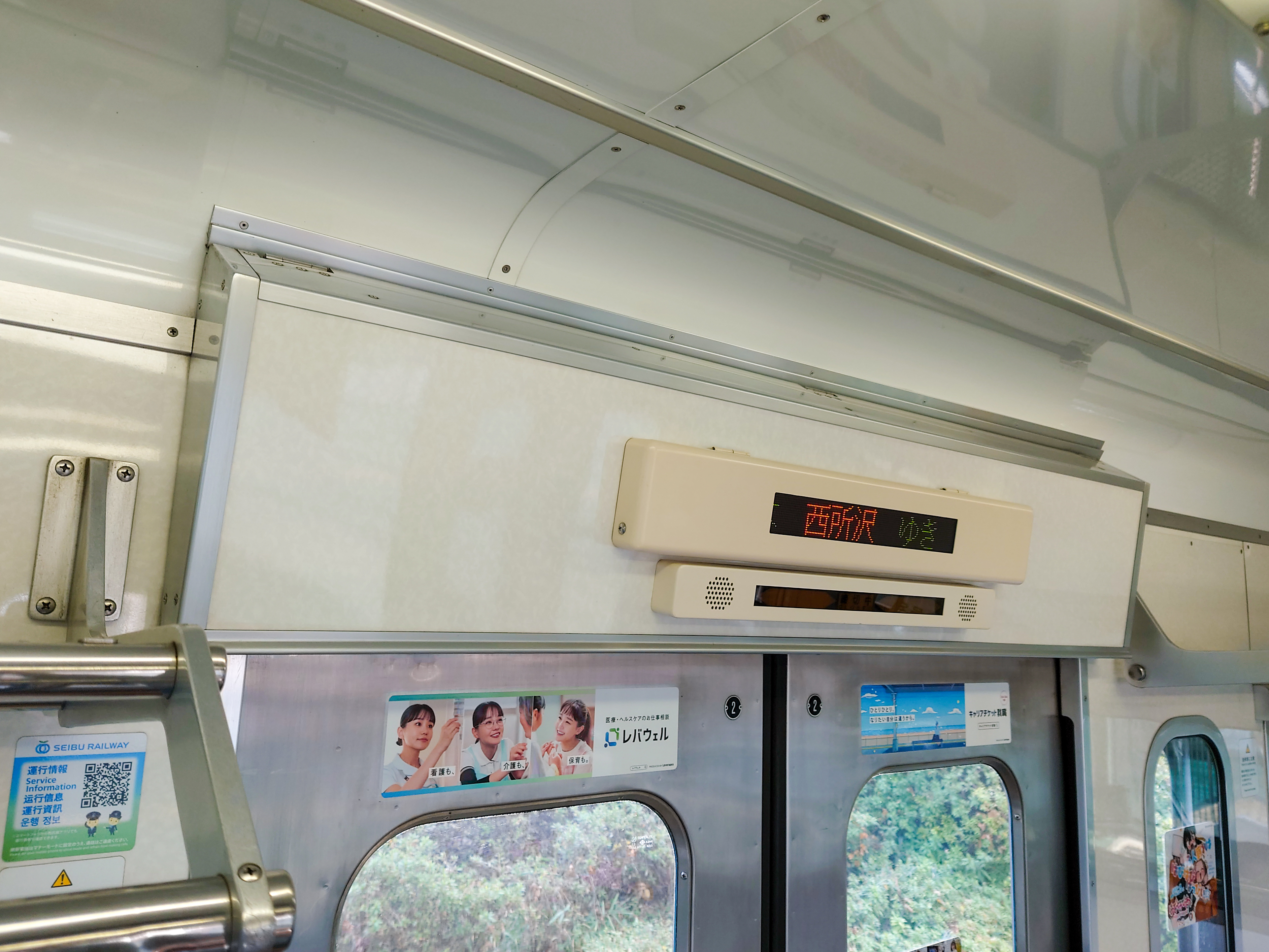
後期グループの鴨居部 （クハ1245 2024年12月）
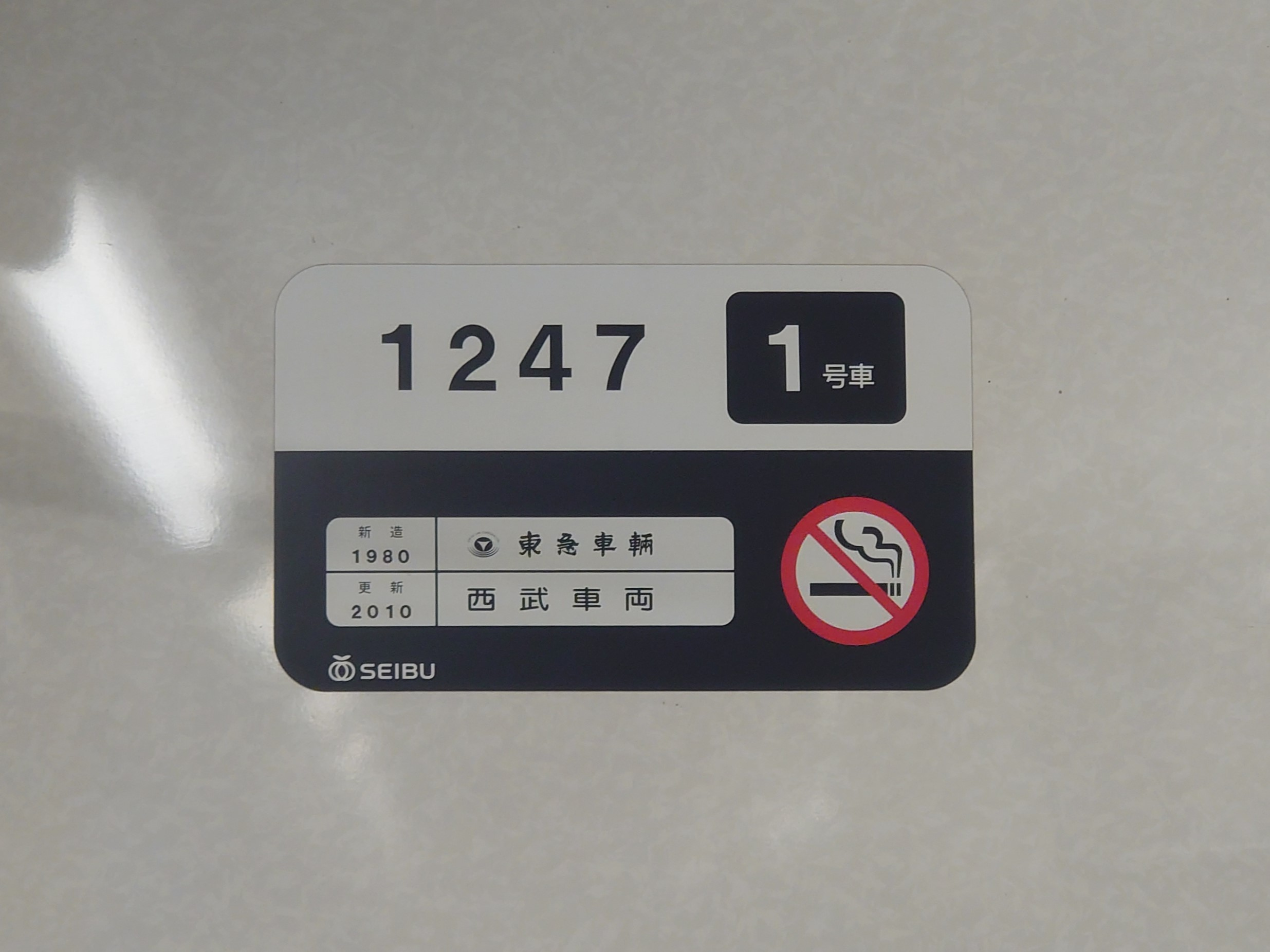
車両番号・製造・改造銘板のステッカー 「西武車両」のステッカーは247編成のみ （クハ1247 2024年3月）

#### 改造後の変化
通風器撤去
西武鉄道では2010年代前半より通風器の撤去を進めており、撤去状況は編成・車両によってまちまちなところである。101系においてはこれが特に顕著で、245・251・253・263の各編成は2度、257編成は3度、261編成に至っては5回以上に分けて実施されており、1度に全て撤去したのは10編成中4編成のみであった。
経過としては前述した241編成（2013年2月リニューアル時）のほか、2014年（平成26年）6月から他編成にも波及。以降は2015年頃まで数個ずつの局所的な撤去がじわじわ進められるとともに、全面的な撤去も行われて2016年までに大半が撤去されている。部分的な撤去は車両基地、全面的な撤去は検修場で行われる傾向にあるが、そうでないこともあった。
その後は動きがなかったものの2018年（平成30年）に249・251編成が入場に際して全撤去、これによって261編成中のクハ1261・モハ261に各1つずつを残すのみとなった。さらにその後2020年に261編成が廃車となったことで全て消滅している。
多摩川線サイクルトレイン
2021年（令和3年）より多摩川線では1号車をサイクルトレインとして運用している。7月に実証実験が開始され、10月より本実施へ移行した。1列車で8台まで利用可能で、10人掛け座席の袖仕切り部にオレンジ色の固定用ベルトを設置するとともに、直近の側窓に水色のステッカーを掲出している。なおこれらは多摩川線運用時のみの装備で、甲種輸送時には取り外される。10月の本実施以降時にはマナーが変更され、その文言のステッカーが追加された（2022年以降に新たに貼られた分より、一体のステッカーへ変更）。
CBTC実証実験
2024年（令和6年）、多摩川線での無線式列車制御 (CBTC) システム実証試験に際して必然的に本系列が試験車両として使用された。2024年2月に241編成へ対応改造が実施され、両先頭車に車上装置の設置（床下先頭台車直後）とこれに伴う速度発電機の追加、前面ガラス内への車上アンテナ設置（2つ）、運転台右奥への画面の設置準備が行われている。3月に多摩川線へ輸送され、画面の本設置が行われた。続けて5月には253編成にも同じ内容で実施され、狭山線での運用後、6月に多摩川線へ輸送。8月に画面が設置されている。
走行試験は2024年3月に開始され、深夜帯に行われている。
その他
- 2008年（平成20年）6月以降、号車表示ステッカー（車内外）、ドア番号ステッカー（車内）の追加が行われた。
- 2010年（平成22年）には、259編成の多摩川線入線にあたり直前の入場時（2010年10月出場）に甲種輸送への対応が行われた。
- 2011年（平成23年）には胴受ハリが甲種対応のタイプに統一された。263編成は同年初頭頃、261編成は夏頃、257編成は冬頃の入場時に交換している。
- 2014年（平成26年）冬頃より、車椅子スペースにおいて車椅子マークの脇にベビーカーマークステッカーが貼付されている。車外のものは車両により左右のパターンが異なる。
- 2015年（平成27年）3月以降、一部編成に車輪フランジ塗油装置の設置が行われている。最初の261編成は数日間にわたり多摩湖線全線で試運転が行われた（当時のダイヤ都合上萩山以南は深夜に実施）。
- 2015年（平成27年）10月には優先席付近の携帯電話使用マナーが変更され、側窓の優先席ステッカーが青地のものへ変更されるとともに、周辺各所の「電源OFF」表示が外された。
- 2015年（平成27年）12月の257を皮切りに、2019年6月までにかけてコーポレートマークの社名表記がローマ字の「SEIBU」から漢字の「西武鉄道」へ変更された。検査入場に際して実施されている。
- 2010年代後半に側窓・妻窓の下段が固定化され、ツマミが撤去されている。
- 2016年（平成28年）8月から1年ほどかけて、全編成に誤開扉防止装置が設置された。超音波センサでのホーム検知により扉の誤扱を防止するもので、先頭部床下にセンサーを取り付けている。これによって手歯止の受金がステップと一体のものへ変更された。また乗務員室内に黒色の機器箱が3つ追加されている。これは後に前述の車輪塗油装置とともに、4000系や9000系のワンマン車にも展開された。
- 2017年度（平成29年度）、初期グループのスクリュー式CP（RW20）は全てレシプロ式のHS20-4へ再度交換された。5月に259編成、8月に257編成、2月に261編成で実施されている。
- 2018年（平成30年）冬から約1年ほどかけて列車無線装置の2度目の更新（デジタル対応化）が行われた（257・261編成を除く）。目立つところとしては屋根上のアンテナと運転台のハンドセットが新タイプに変更、また列車情報設定器が列車無線表示器に置き換えられている。デジタル無線の運用は259編成の廃車後、2022年度に開始されている。
- 2019年（平成31年）2月、優先席ステッカーの脇にヘルプマークステッカーが貼付された。
- 2021年（令和3年）初頭頃、狭山線での運用に先立って行先表示幕などに同路線の内容と「多摩湖」が追加された。
  - 多摩湖は同年3月に西武遊園地から改称されたものであるが、同駅を含む多摩湖線での本系列の運用は、改称直前の2月に終了している。

- 2022年（令和4年）5月頃より、多摩川線運用中は非常通報装置の各通報器に番号のステッカー（是政方から① - ⑧）が、受報器の表示灯（通報のあった号車を表示する）はそれらの位置を示すステッカーがそれぞれ貼られるようになった。

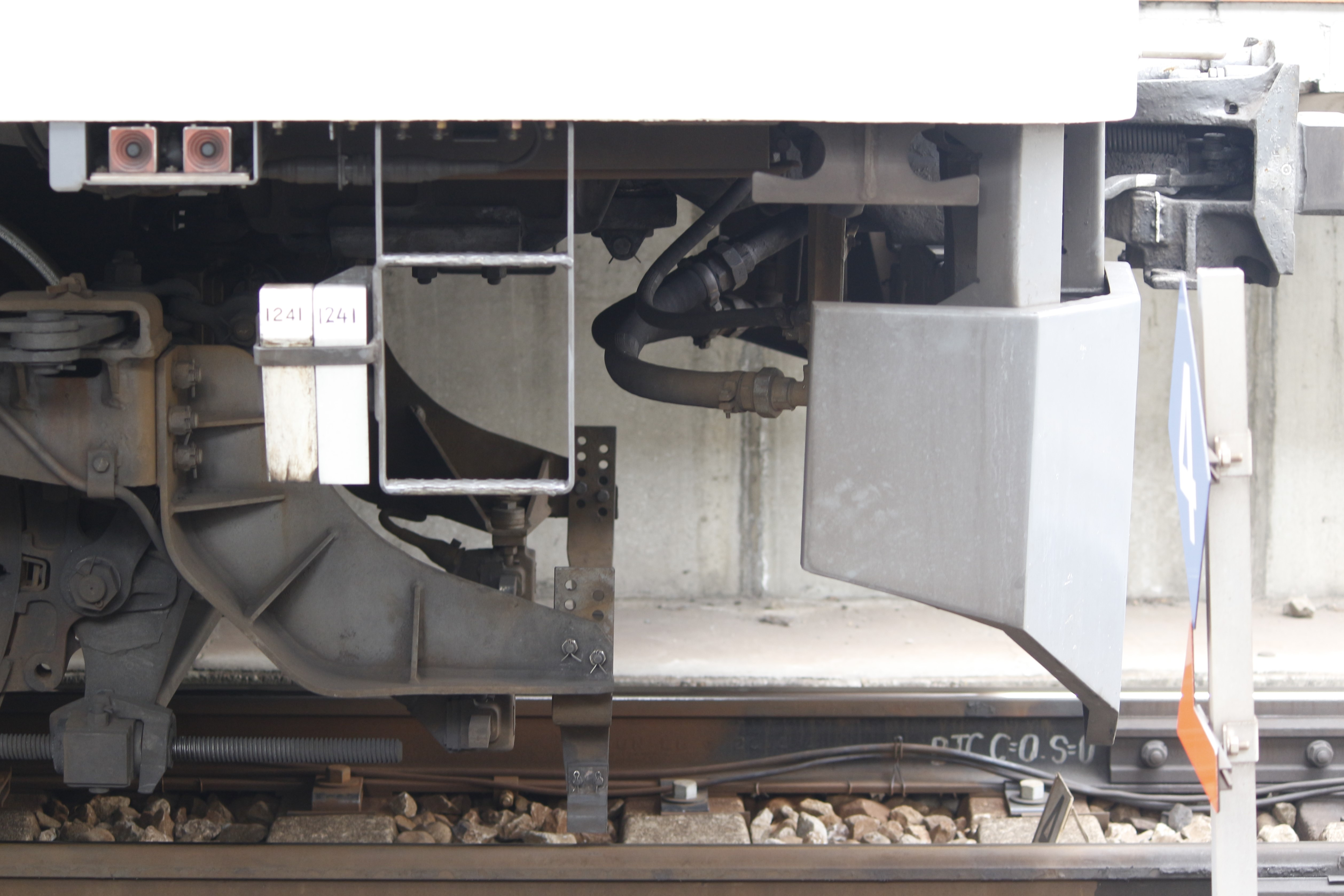
左上にあるのがホーム検知用センサー （クハ1241 2018年5月）
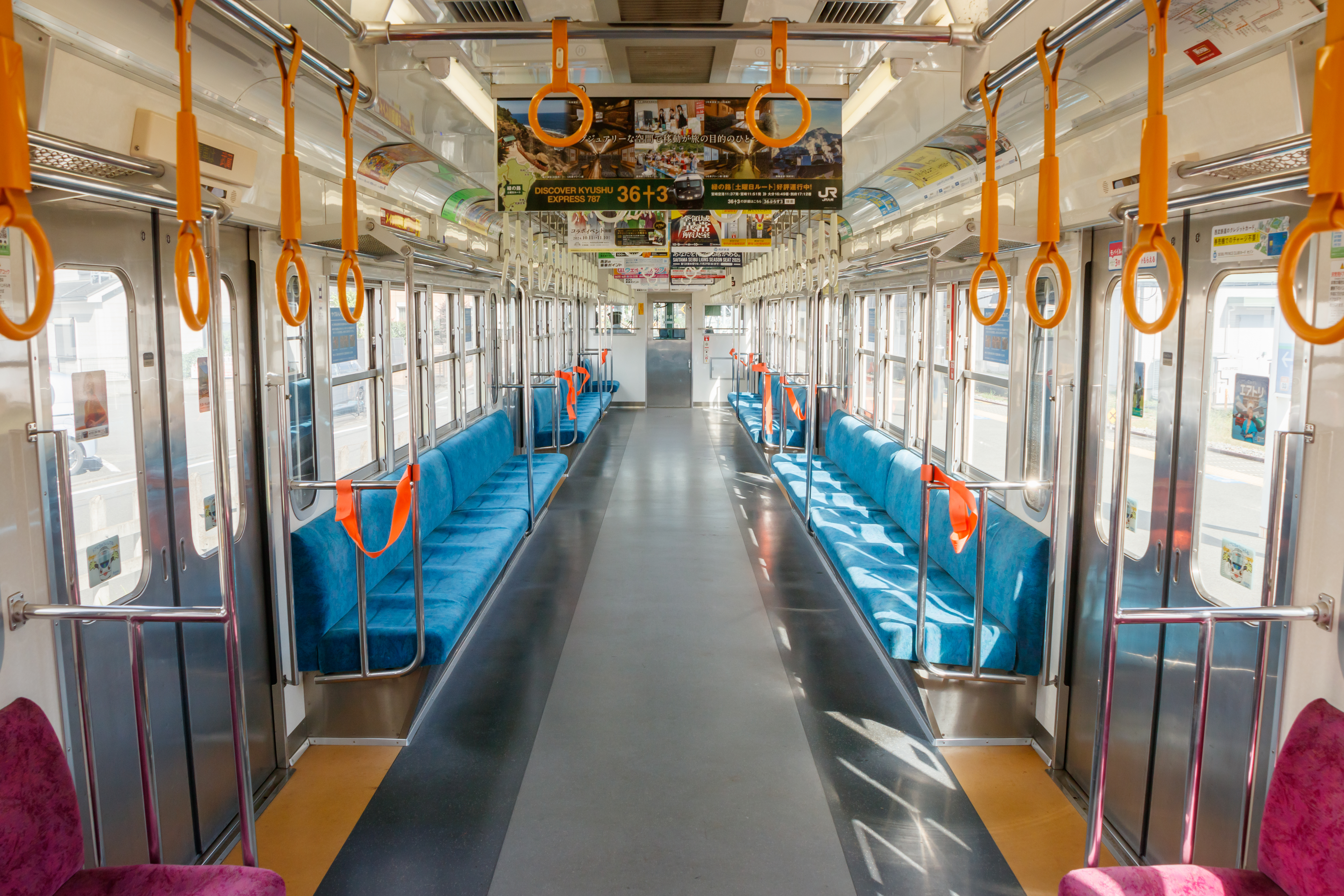
サイクルトレインの車内 （クハ1241 2024年10月）
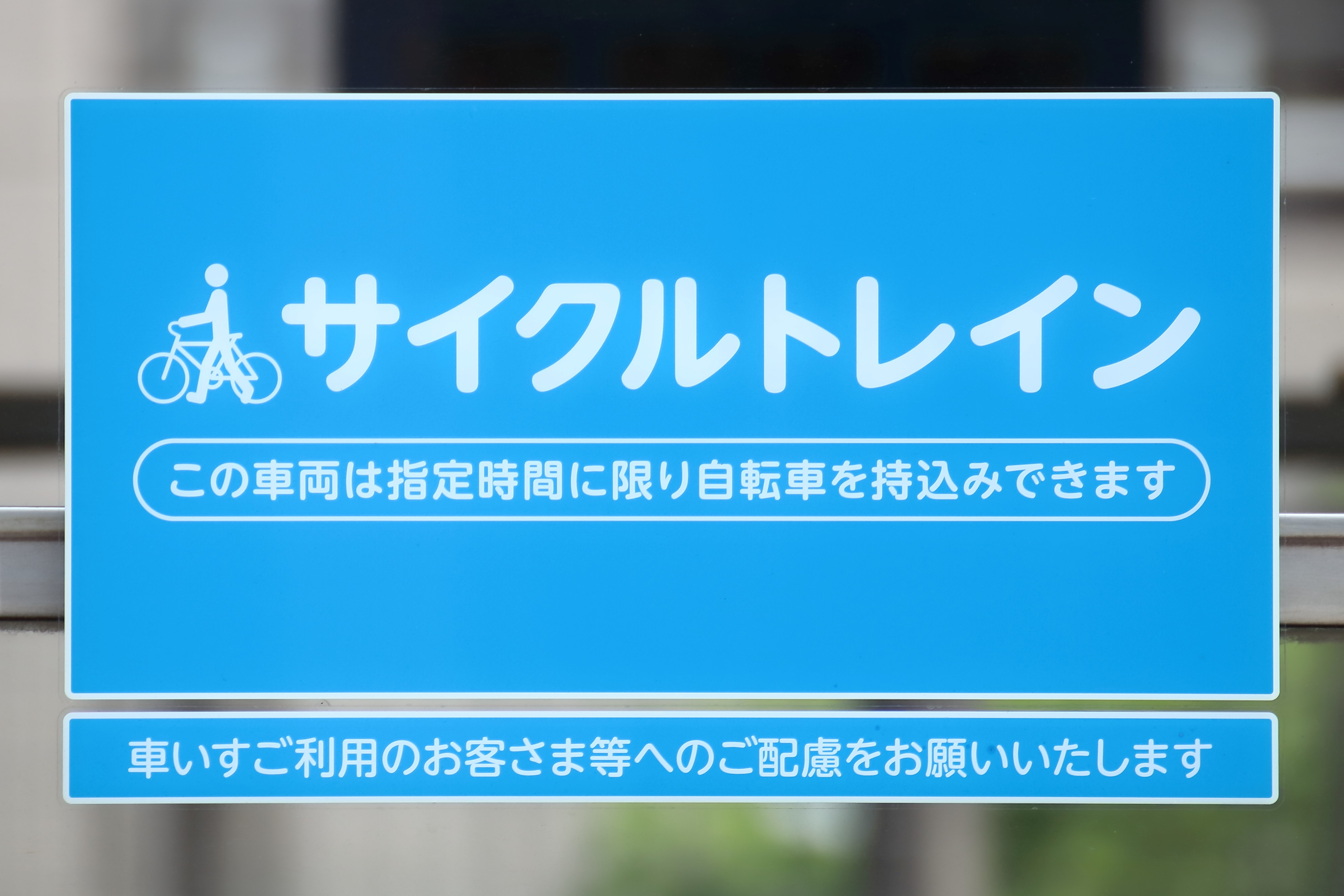
サイクルトレインの車外ステッカー （クハ1253 2022年6月）
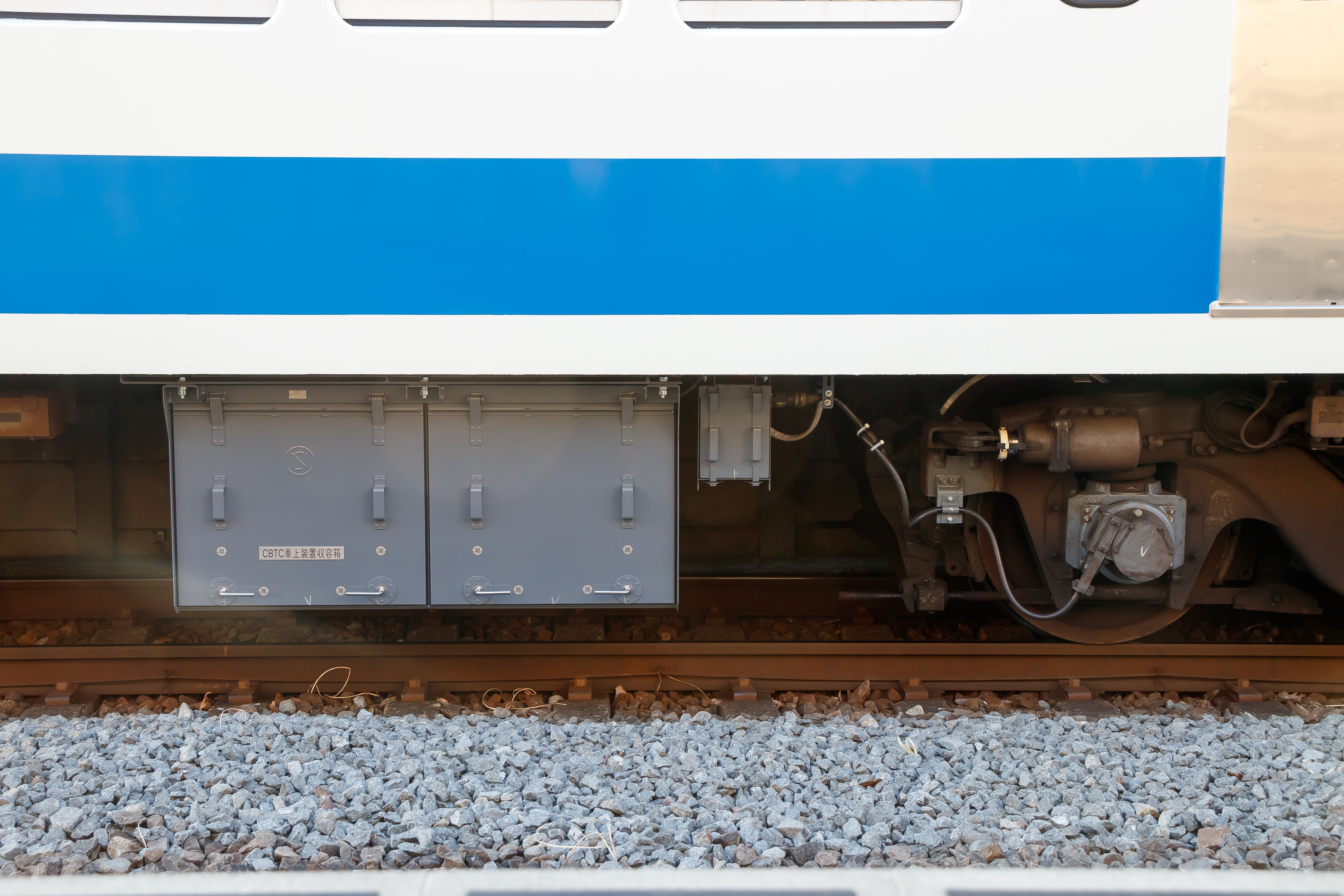
CBTC車上装置収容箱と速度発電機 （クハ1241 2024年3月）
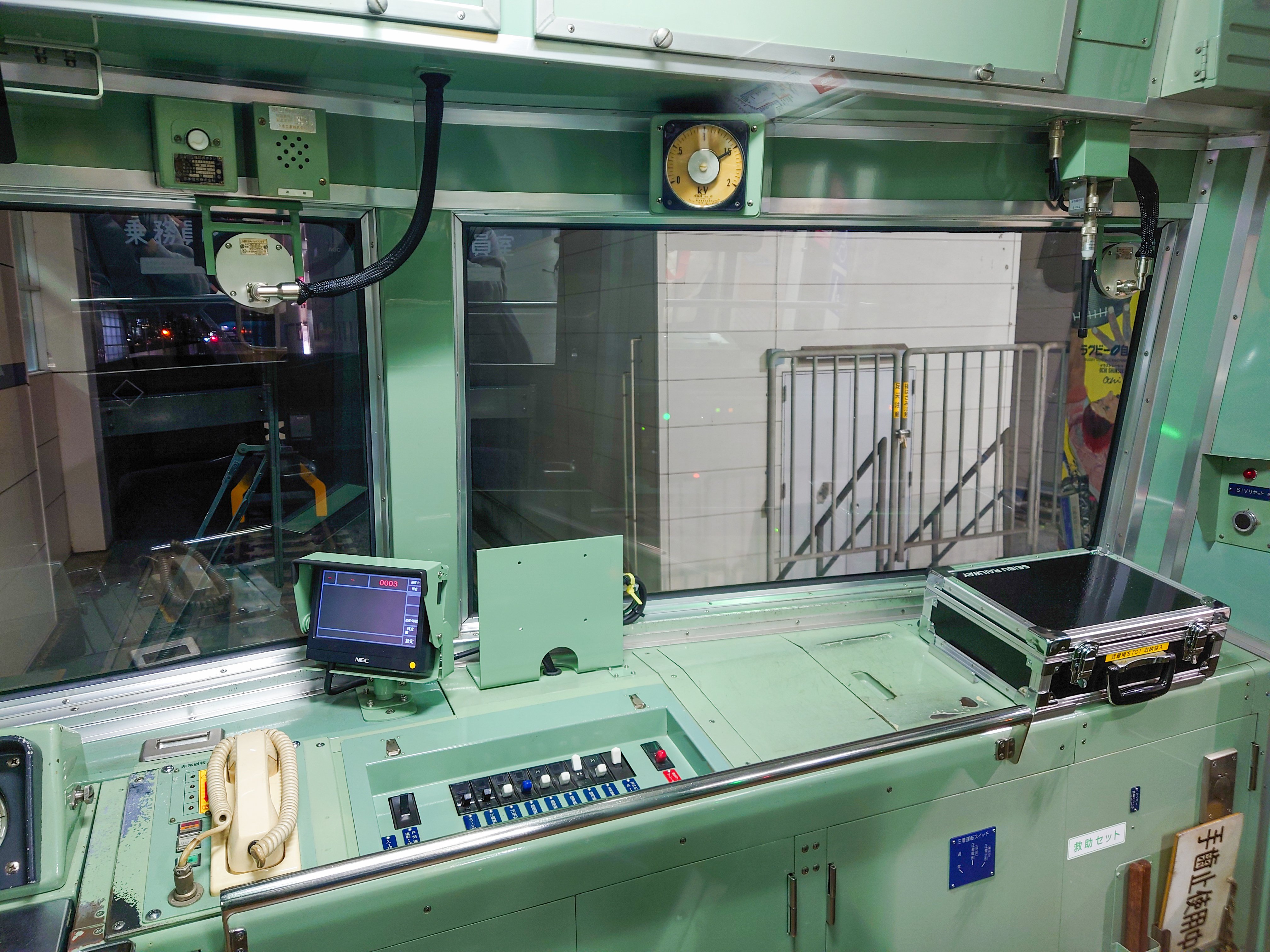
CBTC試験車両の乗務員室内 窓の右上にあるのがアンテナ （クハ1241 2024年3月）
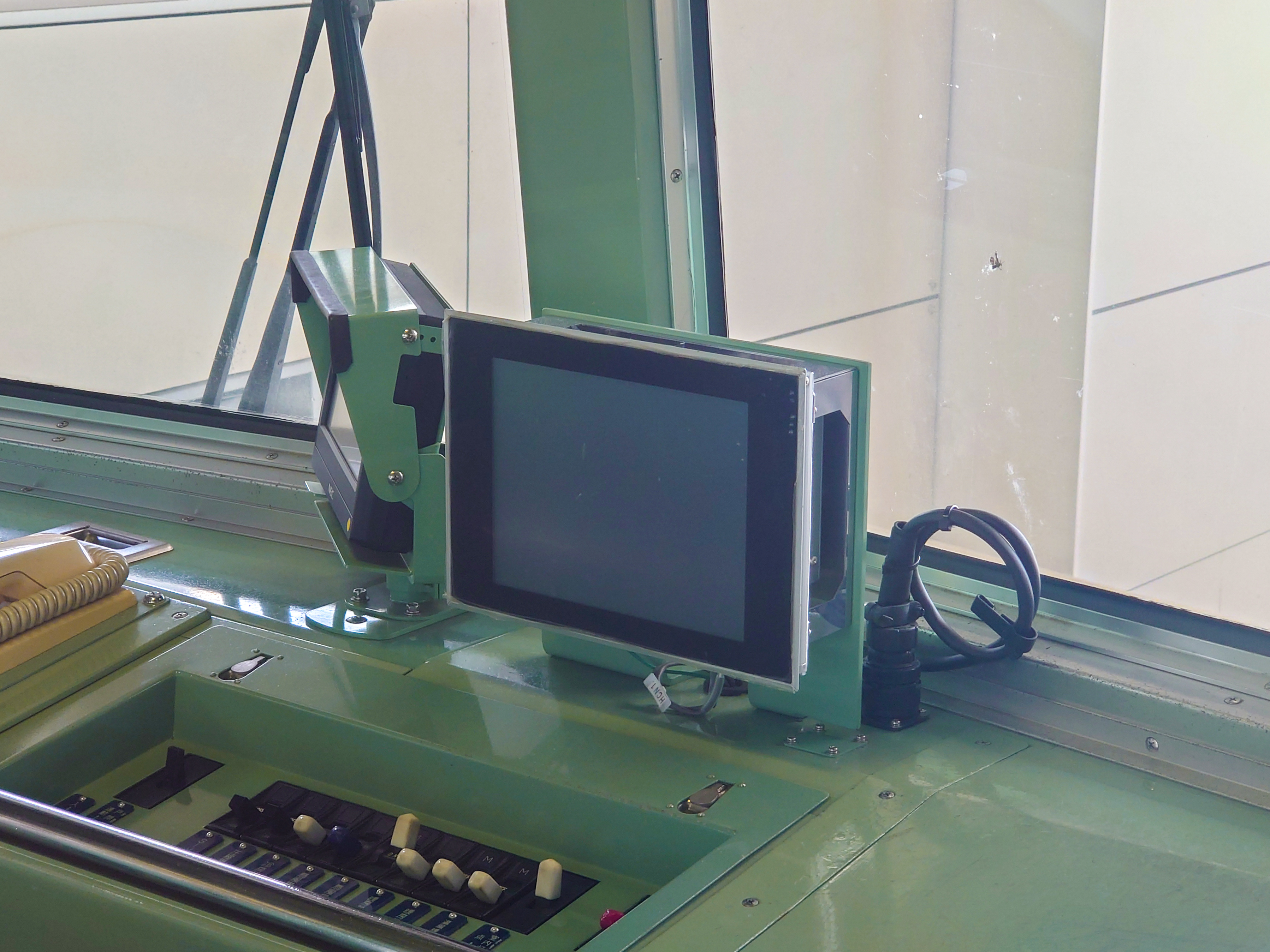
CBTC試験車両に設置された画面 （クハ1241 2024年10月）

### 塗装変更とラッピング (ワンマン車)
ワンマン車においても塗装の変更と各種特別塗装・ラッピングが行われている。車体広告としてのラッピングも複数回行われたが、ここでは割愛する。
塗装変更
2010年（平成22年）以降、ワンマン車は263編成を除いて白色が標準となった。同年以降の改造車は前述の通り改造と同時に、初期グループの3編成については同年10月に259編成、2011年12月に257編成、2013年3月に261編成がそれぞれ白一色となっている。
なお、263編成のみは引き続き黄色一色を維持しいてる。
ツートンカラー (初回)
2009年（平成21年）3月から2013年3月までの間、261編成がツートンカラーで運行していた。詳細は#塗装変更とラッピングを参照。
多摩川線 四季を彩った電車
2010年（平成22年）、多摩川線向けにワンマン化した247 - 253編成を改造と同時に白塗装とし、同路線での運行開始にあたって四季をイメージしたラッピングを行った。沿線の小学生から募集したイラストで、247編成が「春」、249編成が「夏」、251編成が「秋」、253編成が「冬」をそれぞれテーマとしている。先頭車のみのラッピングで、中間車は白一色であった。それぞれ3月22日・6月12日・9月11日・12月23日に武蔵境駅で出発式が行われている。
各編成とも多摩川線および多摩湖線で約4年間運行され、247編成は2013年（平成25年）12月、249編成は翌2014年3月、251編成は2014年6月、253編成は2014年12月に検査入場し白一色となっている。

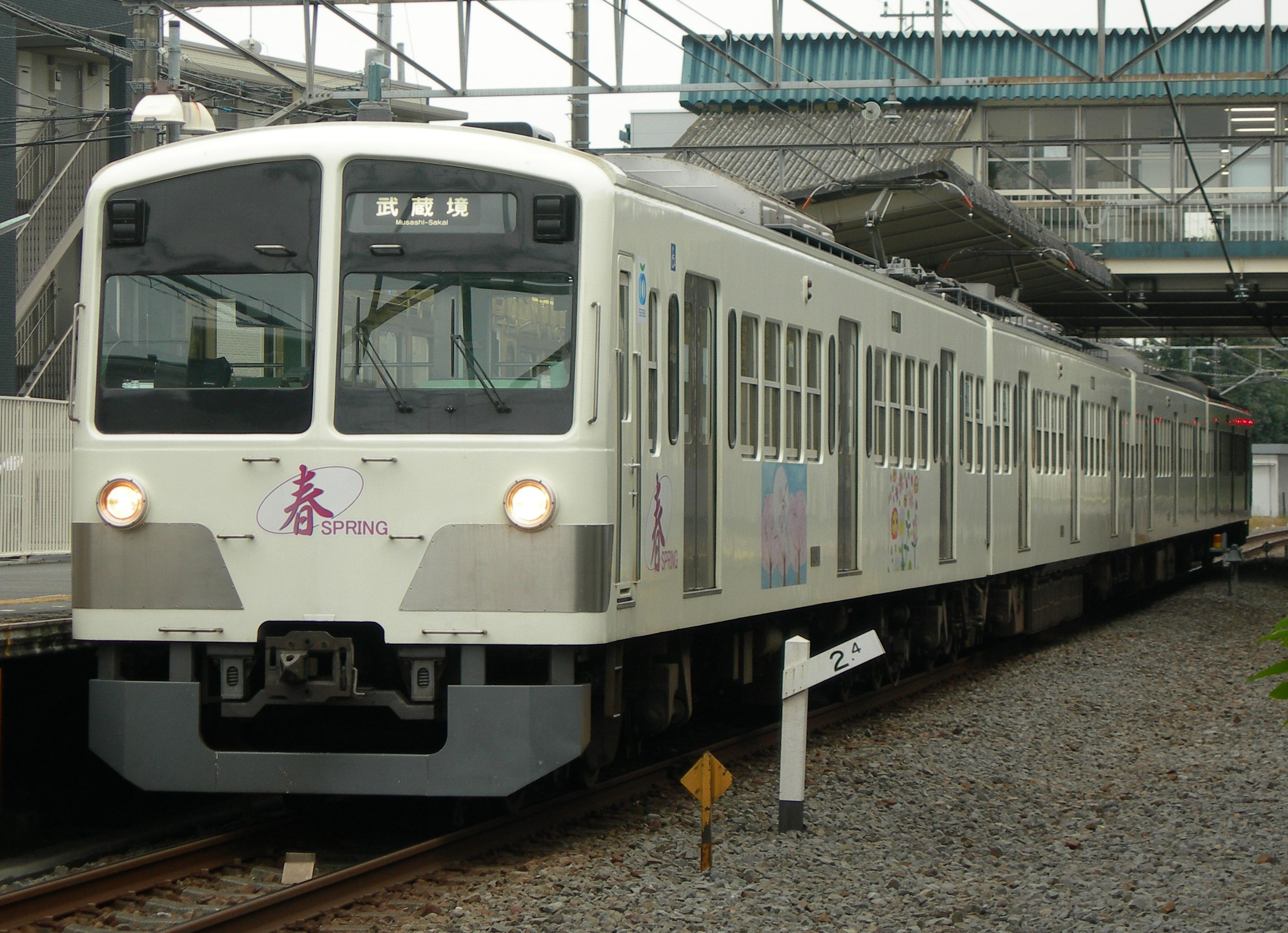
247編成 「春」号 （2010年11月17日 競艇場前）
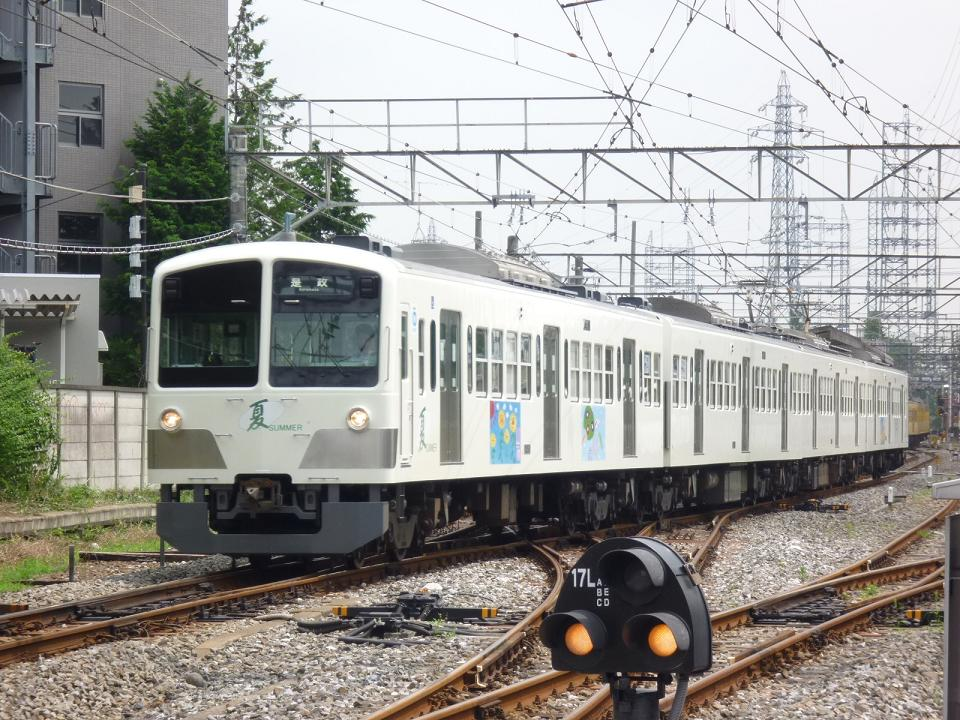
249編成「夏」号 （2010年7月2日 白糸台）
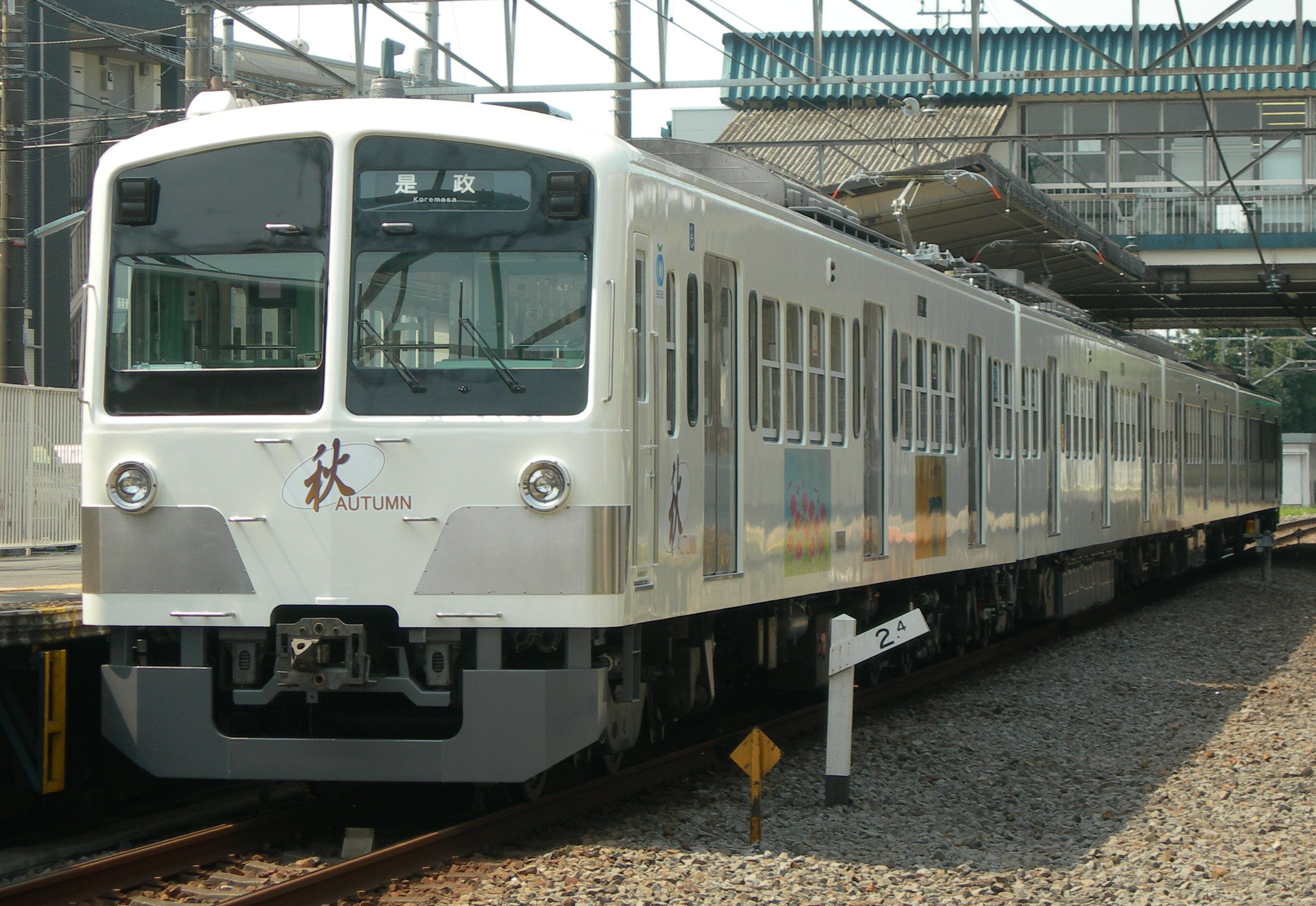
251編成 「秋」号 （2010年9月11日 競艇場前）
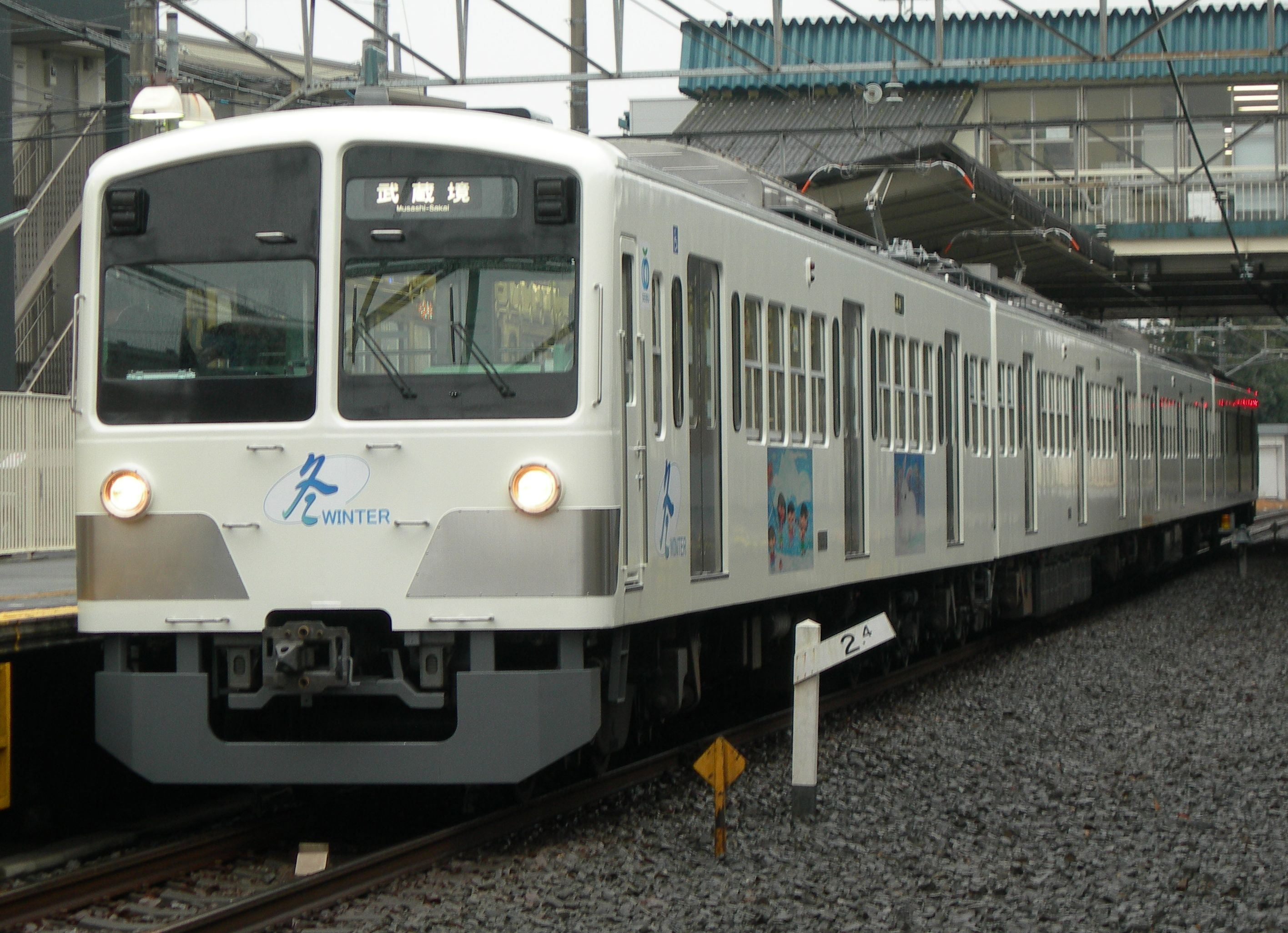
253編成 「冬」号 （2011年2月12日 競艇場前）

こだいら ぶるべー号
2015年（平成27年）10月下旬から約1か月間、小平市のPRとして259編成に同市のマスコットキャラクター「ぶるべー」などをデザインしたラッピングとヘッドマークの取付を行い、「ぶるべー号」として運行していた。このときは白色の車体ながらヘッドマークステーが黄色であった。同時期に同様のラッピングが20000系20154編成と2000系2021編成にも行われている。

#### 2017年以降のうごき
2017年（平成29年）以降、多摩川線開業100周年に関連して多数のラッピング列車が運行されており、最終的に4種類のカラーリングが全10編成中8編成に施された。結果として2020年（令和2年）2月に257編成が廃車になったことで純粋な白塗装は消滅、以降はいわゆる色物（+263編成）のみの状態となっている。
それぞれ多摩湖線（西武園線）もしくは多摩川線で運行を開始し、多摩湖線撤退後の狭山線でも引き続き運行されている（先に廃車となった261編成を除く）。
伊豆箱根鉄道創業100周年コラボレーションカラー
2017年（平成29年）9月には、伊豆箱根鉄道創立・西武多摩川線開業が共に100周年を迎えたことから、多摩川線の249編成が伊豆箱根鉄道駿豆線の1300系と同様のカラーに変更され、コラボレーションヘッドマークの掲出を行った。当初はラッピング・HMともに12月末までの予定であったが、ラッピングは延長された。249編成はHMのみ予定通り取り外されたのち、2018年1月には多摩湖線での運転を開始、その後2月26日の検査入場で後述のツートンカラーへ変更された。
しかし同編成と入れ替わりで261編成にも同様のラッピングが施されて同2018年2月25日から多摩湖線で運行を開始、さらに同年6月には241編成にもラッピングが施され同じく多摩湖線より運行を開始した。その後261編成は2020年（令和2年）11月にラッピング状態のまま廃車（一部は外装変更の上保存）となっている。
元の白塗装に青色部分（および前面柱部の黒）をラッピングで表現しており、前面の黒の範囲や妻面の色が本家と異なる。なお249編成では幕板部の帯が表記類を避けた高い位置となっていたが、261・241編成では正規化された。
赤電
2017年（平成29年）12月、247編成が赤電塗装となり多摩湖線での運行を開始した。多摩川線100周年イベントに際したアンケートの結果によるもので、多摩川線への初入線は2018年1月。
さらに同年10月には259編成、12月には253編成も赤電塗装となった。その後259編成は赤電塗装のまま、2022年（令和4年）3月に廃車となっている。
ツートンカラー (2回目)
2018年（平成30年）3月には249編成がツートンカラーとなり多摩湖線で運行を開始、4月に多摩川線へ初入線した。こちらも多摩川線100周年イベント時のアンケート結果によるものである。
さらに2019年（令和元年）6月には245編成もツートンカラーとなっている。
両編成とも前面窓周りはブラウンで、2009年のものと異なりコーポレートマークは残されている。245編成は6月1日に開催された「西武・電車フェスタ2019 in 武蔵丘車両検修場」にて、塗装途中の状態（車体全体のウォームグレーと前面窓周りのブラウンのみ）の状態で展示が行われていた。
近江鉄道100形「湖風号」カラー
2018年（平成30年）6月には、多摩川線開業100周年と近江鉄道の開業120周年を記念して251編成が近江鉄道100形電車の塗装に変更され、多摩湖線で営業運転を開始した。7月には多摩川線へ初入線している。6月1日に開催された「西武・電車フェスタ2018 in 武蔵丘車両検修場」での展示も行われた。

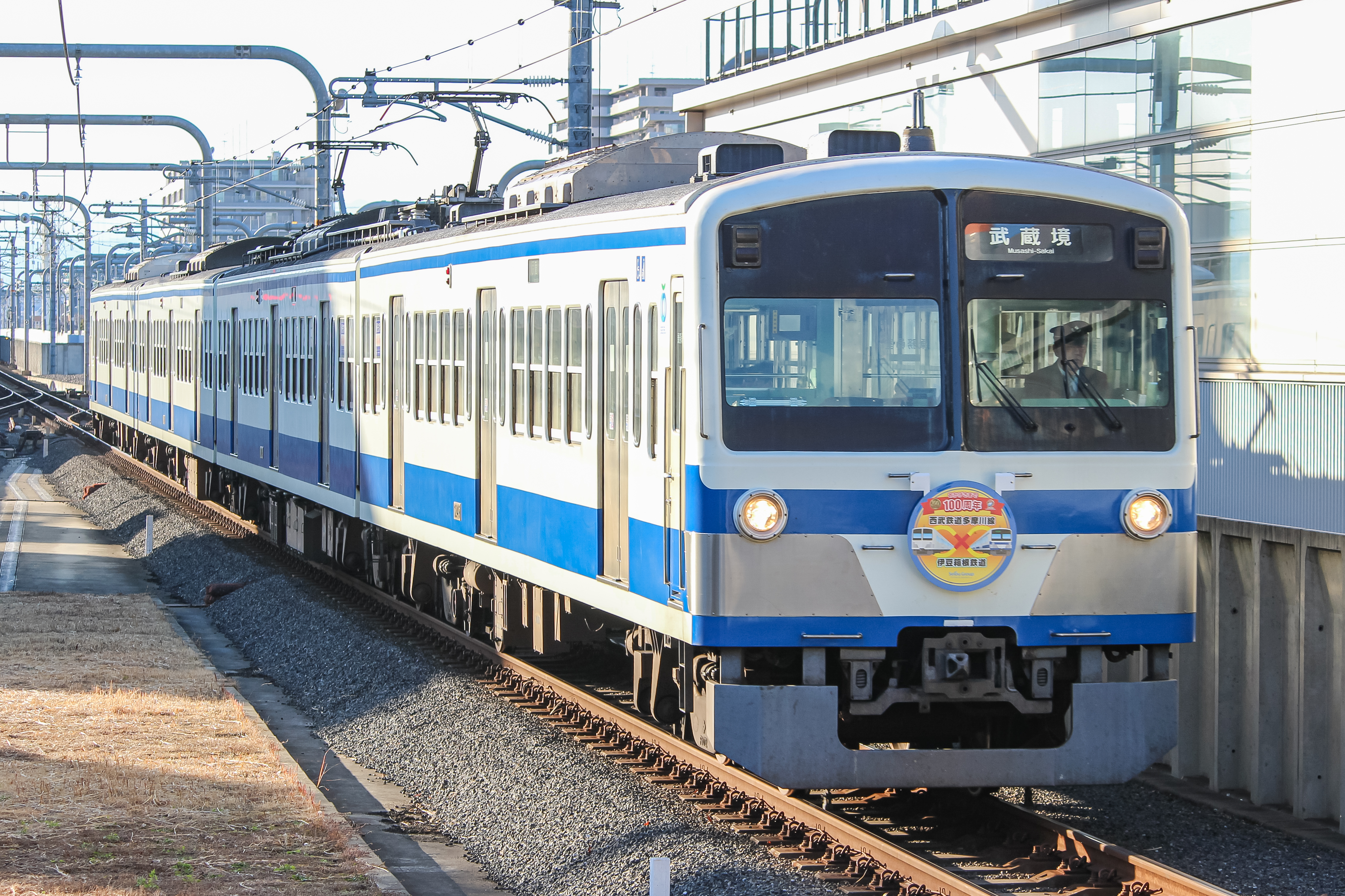
駿豆線カラーの249編成 当初はヘッドマークを取付。同編成は後にツートンカラーとなった。 （2017年12月30日 武蔵境）
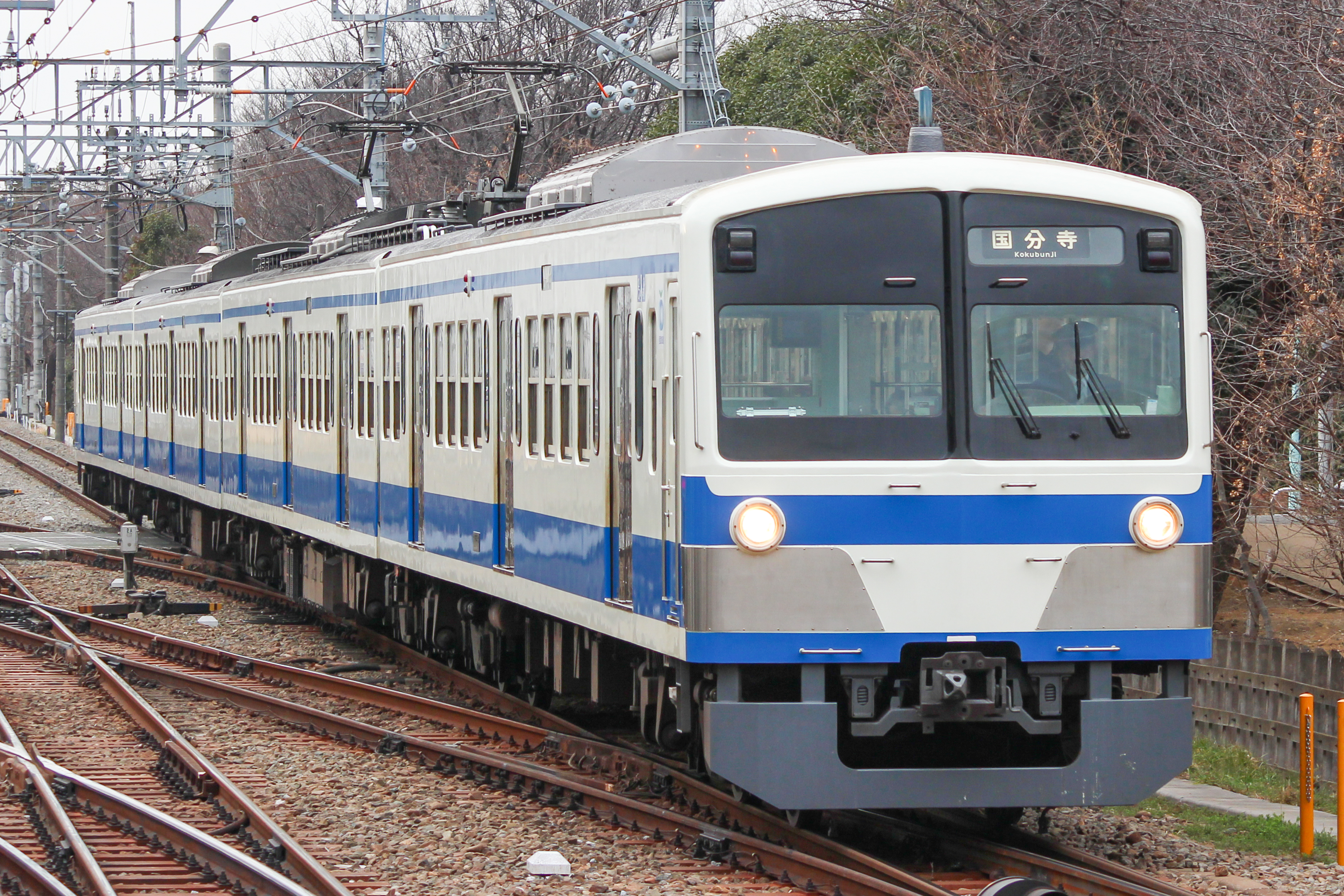
駿豆線カラーの261編成 幕板部の帯が正規の位置にある。後に241編成にも実施。 （2018年2月25日 萩山）
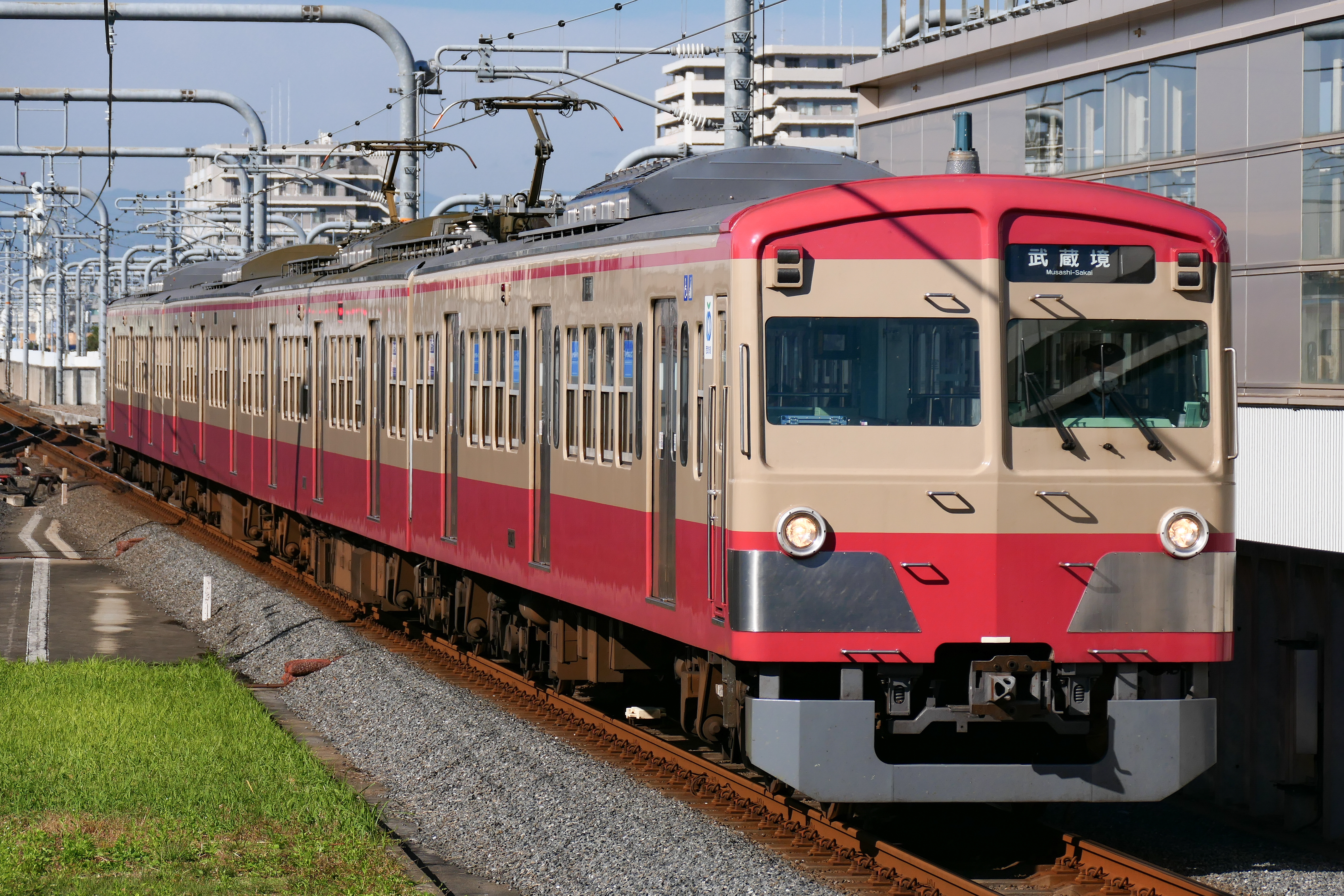
「赤電」塗装の247編成 後に259・253編成にも実施。 （2022年10月27日 武蔵境）
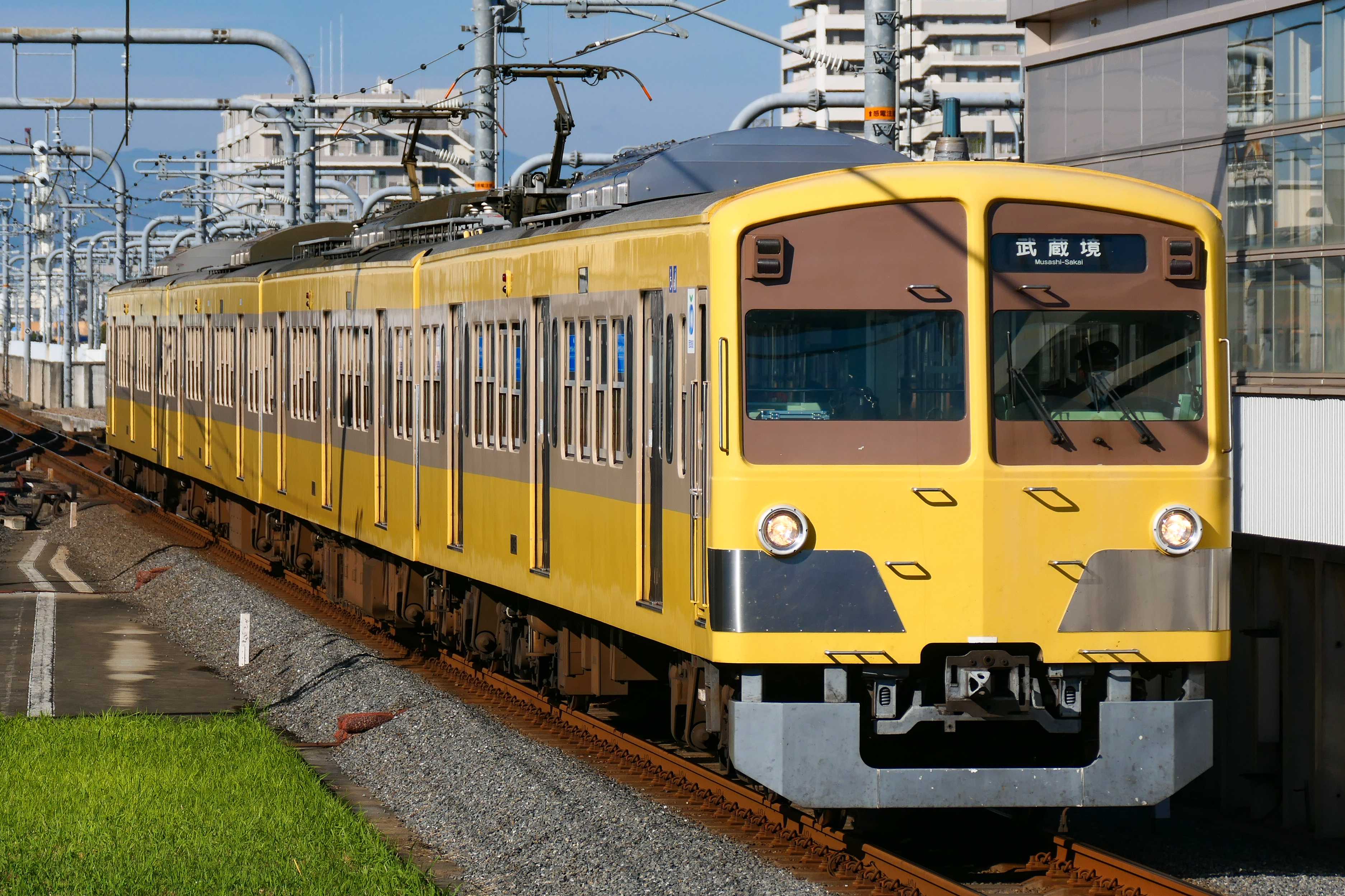
ツートンカラーの245編成 249編成にも実施されている。 （2022年10月27日 武蔵境）
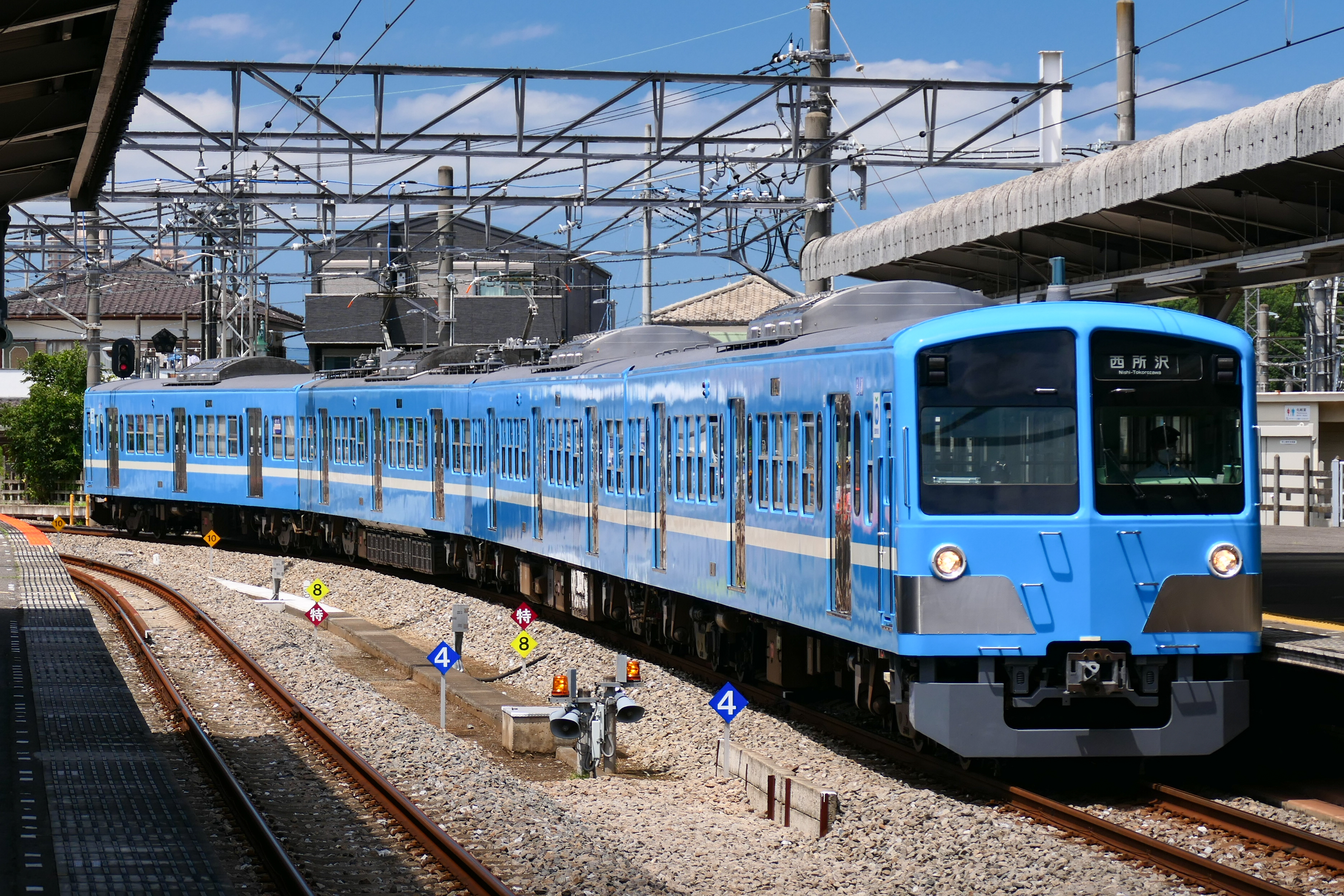
湖風号カラーの251編成 （2022年8月19日 西所沢）
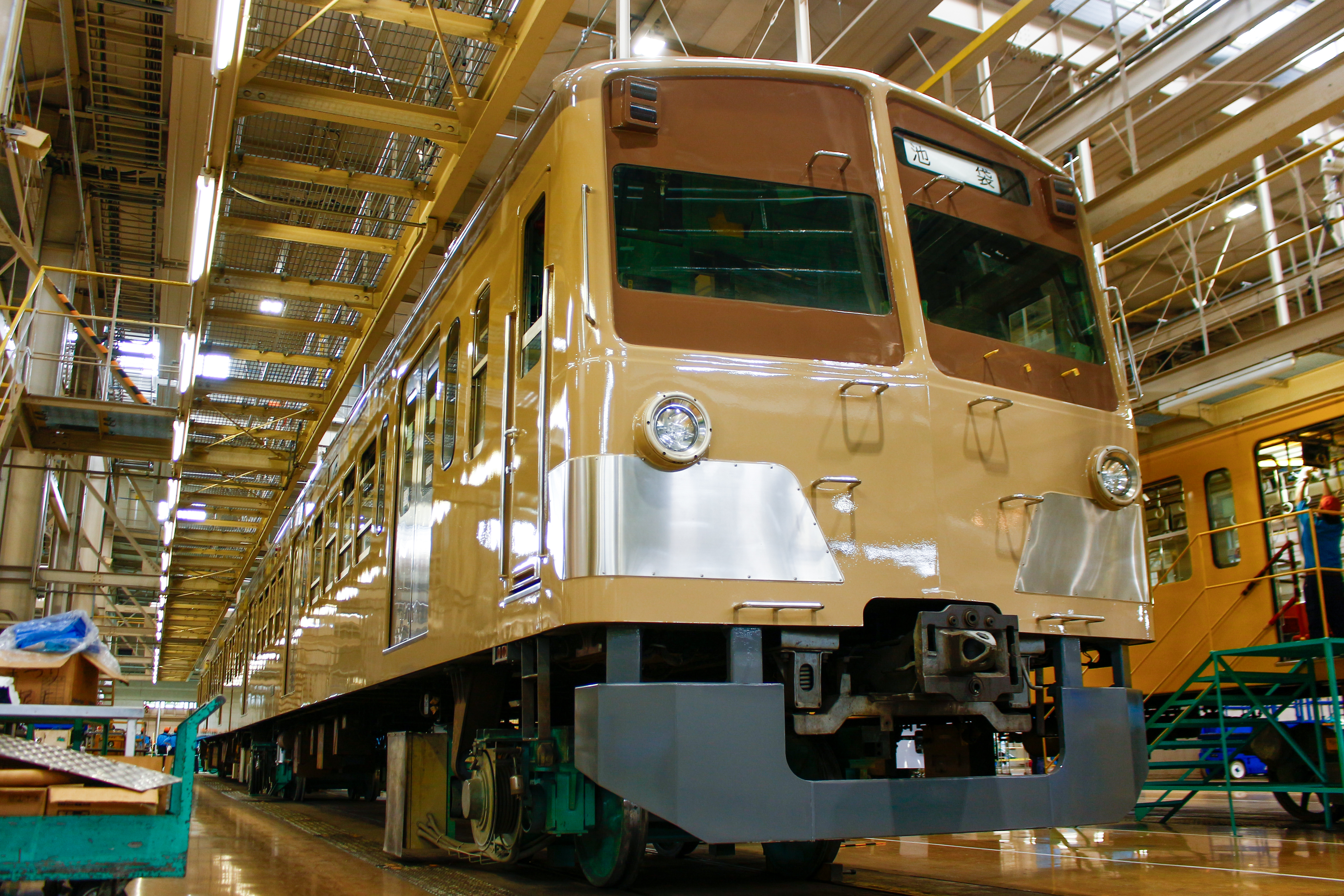
塗装変更途中の245編成 （2019年6月1日 武蔵丘車両検修場）

### 運用
西武鉄道のほぼ全線に加え、1990年代前後には一部車両において秩父鉄道への直通運転も行われた。当初は池袋線系統に多数配置されたが、1990年頃からは新宿線系統にも多数配置されるようになった。なお西武ではこのように同一形式が池袋線・新宿線に配置されると、両路線間での転属や貸出が比較的よく行われる。このため編成別の使用線区は一概には言えない。
編成は最大10両まで、旧101系（4・6両編成）を含めて2・4・6・8両編成を自在に組み合わせ様々な組成で運転された。さらに1980年代から1990年代の新宿線系においては701系列冷改車との組み合わせも見られた。
2000年代に入ると20000系・30000系による置き換えが進められ、2012年（平成24年）12月2日をもって非ワンマン車の運用は終了、2022年（令和4年）4月1日現在ではワンマン車4両編成7本の計28両が運用されている。

#### 池袋線系統

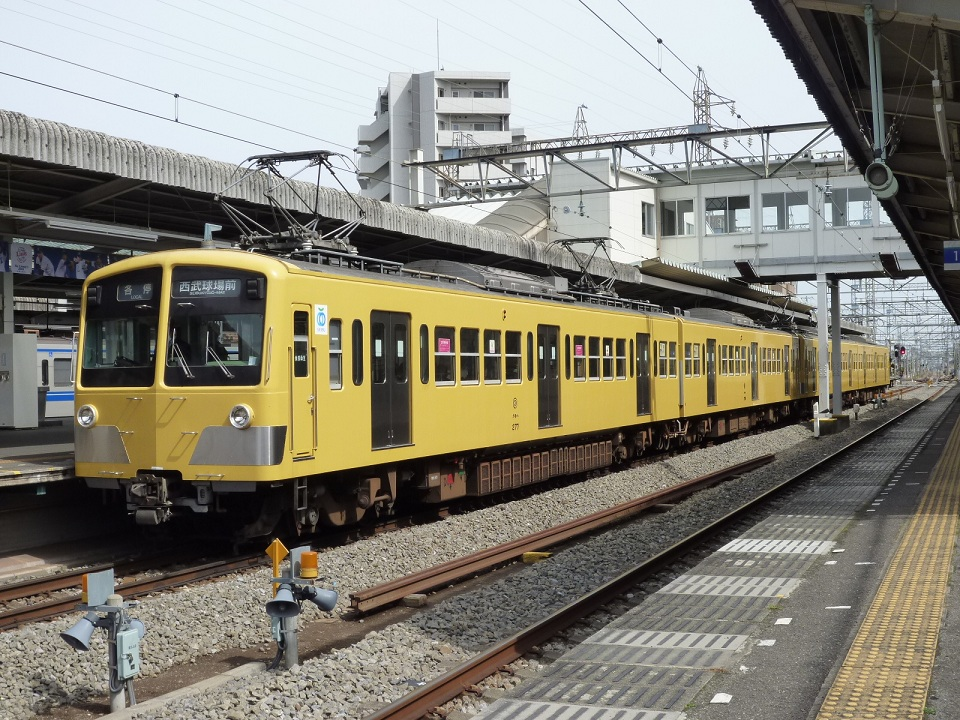
狭山線の列車に充当される277編成+275編成
（2010年4月13日 西所沢）

当初から多くの車両が配置され、様々な運用が存在した。非ワンマン車の運用は前述の通り2012年12月で終了している。ワンマン車の運用は後述する。
池袋 - 飯能間
8・10両での運転が中心で、かつては一部区間で6両での運用も存在した。
2008年（平成20年）6月14日のダイヤ改正以降は10両編成での運用が主となるが、同年末に30000系8＋2両編成が運転開始すると、新101系・301系の廃車が一気に進み、基本的に平日のみの運用となった。各駅停車の他、土休日には下記の西武秩父までの直通列車にも充当されていた。
飯能 - 西武秩父間
8両編成や4両編成のほか、かつては閑散期の平日昼間限定で2両編成での運転も存在した。2003年（平成15年）3月12日にはワンマン運転が開始され、以降はほとんど（特に短編成の列車は全て）が4000系での運行となっている。
8両編成では行楽客向けの池袋 - 西武秩父直通の快速急行などに長らく充当され、「奥武蔵」など愛称の付いたヘッドマークが掲出される場合もあった。しかしこれも2010年（平成22年）3月6日のダイヤ改正以降は4ドア車での運転となり、代走以外では見られなくなった。
以降においても多客シーズン（春の羊山公園での芝桜シーズン・秋の巾着田での曼珠沙華シーズン・秩父夜祭開催時）の臨時列車などで使用された。
秩父鉄道乗り入れ
基本の運用パターンとしては、西武線内においては4両2本を連結した8両で運転し、横瀬で分割併合を行うことで西武秩父方4両が三峰口方面へ（西武秩父で折り返し）、飯能方4両が長瀞方面へ直通する、という形になる。101系では8編成4組（227 - 241編成）が対応改造を受けており、都合上組成順序を固定（基本的にはペアも固定）していた。
直通列車としては主に池袋からの快速急行や飯能からの各駅停車があり、また秩父鉄道線内の各駅停車にも間合いで充当された。
1989年（平成元年）4月1日に4000系の乗り入れが開始され、101系は一足遅く同16日に秩父鉄道への乗り入れを開始した。この時点では8編成しかいなかった4000系を補完する形で使用されている。
- ただし4000系との明確な違いとして、3扉ロングシートである上に2両編成を連結できることから、ラッシュ時の運用にも充当可能という利点があった。結果として最後まで残った運用は平日朝ラッシュに10両で上り、折り返し直通列車になる（途中駅で飯能方2両切り離し）というものであった。

乗り入れ区間は下り方が三峰口、上り方は当初野上までであったが、1992年（平成4年）4月1日に寄居まで延長された。なお特筆的なこととして、長瀞方面の列車では行先表示に途中の長瀞を入れて「長瀞,野上・三峰口」「長瀞,野上」「長瀞,寄居・三峰口」としており（「寄居」は単独）、逆に秩父鉄道からの池袋行きでは「池袋」の下に「西武線経由」の表示を行っていた。これらは4000系も同様である。
同1992年10月には4000系が増備され、同車は全12本が出揃った。結果として1993年12月16日のダイヤ改正では定期運用が消滅し、不定期列車を残すのみとなった。さらに秩父鉄道でのATS導入もあって1994年には2編成が元の仕様に戻され、2月以降101系は6編成3組（227 - 237）の体制となっている。
その後、2001年（平成13年）12月15日のダイヤ改正で最後の不定期列車1本も消滅、2003年には完全に撤退し8月までに対応仕様も解除された。
豊島線
8両編成の各駅停車が池袋 - 豊島園間で運転されていた。このほか2008年6月14日のダイヤ改正以前は4両編成の線内運用も存在した。
狭山線
4両編成の線内列車の他、池袋 - 西武球場前間の直通列車、野球開催時や西武ドームでのコンサート開催時の臨時列車で運転される事があった。

#### 新宿線系統

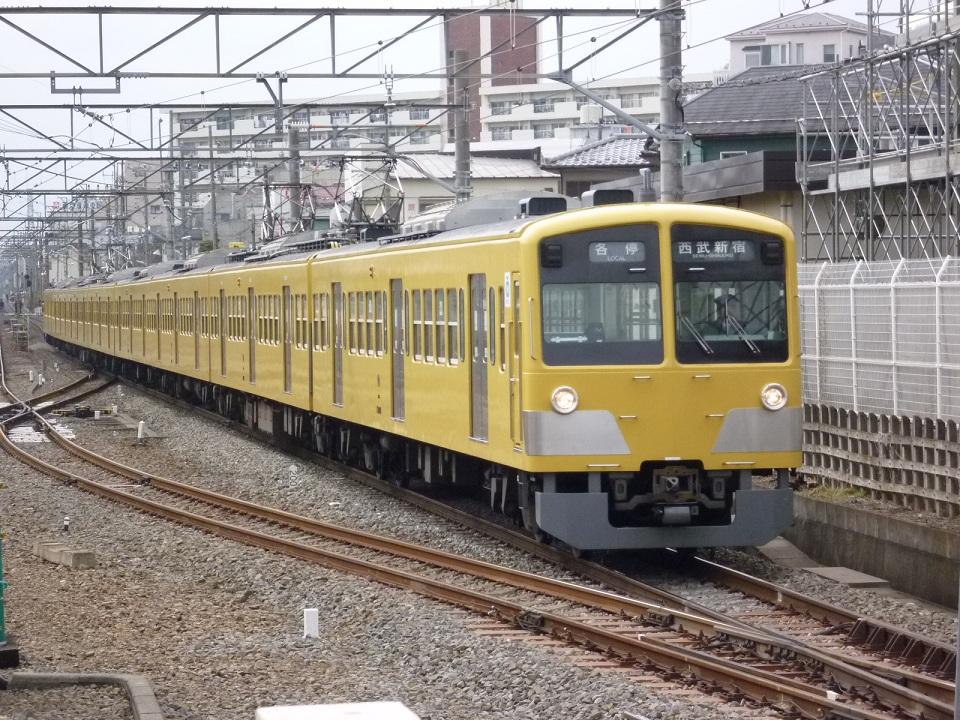
301系単独での運用
（303編成 2012年2月16日 田無）

当初は僅かにしか配置されておらず、1980年（昭和55年）3月17日のダイヤ改正直後は全て池袋線配置となった。しかし翌1981年からは前述した701系列との連結対応改造を行った編成（オリジナル車との連結は不可）が新宿線に配置されるようになり、本数の増減はありながらも次第に数を増やしていった。なお701系列引退後の1998年（平成10年）には元の仕様に戻されている。
非ワンマン車の定期運用は池袋線より一足早く、2011年（平成23年）3月5日のダイヤ改正で消滅した。ワンマン車の運用は後述する。
新宿線・拝島線
池袋線同様8・10両編成での運用で、西武園線や多摩湖線への直通列車にも充当された。
多摩湖線
萩山以南の線内運用については1996年（平成8年）に本系列で統一された。その後1998年8月21日にワンマン化されている。一方萩山以北は朝や休日の西武新宿からの直通列車や線内運用の通し運転が僅かにある程度で、その他小平折り返しの運用は主に2000系が使用されていた。
国分寺線
現在の6両編成のほか、かつては4両編成での運用も存在した。2010年（平成22年）3月6日のダイヤ改正で2+4両での運用も無くなり、4両編成の廃車とワンマン化が進んだことから、以降の運用はなくなった。
西武園線
4両での線内列車や8両での西武新宿 - 西武園間の列車で運用された。2011年（平成23年）2月にワンマン化のため入場した245編成を最後に新宿線系から4両編成が消え、同線での運用もなくなった。

#### さよならイベント
非ワンマン車の定期運用終了にあたり、直後の2012年（平成24年）12月9日には「さよなら101系・301系イベント」が開催された。西武球場前駅を第1会場、横瀬車両基地を第2会場とし、あわせて101系2両編成3本を連結した6両編成による「101系さよなら運転ツアー」も実施、また301系による快速西武球場前行きの臨時列車も池袋から運転された。
- さよなら運転ツアーは281編成+285編成+271編成の組成（271編成はツートンカラー）で運転され、種別・行先表示はそれぞれ特製の「さよなら」「101系」を掲出していた[注 115]。さらにクモハ281は黄色の電連カバーが再現されていた。
- 301系の臨時列車は309編成が使用され、発表の通り西武鉄道100年アニバーサリーのヘッドマークを取り付けていた。

西武球場前ではツアー列車の281編成（+285編成+271編成）と309編成を並べて、横瀬車両基地では旧101系保存車のクハ1224、ツートンカラーの271編成（ツアー列車から切り離し）、ツアー列車の281編成（+285編成）と3並びで、それぞれ展示が行われた。

#### ワンマン車の運用 (新101系)

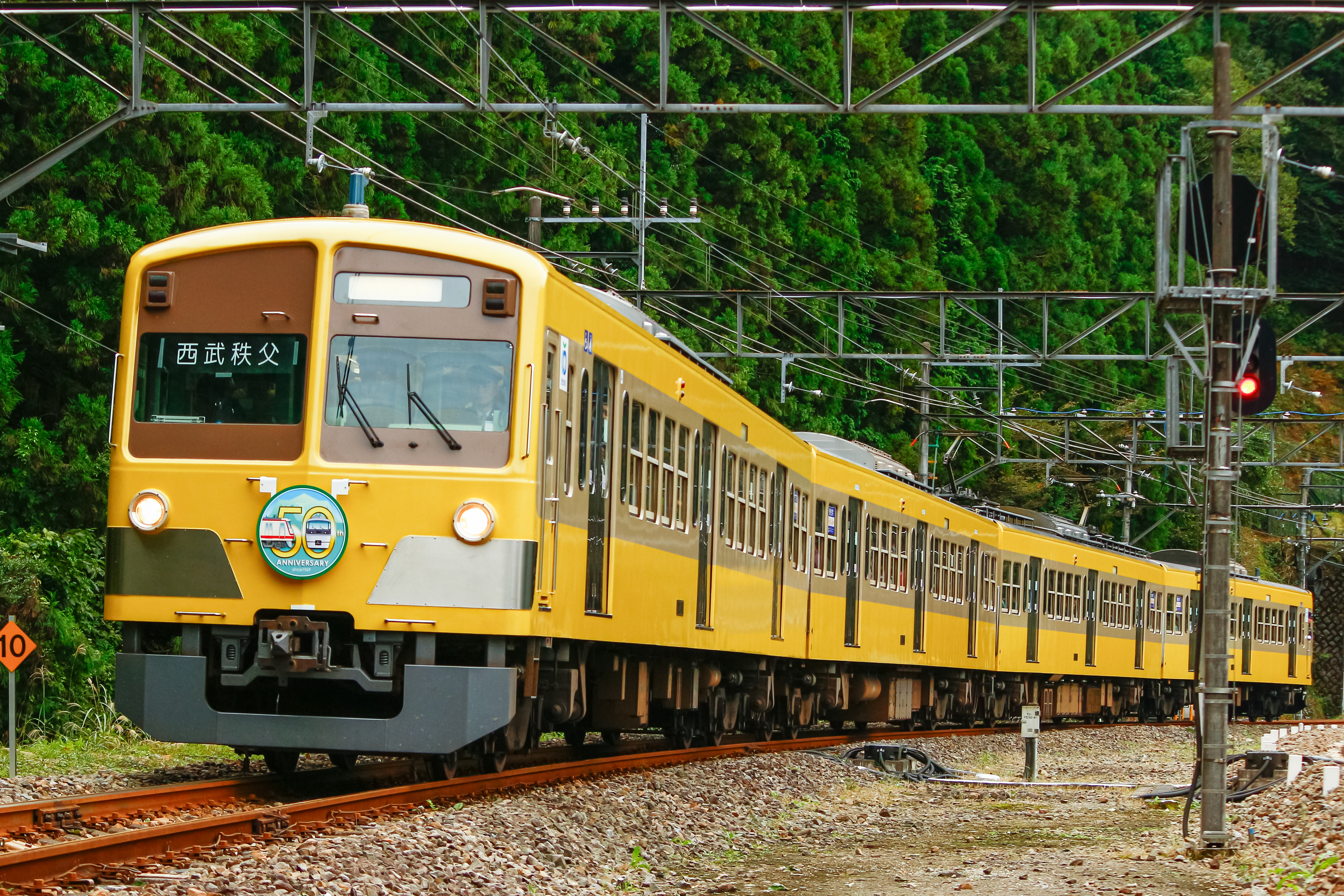
秩父線開通50周年の記念運行
（245編成 2019年10月14日 西吾野）

当初は多摩湖線でのみ使用されていたが、2010年（平成22年）には多摩川線にも範囲を広げ、次第に西武園線にも顔を出すようになった。その後2021年（令和3年）には多摩湖線・西武園線での運用を終了し、狭山線に活躍の場を移した。
多摩川線での運用にあたっては#ワンマン車の運用で述べた通り定期的に本線側とで車両の入れ替えが行われている。そしてこのとき行われる甲種輸送に際して、2010年以降は同じくワンマン車の263編成を牽引車として使用するようになった。結果として本線側においては263編成と多摩川線に行く編成（来る編成）とで2本が運用を離れることとなり、2本分の予備を要する形になっている。しかしこれは度々不足する場合があり、その際には2000系の4両編成が南入曽からの貸し出しで運用される。
狭山線
2021年（令和3年）より、小手指所属車両により運転されている。ワンマン運転はせず車掌乗務となる。なお池袋線系統での3扉車の運転は2014年（平成26年）末の3000系引退以来約6年ぶりのことであった。
狭山線の入出庫時の回送は西所沢駅の引き上げ線で折り返すものと所沢駅の6番線で折り返すものとが半々程度で存在するため、回送列車としては西所沢 - 小手指間だけでなく、所沢 - 西所沢間も走行する機会は多い。
2021年2月1日より、多摩湖線運用終了に先立って263編成が運行を開始した。翌3月には多摩川線から戻った251編成と検査を終えた241編成、4月には259編成と順次狭山線に投入され、新2000系4両編成3本を置き換えた（同車は新宿線に転属）。この時点で多摩川線にいた4編成についても、4月に253編成、7月に247編成、11月に249編成、1月に245編成が初入線している。先に257・261編成が廃車となっているため当初は4本体制、2022年（令和4年）3月に259編成が廃車となってからは3本体制で2つの運用を賄っている。
多摩川線の車両と交換を行う際にはその都度、小手指と玉川上水との間で転属が行われる。現在は3本体制のため、加えて2000系の貸出も毎度行われる。
多摩川線
2010年（平成22年）以降、玉川上水所属車両によって白糸台車両基地を拠点に運用される。
独立した路線であるが、概ね3か月に1度の甲種輸送により本線側の車両と交換を行っており、多摩川線に来た車両は1年程度で本線側へ戻る。なお、この車両の入れ替えは前述の通り2000年代に一時中断されており、再開と同時に新101系への置き換えが進められた。
基本的に後期に改造を行った6編成（241・245 - 253編成）が多摩川線に対応しており、そのうちいずれか4本が白糸台に常駐する。しかし例外もあり、これ以外にも259編成が一度だけ入線している。
旧101系ワンマン車の置換え用として2010年3月からリニューアル車が投入され、同年11月以降は全列車が新101系となった。新101系投入初期における入れ替えの状況を下表に示す（太字は初入線）。
| 入替え時期 | 多摩川線を 出た編成 | 運用中の編成 | 運用中の編成 | 運用中の編成 | 多摩川線に 来た編成 | 備考                                           |
| ---------- | ------------------- | ------------ | ------------ | ------------ | ------------------- | ---------------------------------------------- |
| 2010年3月  | 217                 | 219          | 221          | 223          | 247 (春)            | ラッピングは入線後実施（以下同じ）             |
| 2010年6月  | 219                 | 221          | 223          | 247「春」    | 249 (夏)            |                                                |
| 2010年9月  | 221                 | 223          | 247「春」    | 249「夏」    | 251 (秋)            |                                                |
| 2010年11月 | 223                 | 247「春」    | 249「夏」    | 251「秋」    | 259 (白)            | 旧101系の置換えが完了、白単色が初運用          |
| 2010年12月 | 247「春」           | 249「夏」    | 251「秋」    | 259 (白)     | 253 (冬)            | 「春」「夏」「秋」「冬」のラッピング完了       |
| 2011年7月  | 251「秋」           | 249「夏」    | 259 (白)     | 253「冬」    | 247「春」           |                                                |
| 2011年8月  | 249「夏」           | 259 (白)     | 253「冬」    | 247「春」    | 251「秋」           |                                                |
| 2011年10月 | 253「冬」           | 259 (白)     | 247「春」    | 251「秋」    | 249「夏」           |                                                |
| 2011年11月 | 259 (白)            | 247「春」    | 251「秋」    | 249「夏」    | 253「冬」           | 「春」「夏」「秋」「冬」が初めて多摩川線に揃う |
| 2012年4月  | 247「春」           | 251「秋」    | 249「夏」    | 253「冬」    | 245 (白)            |                                                |
| 2012年7月  | 251「秋」           | 249「夏」    | 253「冬」    | 245 (白)     | 247「春」           |                                                |
| 2012年11月 | 249「夏」           | 253「冬」    | 245 (白)     | 247「春」    | 251「秋」           |                                                |
| 2013年1月  | 253「冬」           | 245 (白)     | 247「春」    | 251「秋」    | 249「夏」           |                                                |
| 2013年4月  | 245 (白)            | 247「春」    | 251「秋」    | 249「夏」    | 253「冬」           |                                                |
| 2013年7月  | 247「春」           | 251「秋」    | 249「夏」    | 253「冬」    | 241 (白)            | 後期グループ全6編成が多摩川線に入線            |

以降は毎年1・4・7・10月に行われていたが、2022年（令和4年）4月の次は6月に実施され、以降は3・6・9・12月となっている。このほか2021年1月の入れ替えは降雪予報のため中断され、2月に再施行された。
多摩湖線・拝島線
2021年（令和3年）（令和3年）まで玉川上水所属車両により運転されていた。
1998年（平成10年）8月21日の国分寺 - 萩山間ワンマン運転開始以降は、9000系に置き換えられるまで線内完結列車は基本的に全て101系ワンマン車により運転されており、新101系3本に多摩川線対応の旧101系1本を加えた4本体制で3運用を賄っていた。
その後2008年（平成20年）1月に225編成が撤退してに新101系へ統一、入れ替わりで3月に263編成が投入されている。さらに2011年（平成23年）7月に245編成が投入されたことで予備2本の体制となった。そして2013年（平成25年）2月に241編成が投入、3月16日から運転系統変更とともに全区間がワンマン化され、4運用となっている。
なお改造後直接多摩川線に投入された4編成の初入線時期は247編成が2010年12月、249編成が2011年9月、251編成が2011年8月、253編成が2011年10月である。
多摩湖線関係では運用の兼ね合い（入出庫）により、小平 - 西武遊園地間や小平 - 玉川上水間といった形で拝島線での運用が設定されていた時期もあった。
2020年（令和2年）からは国分寺駅へのホームドア設置（2021年2月24日未明）のため9000系への置き換えが進められた。
2月に257編成が廃車となり、10月から9000系が投入、11月には261編成が廃車となった。翌2021年1月には甲種のため263編成と245編成が離脱、残る241・259編成も2月7日をもって一旦運行を終了した。その後、同18日から22日まで5日間限定で「ありがとう101系多摩湖線ラストランウィーク」として、赤電カラーの259編成が最後の運行を行った。
なお9000系の投入は101系の投入よりローペースで進められ、時折2000系が半ば日常的に使用されていた。
西武園線
2021年（令和3年）まで玉川上水所属車両により、多摩湖線運用の間合い的に運転されていた。ワンマン運転はせず車掌乗務となる。
2011年（平成23年）からは前述の通り予備2本の体制となり運用に余裕があったことから、12月以降稀に線内列車に充当されていた。さらに2019年（平成31年）3月16日のダイヤ改正より、同路線における入出庫の拠点が南入曽から多摩湖線と同じ玉川上水へ変更されたことで充当される機会が大幅に増えた。なお同時に同路線内での編成の向きが逆となっている。2021年2月の多摩湖線撤退後も、259編成が短期間ながら玉川上水に残され西武園線運用に使用されていたが、3月末に撤退し同編成は4月1日に小手指へ転属した。
臨時運用など
基本的に車掌乗務・自動放送なしで運転されている。
- 新宿線系統でダイヤ乱れが発生した際、西武園線運用の新101系ワンマン車が急遽国分寺線で使用されることもあった。
- 2014年（平成26年）12月20日には3000系3011編成（『銀河鉄道999』デザイン電車）の引退イベント開催にあわせ、1日限りで253編成が狭山線内の定期列車に充当された。同日は西武球場前駅での展示も行われている。この時点では狭山線の行先表示はなく、白幕での運用となった。池袋線系統での101系の営業運転は2012年の非ワンマン車引退後初であり、またワンマン車の狭山線運用も初のことであった。
- 2016年（平成28年）3月24日には武蔵丘 - 西武秩父間で261編成による試運転が行われた。
- 2019年（令和元年）10月14日には西武秩父線開通50周年を記念して、ツートンカラーの245編成が飯能 - 西武秩父間の定期列車（2往復）に充当された。特製ヘッドマークを装着し、行先表示を前面窓に貼り付けて白幕で運転された。3日間の運行予定であったが、台風19号の影響により12日朝から13日昼過ぎにかけて路線自体が運転を見合わせており、この2日の分は中止される形となた。
- 2022年（令和4年）と2024年（令和6年）の6月、西武電車フェスタ開催に伴う飯能 - 高麗間の臨時列車に使用された。2022年は湖風号カラーの251編成、2024年は263編成が使用され、ともに臨時幕で運転されている。

その他
2016年（平成28年）8月22日、台風の影響により西武遊園地駅 - 武蔵大和駅間で土砂崩れが生じ、261編成が脱線した（日本の鉄道事故 (2000年以降)#西武多摩湖線脱線事故）。
同編成は8月28日に保線用モーターカー（3重連）の牽引により回田信号場まで移動、同日深夜に引き続き萩山まで牽引された後、折り返し263編成の牽引で玉川上水へ向かった。
その後9月末に誤開扉防止装置取付後の試運転が行われ、10月頭に武蔵丘車両検修場へ入場。これらはクハ1262のスカートが取り外された状態で運転されている。そして半年ほど前倒す形で全般検査を実施、同月末より運用に復帰した。

### 編成表

#### 未更新車
新101系2両編成
|          | ← 飯能・西武球場前池袋・西武秩父 → ← 西武新宿・国分寺本川越・拝島・西武園 → |                  |
| 形式     | クモハ101 (Mc1)                                                             | クモハ101 (Mc2)  |
| 搭載機器 | CONT                                                                        | MG, CP, BT       |
| 車両番号 | 269 （奇数） 295                                                            | 270 （偶数） 296 |

新101系4両編成
|          | ← 飯能・豊島園・西武球場前池袋・西武秩父 → ← 西武新宿 ・国分寺本川越・拝島・西武遊園地・西武園 → |                  |                  |                    |
| 形式     | クハ1101 (Tc1)                                                                                   | モハ101 (M1)     | モハ101 (M2)     | クハ1101 (Tc2)     |
| 搭載機器 |                                                                                                  | CONT             | MG, CP, BT       |                    |
| 車両番号 | 1227 （奇数） 1261                                                                               | 227 （奇数） 261 | 228 （偶数） 262 | 1228 （奇数） 1262 |

新101系秩父鉄道対応車
|          | ← 飯能・豊島園・西武球場前池袋・西武秩父 → ← 三峰口長瀞 → ← 西武新宿本川越・拝島・西武遊園地・西武園 → |              |              |                |                |              |              |                |                                         |
| 号車     | 1 | 2            | 3            | 4              | 5              | 6            | 7            | 8              | 備考                                    |
| 形式     | クハ1101 (Tc1)                                                                                         | モハ101 (M1) | モハ101 (M2) | クハ1101 (Tc2) | クハ1101 (Tc1) | モハ101 (M1) | モハ101 (M2) | クハ1101 (Tc2) | 備考                                    |
| 搭載機器 | | CONT         | MG, CP, BT   |                |                | CONT         | MG, CP, BT   |                | 備考                                    |
| 車両番号 | 1227 1231 1235                                                                                         | 227 231 235  | 228 232 236  | 1228 1232 1236 | 1229 1233 1237 | 229 233 237  | 230 234 238  | 1230 1234 1238 | 2003年に仕様解除 以後もペアの固定は継続 |
| 車両番号 | 1239                                                                                                   | 239          | 240          | 1240           | 1241           | 241          | 242          | 1242           | 1994年に仕様解除                        |

301系8両編成
|          | ← 飯能・豊島園・西武球場前池袋・西武秩父 → ← 西武新宿本川越・拝島・西武遊園地・西武園 → |                  |                  |                        |                         |                      |                       |                    |                                                             |
| 形式     | クハ1301 (Tc1)                                                                          | モハ301 (M1)     | モハ301 (M2)     | サハ1301 (T1)          | サハ1301 (T2)           | モハ301 (M3)         | モハ301 (M4)          | クハ1301 (Tc2)     | 備考                                                        |
| 搭載機器 |                                                                                         | CONT             | MG, CP, BT       |                        |                         | CONT                 | MG, CP, BT            |                    | 備考                                                        |
| 車両番号 | 1301 （奇数） 1309                                                                      | 301 （奇数） 309 | 302 （偶数） 310 | 1301-1 （奇数） 1301-9 | 1301-2 （偶数） 1301-10 | 301-1 （奇数） 301-9 | 301-2 （偶数） 301-10 | 1302 （偶数） 1310 | 当初はハイフン車なしの4両編成（309編成落成直後に順次8両化） |
| 車両番号 | 1311 1313                                                                               | 311 313          | 312 314          | 1301-11 1301-13        | 1301-12 1301-14         | 301-11 301-13        | 301-12 301-14         | 1312 1314          | 8両同時に竣工                                               |

#### 更新車
新101系更新車4両編成
|               | ← 西武球場前（飯能）（池袋）西所沢(狭山線) → ← 武蔵境是政 → ← （国分寺(多摩湖線)・西武園）（多摩湖・東村山(西武園線)） → |                      |                      |                         |                                                                                          |
| 号車          | 1 | 2                    | 3                    | 4                       | 備考                                                                                     |
| 形式          | クハ1101 (Tc1) | モハ101 (M1)         | モハ101 (M2)         | クハ1101 (Tc2)          | 備考                                                                                     |
| 搭載機器      | | CONT                 | SIV, CP, BT          |                         | 備考                                                                                     |
| 定員 （座席） | 140 (52) | 150 (60)             | 150 (60)             | 140 (52)                | 備考                                                                                     |
| 車両番号      | 1241 1245 （奇数） 1253                                                                                                  | 241 245 （奇数） 253 | 242 246 （偶数） 254 | 1242 1246 （奇数） 1254 | 多摩川線対応 ワンマン化と同時にリニューアル                                              |
| 車両番号      | 1257 （奇数） 1261 | 257 （奇数） 261     | 258 （偶数） 262     | 1258 （奇数） 1262      | ワンマン化後にリニューアル 259編成のみ多摩川線入線歴あり 259編成以外は狭山線運用前に廃車 |

新101系263編成
|                     | ← 西武球場前（飯能）（池袋）西所沢(狭山線) → ← （国分寺(多摩湖線)・西武園）（多摩湖・東村山(西武園線)） → |              |              |                 |                                                   |
| 号車                | 1 | 2            | 3            | 4               | 備考                                              |
| 形式                | クモハ101 (Mc1)                                                                                           | モハ101 (M2) | モハ101 (M3) | クモハ101 (Mc4) | 備考                                              |
| 搭載機器            | CONT | SIV, CP, BT  | CONT         |                 | 備考                                              |
| 自重                | 41.5 t | 39.4 t       | 40.9 t       | 37.5 t          | 備考                                              |
| 定員 （座席）       | 140 (52)                                                                                                  | 150 (60)     | 150 (60)     | 140 (52)        | 備考                                              |
| 車両番号 （旧車号） | 263 (279)                                                                                                 | 264 (256)    | 265 (255)    | 266 (280)       | 編成替えにより誕生 同時にワンマン化、リニューアル |

凡例
- CONT：主制御器
- MG：電動発電機
- SIV：静止形インバータ
- CP：空気圧縮機
- BT：蓄電池

#### 編成ごとの形態 (ワンマン車)
| 編成    | 塗色       | 過去の塗色・ラッピング                                | 製造所 | 更新年月 | 車輪塗油 | 廃車    | 備考                                |
| ------- | ---------- | ----------------------------------------------------- | ------ | -------- | -------- | ------- | ----------------------------------- |
| 241編成 | 伊豆箱根   | 白(～2018.06)                                         | 東急   | 2013.02  | —        |         | CBTC試験車両 (2024.02)              |
| 245編成 | ツートン   | 白(～2019.06)                                         | 東急   | 2011.07  | 2019.06  |         |                                     |
| 247編成 | 赤電       | 「春」(～2013.12)・白(～2017.12)                      | 東急   | 2010.02  | —        |         |                                     |
| 249編成 | ツートン   | 「夏」(～2014.03)・白(～2017.09)・伊豆箱根(～2018.03) | 東急   | 2010.05  | 2020.10  |         |                                     |
| 251編成 | 湖風号     | 「秋」(～2014.06)・白(～2018.06)                      | 東急   | 2010.08  | 2019.11  |         |                                     |
| 253編成 | 赤電       | 「冬」(～2014.12)・白(～2018.12)                      | 東急   | 2010.11* | —        |         | CBTC試験車両 (2024.05) 床面配色違い |
| 257編成 | (白)       | 黄色(～2011.12)                                       | 所工   | 2006.03  | —        | 2020.02 |                                     |
| 259編成 | (赤電)     | 黄色(～2011.10)・白(～2018.10)                        | 所工   | 2005.09  | 2015.03  | 2022.03 |                                     |
| 261編成 | (伊豆箱根) | 黄色(～2009.03)・ツートン(～2013.03)・白(～2018.02)   | 所工   | 2005.03  | 2018.10  | 2020.11 | 2016年8月脱線事故（土砂崩れ）当該   |
| 263編成 | 黄色       | —                                                     | 所工   | 2008.03  | —        |         | 「牽引車」兼用                      |

### 廃車・譲渡
新101系は2004年に2両編成から廃車が開始され、4両編成は翌年から、301系は2008年から廃車が開始されている。2012年末で非ワンマン車は全て廃車となったが、このうち一部は他社へ譲渡されている。以下、譲渡が発生した編成を太字で示す。
2004年度（平成16年度）
- 289編成 - 2004年9月28日に除籍[33]。方向転換し武蔵丘車両検修場で改造の上、12月に上信電鉄へ譲渡。

2005年度（平成17年度）
- 293編成 - 2005年9月23日に除籍[113]。方転・改造の上12月に上信電鉄へ譲渡[113]。
- 229編成 - 2005年9月24日に除籍[113]。秩父鉄道へ譲渡、23日に同社広瀬川原車両基地へ自力回送。
- 227編成 - 2005年10月3日に除籍[113]。2日に「西武トレインフェスティバル」に伴う臨時列車として横瀬まで運行されており、そのまま横瀬車両基地で解体。
- 231・233編成 - 2005年12月27日に除籍[113]。秩父鉄道へ譲渡、24日に231編成+233編成の組成[注 125]で広瀬川原へ自力回送。

2007年度（平成19年度）
- クハ1255・1256 - 2008年3月7日に除籍[114]。255編成は2007年11月13日に武蔵丘へ回送されていた。
  - クハ1255・1256は15日に281編成と279編成のプッシュプル（281編成+クハ1255+クハ1256+279編成の組成）により横瀬へ回送[注 126]。その後5月下旬に解体。
  - モハ255・256は279編成とともに武蔵丘車両検修場へ入場。263編成へ改造された[114]。

2008年度（平成20年度）
以降、譲渡は別途記載する。
- 235・283編成 - 2008年7月15日に除籍[115]。14日に283編成+235編成の組成で武蔵丘へ回送されていた。
- 237編成 - 2008年8月28日に除籍[115]。27日に武蔵丘へ回送されていた。
- 307編成 - 2008年12月5日に除籍[115]。12月上旬に横瀬へ回送されており、全車が解体された。301系の廃車、並びにスカート設置編成の廃車はこれが初。
- 305編成 - 2008年12月30日に除籍[115]。25日に横瀬へ回送されていた。
- 313編成 - 2008年12月30日に除籍[115]。26日に横瀬へ回送されていた。
- 269・273・291編成 - 2008年12月30日に除籍[115]。29日に291編成+269編成+273編成の組成で武蔵丘へ回送されていた。

2008年度廃車分の譲渡
- 2008年10月には三岐鉄道向けに、改造した751編成（元：クモハ283-モハ236-クハ1236）+部品取り2両（モハ238-クハ1238）が譲渡された。
- 2008年11月には伊豆箱根鉄道向けに改造した1301編成（元：クハ1235-モハ235-クモハ284）が方転の上で譲渡された。
- 2008年3月には近江鉄道向けに、ほぼ原形で出場したクモハ291+269編成が方転の上で譲渡された。
- 2009年5月には伊豆箱根鉄道向けに改造した1302編成（元：クハ1237-モハ237-クモハ292）が方転の上で譲渡された。
- 2009年6月には流鉄向けに改造した5001編成（元273編成）が方転の上で譲渡された。

2010年度（平成22年度）
- 243編成 - 2010年4月19日に除籍[116]。14日に横瀬へ回送されており、その後解体。
- 275・277編成 - 2010年8月4日に除籍[116]。方転し武蔵丘へ回送されていた。
- 239編成 - 2010年12月12日に除籍[116]。12月28日に横瀬へ回送されていた。

2010年度廃車分の譲渡
- 2010年9月27日には流鉄向けに方転・改造した5002編成（元275編成）が譲渡された[116]。
  - それまで改造出場時の回送にはE31形を使用していたが、同車が引退したため終電後に電車牽引での運転となった。密連装備で出場し、武蔵丘→飯能は4000系、飯能→小手指は287編成+271編成により牽引された。甲種時の小手指→新秋津も今回からE31形ではなく263編成の牽引となる。
- 2011年10月17日には同じく流鉄向けに5003編成（元277編成）が譲渡された[117]。
  - この時は飯能方のみ密連で出場、武蔵丘→飯能が241編成、飯能→小手指は263編成（甲種仕様）の牽引となった。

2011年度（平成23年度）
- 301編成 - 2011年10月23日に除籍[118]。10月21日に横瀬へ回送されており、その後解体。
- 311編成 - 2011年12月29日に除籍[118]。12月27日に横瀬へ回送されており、その後解体。
  - クハ1311・クハ1312はしばらく留置され、翌2012年9月30日の「西武トレインフェスティバル」でも展示されたが、後に廃車となった303編成のサハ2両と共に2013年1月までに解体された。

2012年度（平成24年度）
- 287編成 - 2012年4月3日に除籍[119]。方転し武蔵丘へ回送されていた。
- 295編成 - 2012年11月16日に除籍[119]。15日に295編成+303編成の組成で方転を行っていた。
- 303編成 - 2012年11月26日に除籍[119]。295編成とともに方転の後、16日に横瀬へ回送、サハ1301-3・サハ1301-4を抜き取り6両化し22日に小手指へ戻っていた。
- 309編成 - 2012年12月28日に除籍[119]。方転し横瀬で4両化（ハイフン車抜取り）の後、22日に小手指へ戻っていた。
- 271・281・285 - 2012年12月28日に除籍[119]。26日に271編成+285編成+281編成の組成で方転、そのうち271編成は27日に武蔵丘へ回送されていた。

2012年度廃車分の譲渡
- 2012年9月11日には流鉄向けに方転・改造した5004編成（元287編成）が譲渡された[119][120]。
  - 甲種仕様で出場、小手指までの回送は終電後の自走となった。後述の5005編成も同様。
- 2012年12月20日には近江鉄道へ、方転した295編成+303編成6両が譲渡[119][121]。
- 2013年2月8日には同じく近江鉄道へ、方転した281編成+285編成+309編成4両が譲渡された[119][122]、
- 2013年9月には流鉄向けに方転・改造した5005編成（元271編成）が譲渡された[123][124]。

#### ワンマン車の廃車
非ワンマン車の引退から約7年後、ワンマン車の廃車も開始された。
2019年度（令和1年度）
- 257編成 - 2020年2月29日に除籍[123]。2月28日に横瀬へ回送されており3月に搬出[注 127]、全て解体。ワンマン改造車初の廃車となった。

2020年度（令和2年度）
- 261編成 - 2020年11月9日に除籍[125]。同日に横瀬へ回送されていた。飯能方3両は11月中に搬出、解体されたが、クハ1262は12月に西武ドーム敷地内へ陸送、同所で保存されている[126][127]。

2021年度（令和3年度）
- 259編成 - 2022年3月7日に除籍[128]。3月6日日中に小手指から武蔵丘へ回送、終電後（7日未明）に武蔵丘から横瀬へ回送された。同月20日に横瀬町で「スプリングウォーク」が開催された際には横瀬車両基地がメイン会場として開放され、解体線での留置を間近で見ることができた。4月末に搬出、解体されている。

## 譲渡車両
旧101系は131・135編成から各3両の計6両、新101系は2両編成の廃車全13編成26両と、4両編成から229 - 237編成の5編成20両、301系は303編成から6両編成分と309編成から4両編成分の計10両、合計62両が他社へ譲渡された。このうち12両が部品取り車であったが、事故代替として1両（クハ1238）が復活、結果51両が各地で活躍している。
以下、各社ごとに概要を説明する。編成別の動向は廃車の節を参照のこと。
流鉄
旧：総武流山電鉄（2008年に社名変更）
1999年（平成11年）、在来車の置き換えのため、3両編成に改造した旧101系を3000形として2本導入。旧101系唯一の譲渡例であったが、2011年（平成23年）までに運用を終了している。
- 1999年に135・131編成がそれぞれ改造の上で譲渡された。3両編成化はモハ偶数車にクハ偶数車の先頭部を接合し先頭車化することで行われている。

2010年（平成22年）より、流山線のワンマン・2両編成化のため、新101系2両編成を改造し5000形として5本導入。

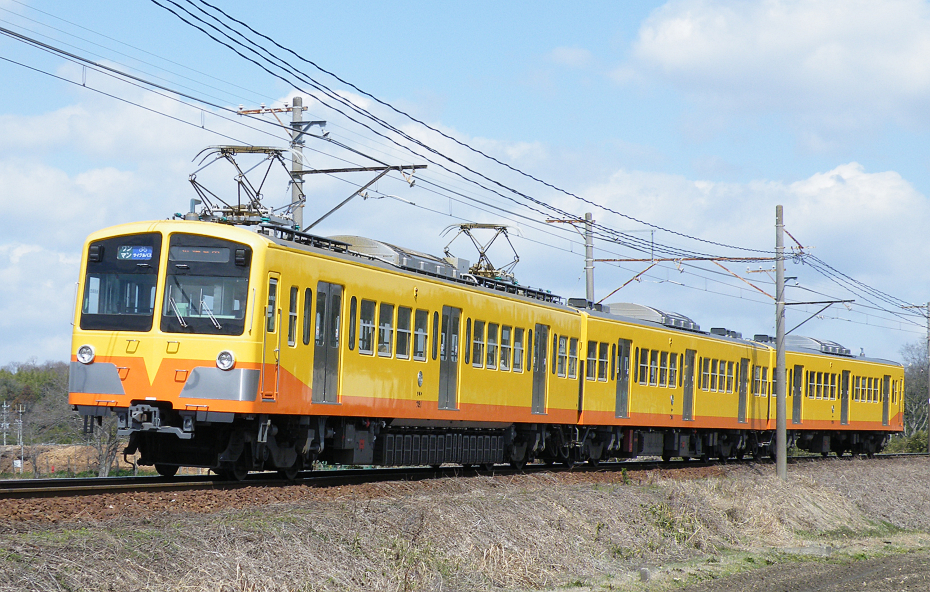
三岐鉄道751系
（2009年3月15日 北勢中央公園口 - 保々）

- 2009年（平成21年）から2013年（平成25年）にかけて273・275・277・287・271編成が毎年1本ずつ改造の上で譲渡されている。
- 西武側での改造は塗装変更程度（編成により全般検査なども実施）で、メインともいえる内装や機器面の改造は流鉄側で行われた。

上信電鉄

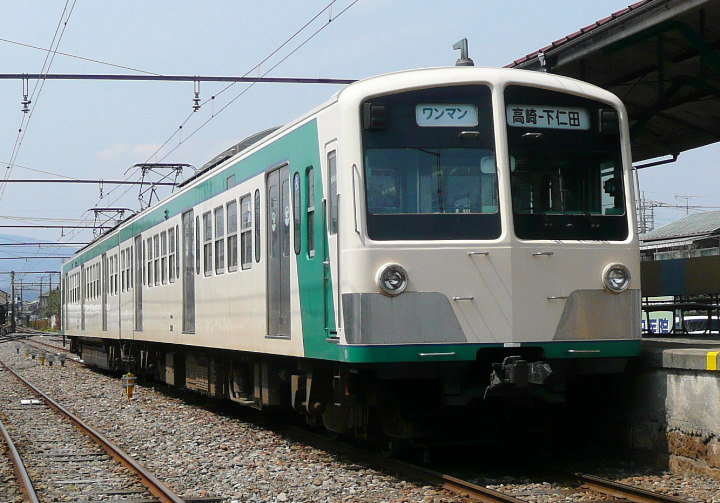
上信電鉄500形
（2007年4月7日 上州富岡）

2005年（平成17年）より、200形の置き換えのため、新101系2両編成を改造し500形として2本導入。
- 2004年・2005年に289・293編成がそれぞれ改造の上譲渡された。両者で帯色が異なり、第1編成は緑帯、第2編成が赤帯となっている。
- 第1編成は2024年5月に西武時代を再現した黄色塗装へ変更されている[130]。

秩父鉄道

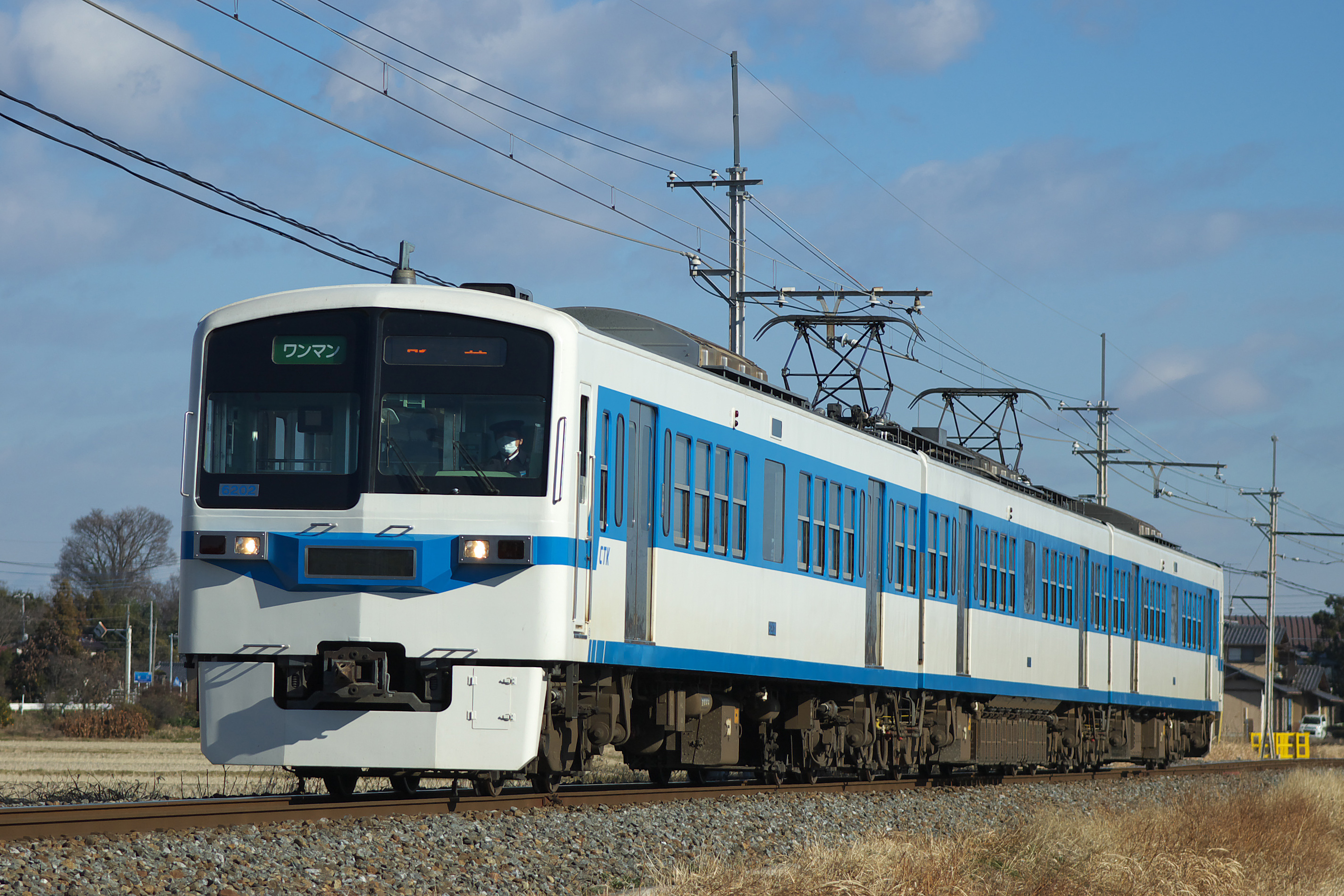
秩父鉄道6000系
（2009年1月2日 武州荒木 - 東行田）

2006年（平成18年）、急行「秩父路」用の3000系（元JR東日本165系）を置き換えるため、新101系を3両編成の急行形に改造し6000系として3本導入。
- 2005年に229・231・233編成が譲渡、いずれも元は秩父鉄道直通に対応していた車両であり、広瀬川原車両基地まで自力で回送された。3両編成化はモハ偶数車にクハ偶数車の先頭部を接合し先頭車化することで行われている。
- 改造については最初の1本は広瀬川原で実施されたものの、後の2本はそれぞれ改造対象の3両を武蔵丘まで戻した上、同所で行われた。改造後の両編成はそれぞれ2006年8月・9月に広瀬川原へ輸送されている[注 131]。なお広瀬川原で実施した1本目も名義上は西武車両による改造である。

三岐鉄道
2009年（平成21年）、新101系を3両編成に組み替えた上で改造し、751系として1本導入。また部品取りとして2両を譲受、うち1両が851系に編入された。
- 2008年10月に235・237・283編成から計5両が譲渡された[131]。内訳はクモハ283+モハ235-クハ1236から改造した3両編成と、部品取りのモハ238-クハ1238である。編成を分解した片割れはいずれも伊豆箱根鉄道向けに改造・譲渡されている。
- 流鉄同様、武蔵丘での改造は塗装変更程度であった。
- 部品取り車のうちクハ1238については、851系851編成のクハ1851が2012年（平成24年）11月の脱線事故で廃車となったことにより、代替車として2013年9月30日付で[132]851系クハ1881に改造されている。同じく部品取りのモハ238は2013年3月に解体された。

伊豆箱根鉄道

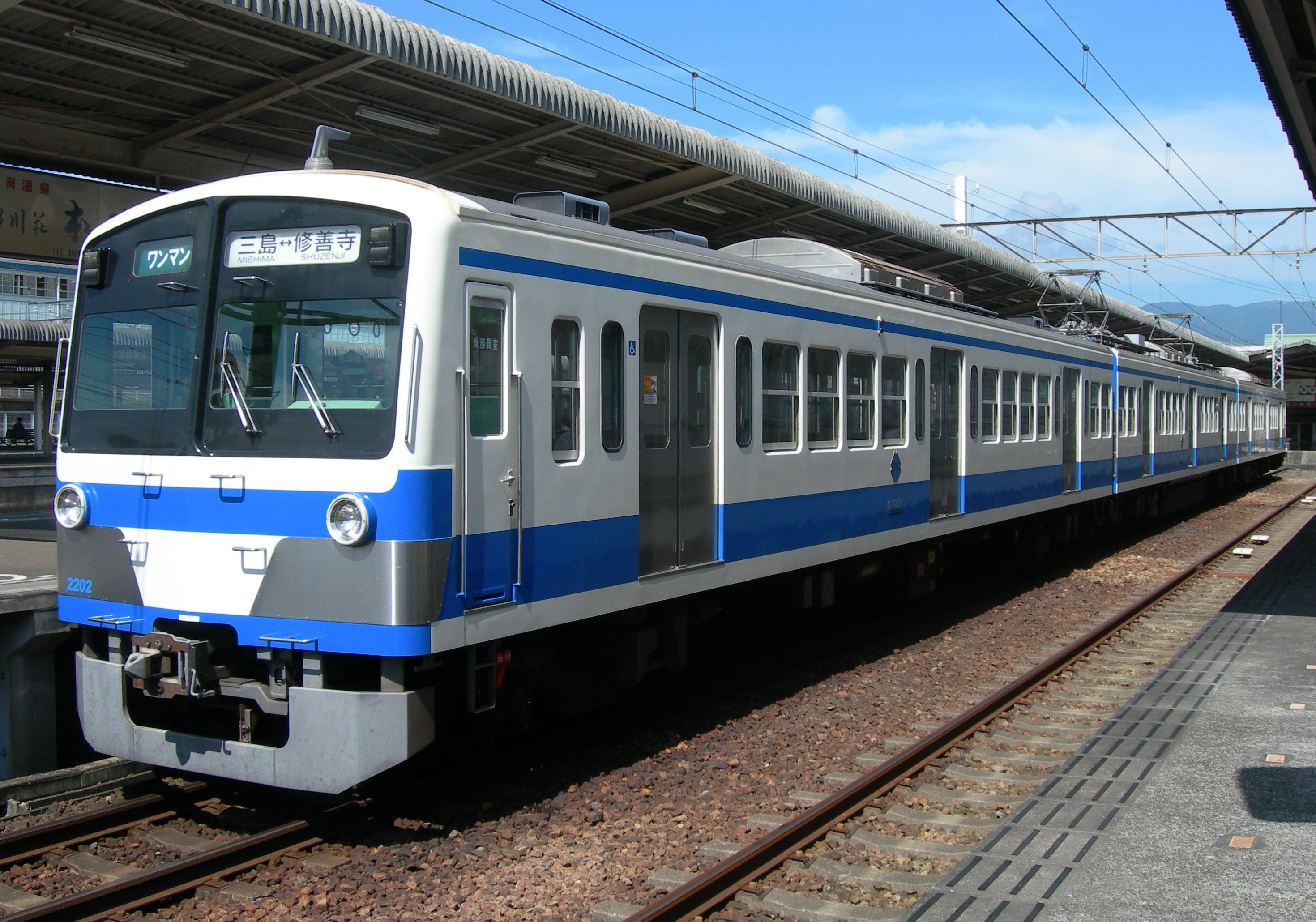
伊豆箱根鉄道1300系
（2010年8月3日 三島）

2008年（平成20年）より、老朽化した1100系（元西武701系）を置き換えるため、新101系を3両編成に組み替えた上で改造し、1300系として2本導入。
- 2008年11月と翌2009年5月に235・237・283・291編成から計6両が改造の上で譲渡された。内訳はクハ1235-モハ235+クモハ283、およびクハ1237-モハ237+クモハ292となる。編成は主に三岐鉄道譲渡分の片割れで構成、クモハ292のみは近江鉄道譲渡分の片割れである。
- 第1編成は2016年12月10日から「イエローハッピートレイン」として西武時代のツートンカラー（前面ウォームグレー）で運行している[133]。

近江鉄道
2013年（平成25年）より新101系2両編成を改造し900形として1本、100形として3本導入、また2017年（平成29年）より301系を2両編成に改造し同じく100形として2本導入。このほか3両の部品取り車が存在。
- 3回に渡り合計19両がほぼ原形で譲渡されている。内訳は以下の通りで、このうちクモハ291は伊豆箱根鉄道譲渡分の片割れである。
  - 2009年（平成21年）3月：269編成とクモハ291（計3両）
  - 2012年（平成24年）12月：295編成と303編成6両（計8両）[121]
  - 2013年（平成25年）2月：281・285編成と309編成4両（計8両）[122]
- 改造はいずれも近江鉄道側で行われ、車両により施工までに年単位の期間が開いていた。
  - 269編成は900形「淡海号」として、譲渡から4年後の2013年6月にデビューした[134]。
  - 295・285・281の3編成は100形「湖風号」となり、それぞれ2013年12月[135]・2014年4月・2014年12月より営業運転を開始している。
  - 303編成・309編成も同じく100形の続番となったが改造は遅く、2017年10月・2018年10月にそれぞれ営業運転を開始した。2両編成化の改造は中間モハユニットの両端にクハの先頭部を接合する形で先頭車化することで行われている。
  - クモハ291とモハ301-3・4の計3両は部品取り車として彦根駅構内に留置されていたが、前者は2017年12月に解体、後者も2019年2月15日に奈良県の解体場へ陸送されている[136]。

## 保存車両
クハ1150
東京都東村山市美住町の「くめがわ電車図書館」として車体が使用されている。2000年2月の引退後に車体のみ都市基盤整備公団に売却され、2001年4月に開館した。屋外だが定期的に塗装されており、状態は良好である。当初は黄色一色であったが、2019年2月には初の大規模修繕が行われるとともにツートンカラーへ変更された。
- 同所の車体としてクハ1150は2代目であり、1967年の開館当初は311系のクハ1311を使用していた。これは1992年に団地建替えに伴って一時閉館し、撤去・解体された。

クハ1224
横瀬車両基地で静態保存。同所の各保存車と同じく、当初は検修庫内、現在は屋外で白いカバーをかけての保存となっている。2010年11月に引退したのち編成ごと方向転換を行い、さらに保存に際してツートンカラーに塗装変更している。2011年10月に開催された「西武トレインフェスティバル2011 in 横瀬」で初めて公開された。平成26年の大雪で検修庫の屋根が崩落した際に屋根上機器が一部変形したが、現在もそのままの状態で保管されている。
クハ1262
プロ野球・埼玉西武ライオンズの本拠地西武ドーム（埼玉県所沢市、西武球場前駅に隣接）の敷地内に2021年3月にオープンした「トレイン広場」にて「L-train 101（エルトレイン いちまるいち）」として展示・活用されている。車体は球団ロゴやライオンズカラー、レオ・ライナをあしらったラッピングが全面的に施されており、ドーム側は白ベースのデザイン、反対側はカラフルなデザインとなっている。また屋根上には空調装置脇（ドーム側）とアンテナ上にスピーカーが設置された。車内も床面にライオンズカラーとペットマークロゴがデザインされているほか、適宜展示・イベントスペースとして使用される。
- 伊豆箱根鉄道カラーで運行していた同車は2020年11月の引退後、12月18日夜間から翌日未明にかけてに横瀬車両基地から陸送、同日に据付が行われた[126][127][141][142]。輸送にあたっては一時的に台車や空調装置を取り外している[143]。設置直後は廃車回送時ままの姿であったが、行先表示は間もなく「西武遊園地」に変更。2021年1月18日からラッピングが開始され、20日の仕上げ作業は同年のライオンズ新入団選手により行われた[144]。その後、表示幕も専用のものに取り替えられている。

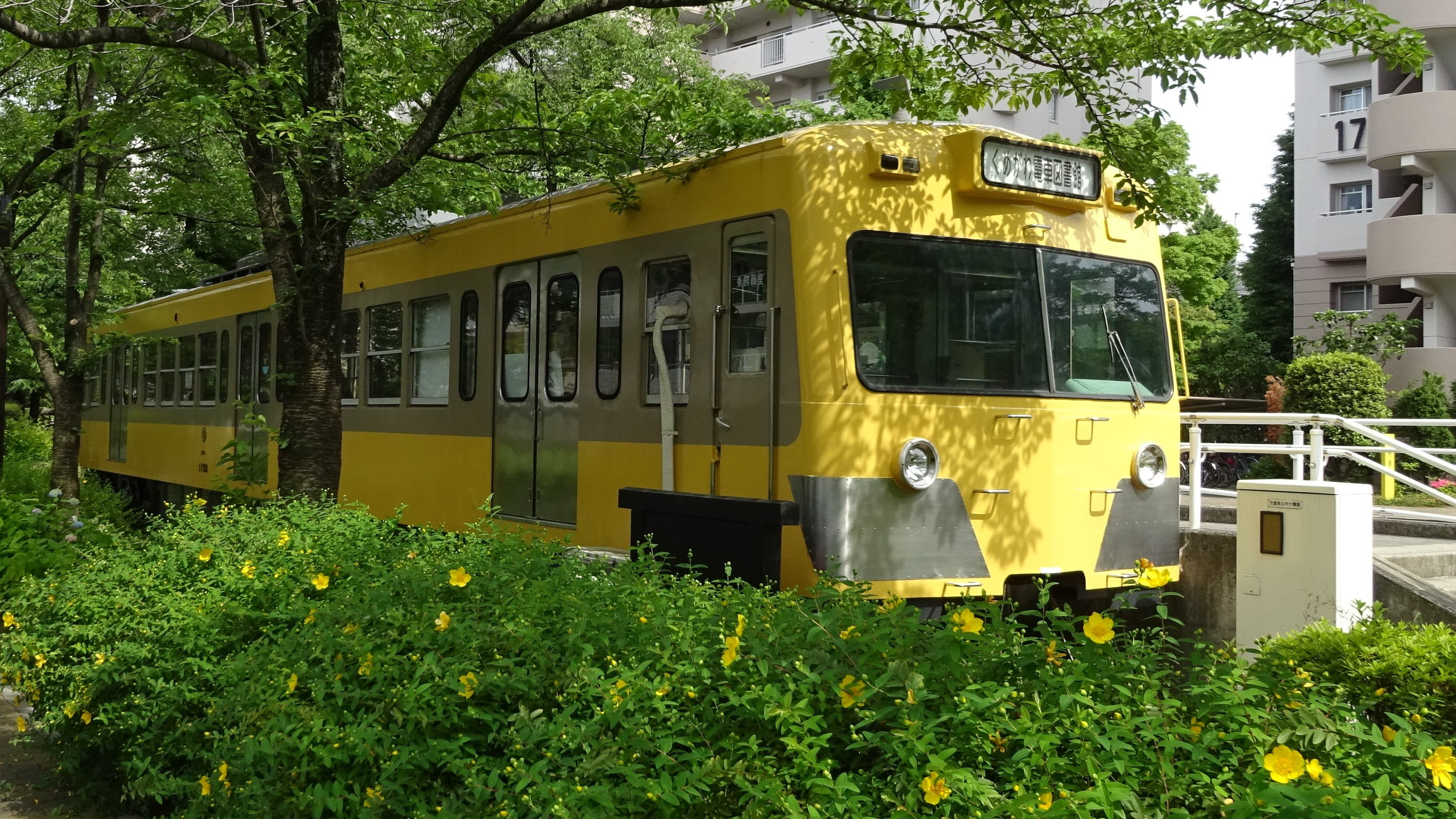
「くめがわ電車図書館」となったクハ1150 （2020年5月）
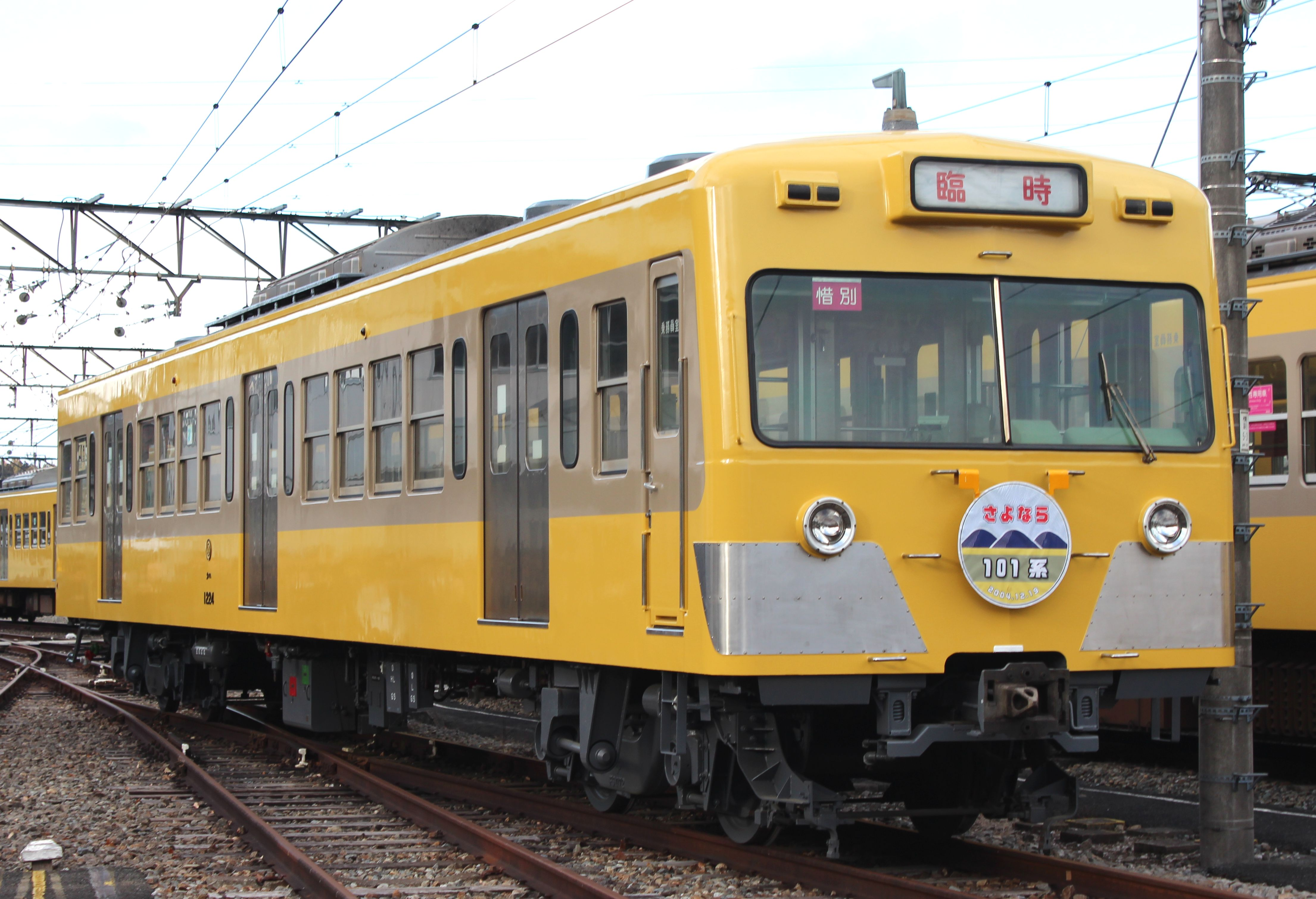
横瀬車両基地のクハ1224 （2012年12月）
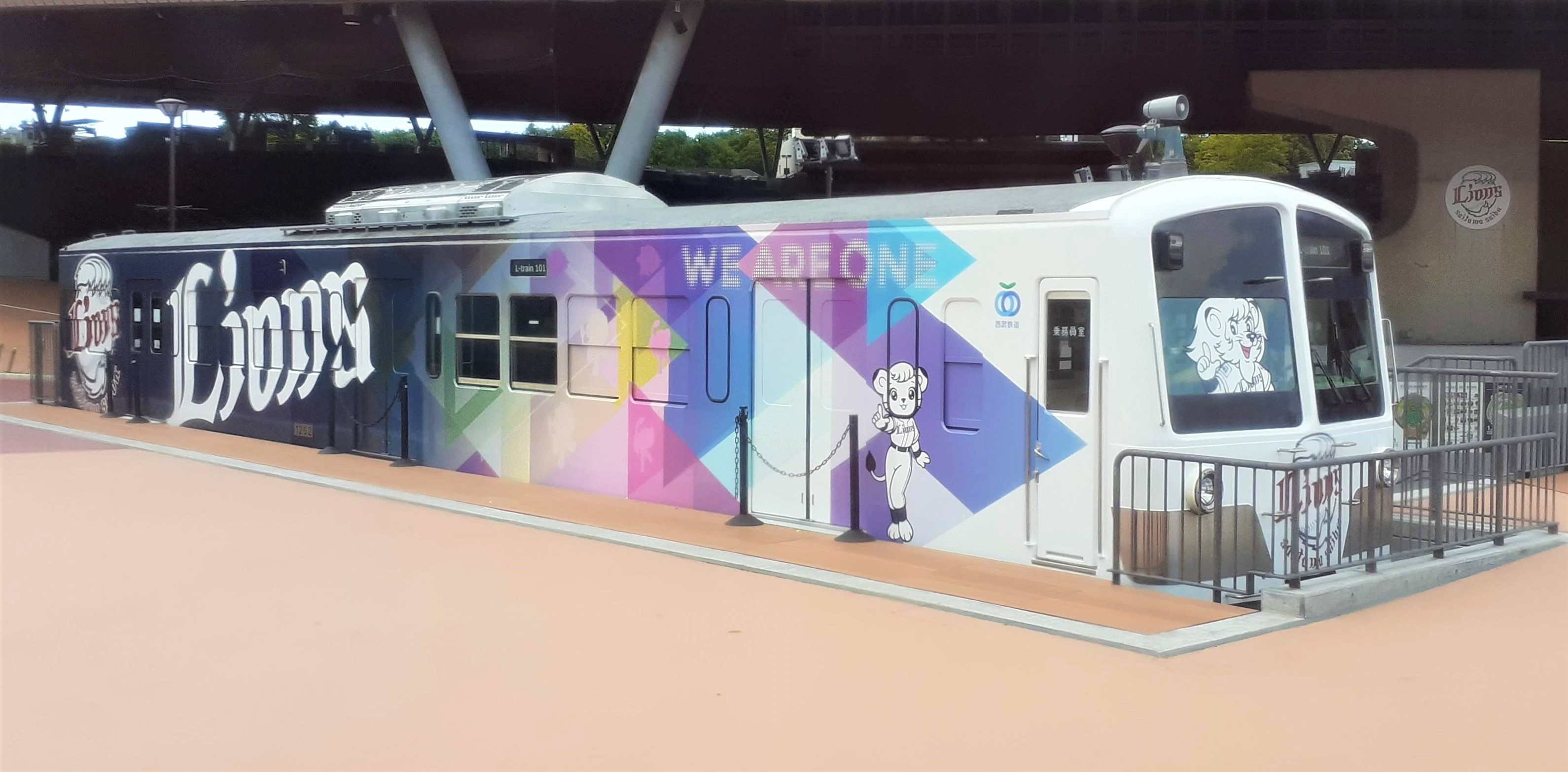
西武ドームの「L-train101」クハ1262 （2021年5月）